# Liste der Straßen und Plätze in Berlin-Tegel

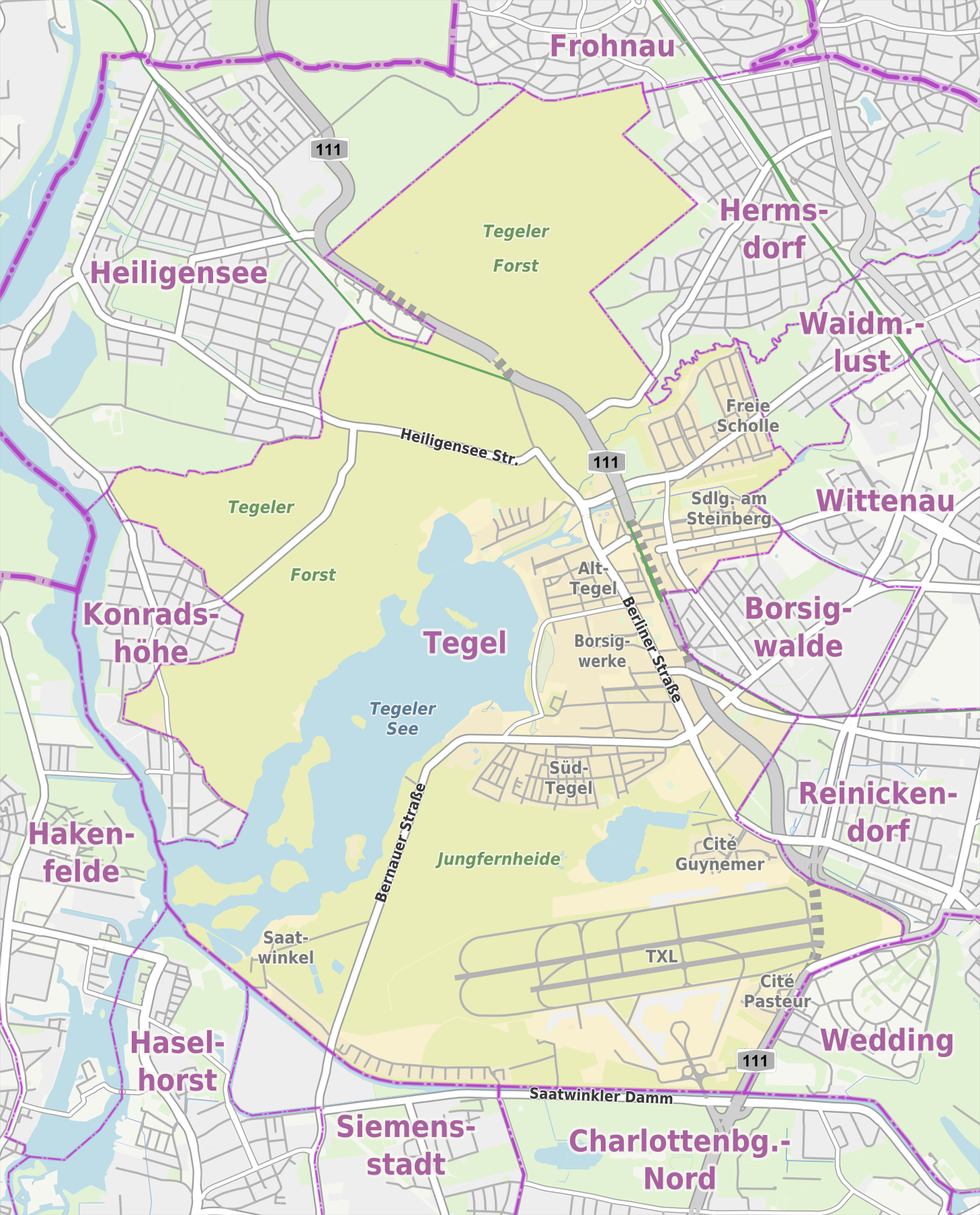
Übersichtskarte von Berlin-Tegel

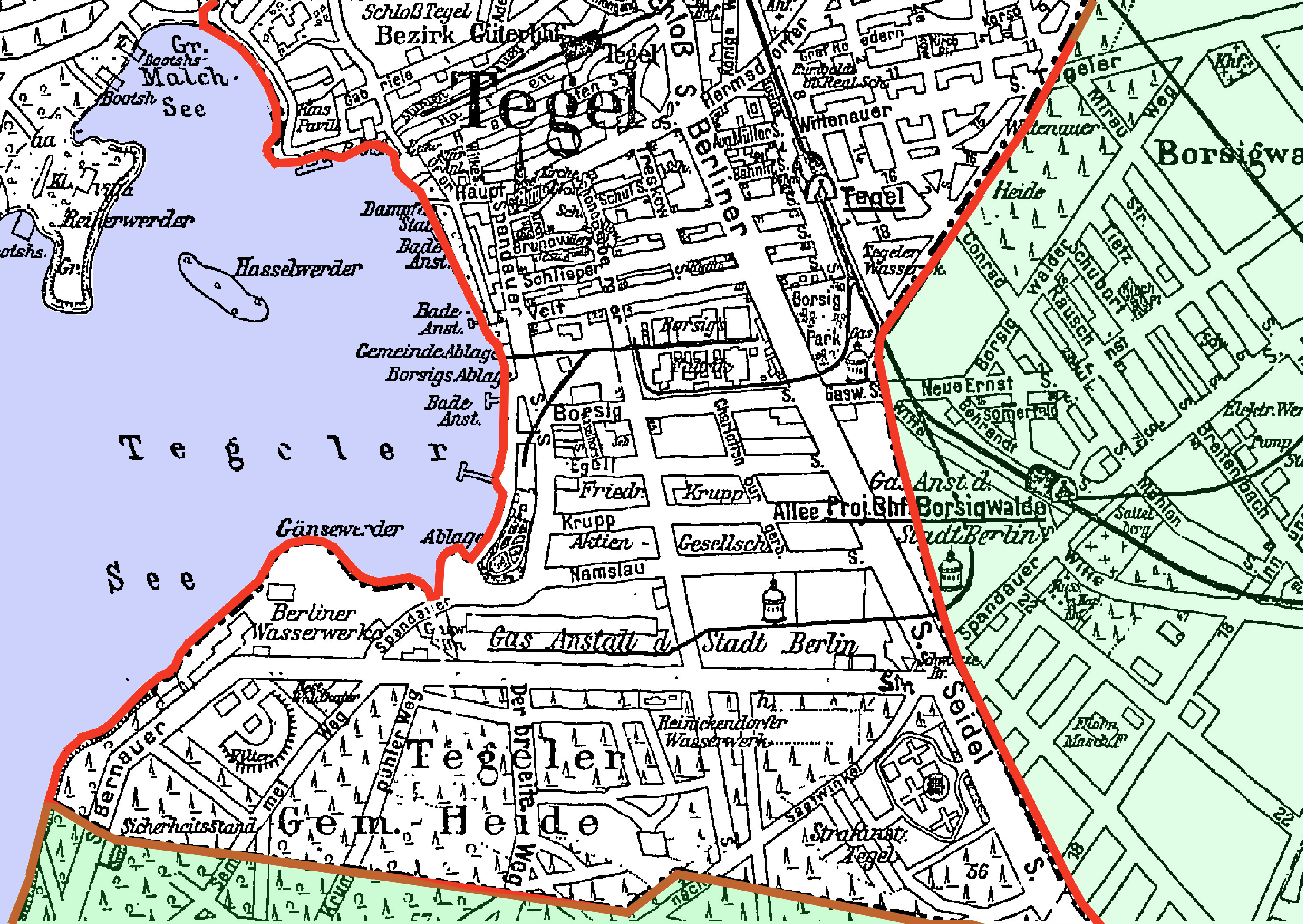
Straßenübersicht von Berlin-Tegel in den Gemarkungsgrenzen von 1912

Diese Liste der Straßen in Berlin-Tegel führt die im Berliner Ortsteil Tegel liegenden Straßen mit ihren historischen Bezügen auf. Gleichzeitig ist diese Zusammenstellung ein Teil des Projekts Listen aller Berliner Straßen und Plätze.

## Überblick

### Statistisches
Tegel hat 37.291 Einwohner (Stand: 31. Dezember 2023) und umfasst die Postleitzahlenbereiche 13505, 13507, 13509, 13629 und Teile von 13599. In Tegel gibt es fünf benannte Plätze und 200 gewidmete Straßen und Wege, von denen 18 namensgleich (innerhalb des Berliner Straßensystems) auch zu den benachbarten Ortsteilen gehören. Die Gesamtlänge aller amtlich aufgenommenen Straßen im Ortsteil Tegel beträgt 78,7 Kilometer.

### Beschreibung des aktuellen Straßennetzes
Das Hauptstraßensystem von Tegel (Stand: Januar 2016) wird in Nord-Süd-Richtung von der Seidel-/Berliner Straße bestimmt, die zum regionalen Straßensystem gehören. Nach Norden weiterführend und parallel dazu liegt die Bundesautobahn 111 mit den Anschlussstellen Holzhauser Straße und Waidmannsluster Damm auf Tegeler Gebiet. Von der A 111 gehören nach dem Regionalen Bezugssystem 12,8 Kilometer Hauptfahrbahn zum großräumigen und 870 Meter für Aus- und Einfahrten zum übergeordneten Straßensystem, sowie ein Abschnitt der nach Südwesten in Richtung Stadtzentrum des Kurt-Schumacher-Damms mit Anschluss an den Autobahnstadtring. Zu übergeordneten Straßenverbindungen (Kategorie II) in die Nachbarbezirke führend gehören: nach Nordost der Hermsdorfer Damm, nach Nordwesten mit 1620 Meter die Heiligenseestraße und 610 Meter der Karolinenstraße mit der Weiterführung nach Heiligensee und nach Hennigsdorf. Nach Westen führt die Bernauer Straße zum Bezirk Spandau. In die gleiche Kategorie II sind die Straßen zur Autobahn Holzhauser Straße und Waidmannsluster Damm sowie Kurt-Schumacher-Damm eingeordnet und ebenfalls Veit- und Wittestraße. Auch 380 Meter Zufahrt zum Flughafen Tegel gehören dazu. Als regionale Verbindungen sind die anschließenden und nach Osten und Westen führenden Bernstorffstraße, Borsigdamm, 150 Meter der Buddestraße eingeordnet, sowie die Gorki-, die Konradshöher und Neheimer Straße, ebenso die restlichen Abschnitte der Heiligensee- und Karolinenstraße. Die Friederike-, Otisstraße und Ziekowstraße sind ergänzende Straßenverbindungen, ebenso wie die weiterführenden 390 Meter der Buddestraße. Insgesamt sind im Ortsteil im Berliner Straßensystem 15040 Meter der Autobahnen als großräumig, 15160 Meter als übergeordnet, 9560 Meter als regional und 3020 Meter als ergänzend nach dem Straßenentwicklungsplan aufgenommen. Alle anderen Stadt- und Siedlungsstraßen, in der Liste aufgenommenen Privatstraßen und Fußwege in einer Gesamtlänge von 63.300 Meter bleiben im StEP unkategorisiert. Nach der OKSTRA-Klasse sind 52.870 Meter als „G“ (Kommunalstraße), 4690 Meter als „P“ (Privatstraße), 2570 Meter als „F“ (Fußweg, so der Semmelweg als Forststraße ((STFO) nach RBS), 1190 Meter als „N“. Aus der RBS-Klasse „STRA“ ist der Schwarze Weg mit 1890 Meter als „W“ und 110 Meter als „X“ (dazu Dattelner Weg, Gabrielenstraße, Illerzeile) aufgenommen.

### Neue Straßen seit Ende des 19. Jahrhunderts

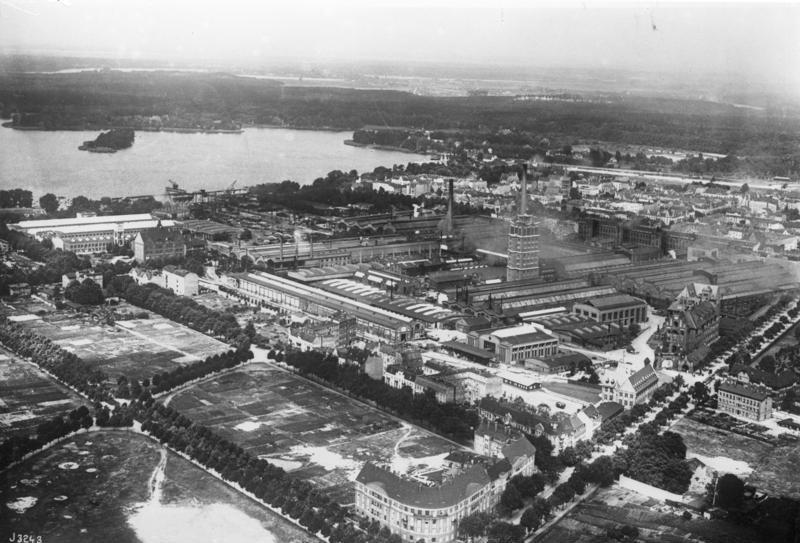
Borsigwerke 1931 über die Berliner Straße zum Tegeler See und noch unbebaute Straßen südlich davon

Mit dem 1893 vorgenommenen Bahnanschluss und ab 1898 durch den Aufbau der Borsigwerke wurde das Straßensystem von Tegel beeinflusst. Die Industrialisierung brachte die Zuwanderung von Arbeitern und damit verbunden die Errichtung der Vorortsiedlung Borsigwalde (ab 1898) und der Siedlung Waldidyll auf dem Gelände des Tegeler Stadtwaldes. In Tegel wurden Ende der 1920er und zu Beginn der 1930er Jahre Bebauungspläne mehrerer Siedlungen (Waldidyll, Martin-Luther-Siedlung, St.-Joseph-Siedlung, Siedlung Borsig'scher Werksangehöriger, Kleinhaussiedlung, Freie Scholle) aufgestellt. Der Bau der Siedlungshäuser begann mit dem Anlegen der Straßen, von 1930 bis 1938 wurden die Nummernstraßen der Siedlungen dann nach einheitlichem Muster benannt. Im Jahr 1934 kam die Stadtrandsiedlung am Hohenzollernkanal (Siemenssiedlung) hinzu.
Eine wesentliche Änderung des Straßenverlaufs im Tegeler Norden ergab sich durch den Bau der Stadtautobahn in nordwestlicher Richtung. Im Zusammenhang mit der Nachnutzung des Flughafens Tegel im Süden des Ortsteils wurden einige Kolonien zu Wohnsiedlungen mit Baurecht (Garten- und Siedlergemeinschaft) umgewidmet und vier neue Straßen im Bereich zwischen dem (trockenliegenden) Mäckeritzgraben und der Zufahrtsstraße an der General-Ganeval-Brücke gewidmet und 2011 benannt: Alter Wiesenweg, Am Hohenzollernkanal, Mecklenburgweg, Vor den Toren.

### Straßensystem mit französischen Namen
Nach dem Zweiten Weltkrieg entstand im heutigen Ortsteil Tegel durch Ansiedlung von Angehörigen der in Berlin stationierten französischen Garnison ein neues Wohngebiet, die „Cité Pasteur“. Die Straßen bekamen durchweg französische Namen einschließlich des Vorsatzes „Rue“, die nach dem Abzug der Streitkräfte 1994 beibehalten wurden.

## Übersicht der Straßen und Plätze
Die nachfolgende Tabelle gibt eine Übersicht über die vorhandenen Straßen und Plätze im Ortsteil sowie einige dazugehörige Informationen.
- Name/Lage: aktuelle Bezeichnung der Straße oder des Platzes. Über den Link Lage kann die Straße oder der Platz auf verschiedenen Kartendiensten angezeigt werden. Die Geoposition gibt die Lage der ungefähren Mitte der Straßenlänge an.
- Im amtlichen Straßenverzeichnis nicht aufgeführte Verkehrswege sind mit * gekennzeichnet.
- Ehemalige oder nicht mehr gültige Straßennamen sind kursiv gesetzt. Für bedeutende ehemalige Straßen oder historische Straßennamen ist gegebenenfalls eine gesonderte Liste vorhanden.
- Länge/Maße in Metern:
Die in der Übersicht enthaltenen Längenangaben sind  gerundete Übersichtswerte, die in Google Earth mit dem dortigen Maßstab ermittelt wurden. Sie dienen Vergleichszwecken und werden, sofern amtliche Werte bekannt sind, ausgetauscht und gesondert gekennzeichnet.
Bei Plätzen sind die Maße in der Form a × b für rechteckige Anlagen und für (ungefähr) dreieckige Anlagen als a × b × c mit a als längster Seite angegeben.
Sofern die Straße auch in benachbarte Ortsteile weiterführt, gibt der Zusatz ‚im Ortsteil‘ an, wie lang der Straßenabschnitt innerhalb des Ortsteils dieses Artikels ist.
- Namensherkunft: Ursprung oder Bezug des Namens.
- Anmerkungen: weitere Informationen über anliegende Baudenkmale oder Institutionen, die Geschichte der Straße und historische Bezeichnungen.
- Bild: Foto der Straße oder eines anliegenden Objektes.

| Name/Lage                              | Länge/ Maße (in Metern)      | Namensherkunft | Datum der Benennung | Anmerkungen | Bild |
| -------------------------------------- | ---------------------------- | --- | ------------------- | --- | --- |
| Ackerplanweg (Lage)                    | 0060                         | Ackerplan, Flurbezeichnung | 16. Okt. 1956       | Die Straße liegt in der „Siedlung Freie Scholle“ und geht südlich vom Erholungsweg ab zur KGA ‚An der Industriebahn‘. Trassiert wurde sie als Straße C in das Areal südlich vom Erholungsweg, das bis in die 1950er Jahre unbebaut blieb. | Berlin-Tegel Ackerplanweg |
| Adelheidallee (Lage)                   | 0390                         | Aurora Raffaele Adelheid von Hedemann (1800–1856), erste Tochter Wilhelm von Humboldts                                             | um 1912             | Die kurze Wohnstraße endet auch für Fußgänger als Sackgasse am Schlosspark Tegel und liegt von der Gabrielenstraße nach Norden abgehend. Die Straße ist im Berliner Adressbuch von 1912 ausgewiesen und war nach Bebauungsplan als Straße C projektiert. Das Grab der Namensgeberin liegt auf der Grabstätte der Familie Humboldt im Schlosspark. Die Adelheidallee gehörte zum Schlossbezirk Tegel. Es gibt eine Minigolfanlage mit Gaststättenbetrieb und eine Seniorenfreizeitstätte des Bezirksamtes Reinickendorf. Die östliche Straßenseite wird von der Kleingartenanlage ‚von Humboldt - Gabrielenstraße‘ begrenzt. | Adelheidallee zum Schloss Tegel |
| Agathenweg (Lage)                      | 0110                         | Agatha von Catania (3. Jahrhundert), Märtyrerin und Heilige                                                                        | 4. Aug. 1930        | Die Straße liegt nördlich der katholischen St.Joseph-Kirche zwischen Bonifaziusstraße und Liebfrauenweg und war als Straße 27 des Bebauungsplans projektiert. Im Adressbuch von 1930 sind die Straßen 21–30 zwischen Hermsdorfer Straße, Fließ und Feldmark als „Siedlung St. Joseph“ zusammengefasst. | Berlin-Tegel Agathenweg |
| Allée St. Exupéry (Lage)               | 0400                         | Antoine de Saint-Exupéry (1900–1944), französischer Schriftsteller und Flieger                                                     | 30. Juli 1956       | Die Straße liegt zwischen Seidelstraße und Rue H. Guilleaumet und führt in die vormalige „Cité Guynemer“, eine Wohnsiedlung der bis 1994 in Berlin stationierten französischen Schutzmacht. | |
| Allmendeweg (Lage)                     | 0480                         | Allmende, gemeinschaftlich genutzter Teil der Gemeindeflur                                                                         | 30. Jan. 1933       | Die Straße in der „Siedlung Freie Scholle“ liegt zwischen Moorweg und Schollenhof am Waidmannsluster Damm. Beim Anlegen trug sie vor der Benennung die Bezeichnung Straße 36 des Bebauungsplans. | Berlin-Tegel Allmendeweg |
| Altenhofer Weg (Lage)                  | 0690 (im Ortsteil)           | Altenhof, zum Zeitpunkt der Benennung eine selbständige Gemeinde                                                                   | 10. Apr. 1961       | Die Straße liegt in der Länge zwischen Conradstraße und Nassenheider Weg und gehört zum größeren Teil zu Borsigwalde. Die nordwestlich gelegenen Grundstücke 7 und 23 (ungerade) gehören zu Tegel, ab Eichstädter Weg nach Nordost wechselt die Ortsteilgrenze über die Straße, sodass das Straßenland in Tegel liegt. Nach Bebauungsplan war sie als Straße 169 projektiert. | Berlin-Tegel Altenhofer Weg |
| Alter Wiesenweg (Lage)                 | 0350                         | Mäckeritzwiese, zum Zeitpunkt der Benennung ein Wiesenweg                                                                          | 15. Okt. 2011       | Die Straße liegt östlich vom Mäckeritzgraben. Mit der Umwidmung von Kolonien auf den Mäckeritzwiesen zu Siedlungen wurde der vormalige Wiesenweg zu einer gewidmeten Straße benannt. Damit wurde die Zuordnung der Parzellen über Anlagennamen zu „Zufahrt zum Flughafen Tegel“ aufgehoben. Dies entspricht der Forderung nach adresskodierbaren Angaben durch die Einführung eines computergestützten Systems. Die Straße besteht aus der Trasse zwischen dem Berlin-Spandauer Schifffahrtskanal im Süden und der Flughafengrenze Tegel im Norden, sowie vier davon nach Westen abgehenden Abschnitten. Die Grundstücke der Straße sind von 11 bis 127 (ungeordnet) nummeriert, die östlich gelegenen Grundstücke gehören zur KGA ‚Vor den Toren II‘ und sind nicht dieser Straße zugeordnet. Am Flughafengelände schließt die KGA Neuland II (127) an, nach Süden folgen westlich der Straße 103–125 (Siedlung Eigenland), 71–101 (Köppen’sche Erben), 17–69 (Albrecht'sche Erben) und 11 für die KGA ‚Am Wasserbunker‘. Die Breite der Straße war bereits vorhanden und der Alte Wiesenweg ist bereits beschildert. Die im gleichen Verwaltungsakt genannten Mecklenburgweg, Vor den Toren und Am Hohenzollernkanal sind mit Stand 2015 nicht ausgeschildert. Der Alte Wiesenweg ist als Privatstraße (OKSTRA-Klasse P) und nach RBS-Klasse als STRA benannt, damit liegt die Zuständigkeit bei den Anliegern, aber die Ausstattung nach Breite und Ausgestaltung ist die einer Stadtstraße. Nicht zur (gewidmeten) Straße gehört der Uferweg am Hohenzollernkanal, der als 5er Zone, eine Zufahrt zum Alten Wiesenweg von der Straße A und der Mäckeritzbrücke aus ist. | Alter Wiesenweg: Seitenabschnitt in Höhe der Siedlung Köppen'sche Erben · Berlin-Tegel Alter Wiesenweg                                                                     |
| Alt-Tegel (Lage)                       | 0820                         | altes Zentrum des Ortsteils | 6. Aug. 1937        | Die teilweise verkehrsberuhigte baumbestandene Straße mit vielen Cafés und Restaurants liegt zwischen dem Eisenhammerweg und der Berliner Straße. Westlich der durchführenden Fernstraße Berliner Straße hat sie zunächst eine Erweiterung als Fußgängerzone und geht in die Einbahnstraße über, die Besucher zum Tegeler See führt. Die am westlichen Ende liegende Grünanlage vor dem Eingang der Kirche trägt innerhalb der umlaufenden Fahrstraße nichtamtlich den Namen Otto-Dibelius-Platz. Dieser Einbahnstraßenring führt am Südwesten auf den Eisenhammerweg hinaus, an der Nordwestecke ist nur die Zufahrt zu Grundstücken und der Fußweg zur Greenwichpromenade möglich. Die Grundstücke sind an der Südseite ungerade (1–43) und gegenüber gerade (2a–42/44) nummeriert. Am westlichen Abschluss gegenüber der Kirche besteht das Gebäude Alt-Tegel 51, vor dem Eisenhammerweg wurden Siedlungshäuser in den 1960er Jahren erbaut (45–49c). Das nach 1237 gegründete Sackgassendorf und dessen Siedlungskern wurden überliefert als Dorfstraße geführt. Mit der Erweiterung des Straßennetzes und der Erweiterung des Vororts Tegel wurde dies am Ende des 19. Jahrhunderts durch Hauptstraße ersetzt. 1937 wurden die Hauptstraße und die westlich anschließende Seegasse in Alt-Tegel umbenannt, wie dies auch für andere Haupt- und Dorfstraßen der 1920 nach Groß-Berlin eingemeindeten Orte geschah. 1945–1946 war kurzzeitig der Name Johanna-Weiher-Straße vorgesehen, der aber nicht amtlich anerkannt wurde. Am U-Bahn-Ausgang gibt es eine Touristeninformation in einem kleinen Pavillon Auskunft über Reinickendorf. Auf Tegel-Portal findet sich eine Sammlung von alten Blicken auf Hauptstraße und Alt-Tegel und den Platz an der Kirche Bemerkenswerte Gebäude sind das Freizeitheim und die Kita (vormals Städtisches Kinderheim) auf Alt-Tegel 40 und im Süden an der Kirchgasse (Nummer 31–43) das Gemeindehaus, Pfarramt und eine Senioren-Freizeitstätte. Am östlichen Straßenende stehen denkmalgeschützte Wohn- und GeschäftsgebäudeOrtskern Tegel Viele Gaststätten sind in den Gebäuden aus der Gründerzeit oder in ehemaligen Büdnerhäusern, wie das zweitältesten Fachwerkhäuschen im Kiez Nummer 18 in dem ein Café eingerichtet ist. | Berlin-Tegel Alt-Tegel Dorfkirche · Berlin-Tegel Alt-Tegel Fußgängerzone · Berlin-Tegel Alt-Tegel                                                                          |
| Am Borsigturm (Lage)                   | 0600 (Ringstraße)            | Borsigturm, erstes Hochhaus Berlins                                                                                                | 23. Dez. 1998       | Die Straße liegt im Gewerbepark auf dem ehemaligen Borsig-Gelände als Bogen zwischen Berliner Straße in Höhe Nr. 24 und Berliner Straße gegenüber der Ernststraße und wird im Westen durch den Medebacher Weg fortgesetzt. Mit den „Hallen am Borsigturm“ befindet sich hier ein Einkaufs- und Vergnügungszentrum. Im südlichen Bereich der Straße entstanden Büros und ein Hotelbau. Einige Hallen warten noch auf Restaurierung oder Abriss. | Berlin-Tegel Am Borsigturm · Berlin-Tegel Hallen Am Borsigturm · Berlin-Tegel Am Borsigturm                                                                                |
| Am Brunnen (Lage)                      | 0170                         | Standort des Notzeit-Brunnens im Zentrum der Siedlung                                                                              | 1920                | Die Sackgasse liegt zwischen Myrthenweg und Höhe Havelmüllerweg, der hier allerdings unterbrochen ist. Eine Verbindung zu Am Nordgraben am Nordende der Straße ist nur über einen unbefestigten Fußweg vorhanden, eine Brücke über den Nordgraben führt zur Kolonie Havelmüller. | Berlin-Tegel Am Brunnen |
| Am Buddeplatz (Lage)                   | 0100                         | Hermann von Budde (1851–1906), Militär und Politiker                                                                               | 4. Apr. 1961        | Die Straße liegt zwischen Brunow- und Grußdorfstraße und in dieser Richtung als Einbahnstraße. Die Straße wird im Berliner Adressbuch von 1907 als Am Bahnhofsplatz ausgewiesen, da sich über den Platz hinweg der S-Bahnhof Tegel befindet. | Berlin-Tegel Am Buddeplatz |
| Am Hohenzollernkanal (Lage)            | 0370 + 340                   | parallel zum Berlin-Spandauer Schifffahrtskanal                                                                                    | 15. Okt. 2011       | Die Straße verbindet die Zufahrt zum Flughafen Tegel mit der Straße Vor den Toren an der Ecke des Koloniewegs (Hohlweg). Mit der Umwidmung von Kolonien auf den Mäckeritzwiesen zu Siedlungen wurde der vormalige Zufahrtsweg auch im Zusammenhang mit den Plänen zur Nachnutzung des Flughafens Tegel zu einer gewidmeten Straße benannt. Damit wurde die Zuordnung der Parzellen über Anlagennamen zu „Zufahrt zum Flughafen Tegel“ aufgehoben. Dies entspricht der Forderung nach adresskodierbaren Angaben durch die Einführung eines computergestützten Systems. Diese Straße ist im Berliner Register ohne zugeordnete Grundstücke als Privatstraße (OKSTRA-Klasse P) und nach RBS-Klasse als STRA benannt, damit liegt die Zuständigkeit bei den Anliegern, aber die Ausstattung nach Breite und Ausgestaltung ist die einer Stadtstraße. In der Nachnutzung des Flughafens Tegel gilt der Straßenbereich als Außenbereich nach § 35 des BauGB. Die östliche Fortsetzung (derzeit jedoch als Weg) ist im Landeskartenwerk bis an die Autobahn ebenso benannt. | Am Hohenzollernkanal |
| Am Rosensteg (Lage)                    | 0100                         | Rosenpflanzungen der Umgebung | vor 1922            | Die Straße geht vom Myrtenweg nach Süden als Sackgasse und Zufahrtsstraße zu den anliegenden Wohnhäusern 1–8 an der Westseite. In Höhe von 2 zu 3 führt Wiederkehr nach Ost ab. An der gegenüberliegenden Seite liegen die Gärten der Einfamiliengrundstücke An der Heide 7–12. Im Adressbuch 1925 ist diese Lage zwischen Steinberg- und Wiederkehrstraße aufgeführt, an der Ostseite: „Gärten geh. zu An der Heide“. | Berlin-Tegel Am Rosensteg |
| Am Tegeler Hafen (Lage)                | 0590                         | 2008 am Tegeler Fließ in den Tegeler See eingeweihter Hafen                                                                        | 15. März 1989       | Die Straße 7 des Bebauungsplans wurde 1989 benannt und liegt zwischen Berliner / Karolinenstraße und Wilkestraße. Westlich vom Medebacher Weg ist es eine zweibahnige Straße mit einem grünen Mittelstreifen. Die ruhige Wohnstraße entstand zur Internationalen Bauausstellung 1984–1987 in ihrer jetzigen Form. Es gibt viele Durchgänge durch Innenhöfe und Häuser zur Promenade am Tegeler Hafen und zur Sechserbrücke. | Skulptur Am Tegeler Hafen |
| Am Tegelgrund (Lage)                   | 0210 (im Ortsteil)           | südöstliche Begrenzung der gleichnamigen Siedlung                                                                                  | 1. Mai 1978         | Das Straßenland mit den nordwestlichen Grundstücken gehört zu Heiligensee. Die Grundstücke an der Ecke Schulzendorfer Straße und zum Forst gehören zu Tegel. | Am Tegelgrund Ecke Beyschlagstraße · Am Tegelgrund Ecke Ruppiner Chaussee                                                                                                  |
| An der Heide (Lage)                    | 0110                         | Heide, hier als fiktiver Name | um 1921             | Die Straße liegt zwischen Tile-Brügge-Weg und Kehrwieder als Zufahrtsstraße in die Kleinhaussiedlung. Diese Lage ist schon 1925 vorhanden mit den Häusern 1–6 (Ostseite) und 7–12 (Westseite) im Eigentum der gemeinde Groß-Berlin. Die begrenzenden Straßen hießen 1925 Steinberg- und Wiederkehrstraße. | An der Heide: Kleinhaussiedlung am Steinberg · An der Heide im Jahre 1920                                                                                                  |
| An der Mäckeritzbrücke (Lage)          | 0180                         | Mäckeritz, Flurname der feuchten Mäckeritzwiesen                                                                                   | 1. Feb. 1980        | Die Straße 490 des Bebauungsplans erhielt 1980 diesen Namen und liegt in Verlängerung des Jungfernheidewegs Kreuzung Saatwinkler Damm über die Mäckeritzbrücke nach Norden zu den hier liegenden „Kolonien Mäckeritzwiesen“. Die Brücke und der Kanal ostwärts gehört zu Charlottenburg-Nord, westlich von ihr liegt der Kanal in Siemensstadt, die Straße mit den Grundstücken 1–7 (ungerade), 2, 4 (Kita) gehört vollständig zu Tegel. Die Mäckeritzbrücke wurde mit dem Hohenzollernkanal angelegt der hier die Jungfernheide teilte. Die Straße führt von der Brücke nach Norden an die Schranke der KGA ‚Vor den Toren‘ und zwischen deren Feld IV (Westseite: An der Mäckeritzbrücke 9) und Feld III (Ostseite: An der Mäckeritzbrücke 8) hindurch als gleichbenannter, aber nicht gewidmeter und geringer ausgebauter Abschnitt bis ans Flughafenareal. Die KGA ihrerseits liegt südlich vom Gelände des Flughafens Tegel, wo vormals die Schießstände des Garde-Füsilier-Regiments und der Artillerieschießplatz in der Jungfernheide lagen. Die Straße mit der Fortführung durch die KGA nimmt die Trasse eines historischen Forstwegs vom Kanal zum Tegeler See vorbei an den Schießständen auf. | An der Mäckeritzbrücke: Wegfortsetzung von der Kreuzung mit Singdrosselsteig und Straße C. · Berlin-Tegel An der Mäckeritzbrücke · Berlin-Tegel EKG An der Mäckeritzbrücke |
| An der Malche (Lage)                   | 0680                         | teilweise am Großen Malchesee entlang                                                                                              | 1. Feb. 1980        | Der Fußweg (im Regionalen Bezugssystem der Straßen aufgenommen und als „FUWE“ klassiert, Okstra: F) wurde auf einem Teil der Gabrielenstraße benannt und führt zum Schwarzen Weg im Tegeler Forst. Auf der Straße und dem fortsetzenden Weg liegt ein Abschnitt der „Humboldtspur“, der mit Nummer 16 als einer der 20 Grünen Hauptwege markiert ist und im weiteren Verlauf um den Tegeler See führt. | Dicke Marie |
| An der Mühle (Lage)                    | 0150                         | Wassermühle an der heutigen Karolinenstraße                                                                                        | vor 1915            | Die Tegeler Mühle wird neben dem Tegeler Dorfkrug bereits im Jahr 1590 genannt. Am 1. Februar 1980 wurde die Verlängerung bis zur Karolinenstraße einbezogen. Die Straße liegt um den Parkplatz an der Karolinenstraße und südlich vom Busparkplatz, die Südseite ist bebaut. Die Straße geht in die Gabrielenstraße über und als Weg im Schlosspark weiter nach Nordwest. Die Straße gehörte zum Schlossbezirk Tegel. Kurze, ruhige Straße an der Humboldtmühle, die einziger Anlieger ist, heute ein Reha-Zentrum. Vom Parkplatz an der Bushaltestelle (Ecke Gabrielenstraße) führt ein Fußweg zum Schloss Tegel. Im Adressbuch 1915 ist „An der Mühle“ mit der Humboldtmühle zwischen Schloßbezirk/Gabrielenstraße und Schloßbezirk/Mühlengraben mit Baustellen zur Schloßstraße aufgenommen. Im Adressbuch 1913 gibt es noch keinen passenden Eintrag, 1914 ist in dieser Lage der Mühlengang ausgewiesen. | Ehemalige Tegeler Mühle |
| An der Oberrealschule (Lage)           | 0100                         | 1906 als Knabenschule Tegel eingerichtet, 1908 als Humboldt-Oberrealschule benannt                                                 | um 1915             | Die Straße liegt zwischen Tile-Brügge-Weg und Hatzfeldtallee. Im Jahr 1911 erhielt die Oberrealschule ein neues Gebäude. Die Schule steht an der Westseite der Straße, zu der nur die Grundstücke 1 und 2 gehören. Die Knabenschule in Tegel wurde 1906 als Realschule bestätigt und erhielt 1908 die Bezeichnung „Humboldt-Oberrealschule“. | Berlin-Tegel An der Oberrealschule |
| Ascheberger Weg (Lage)                 | 0840                         | Ascheberg, Gemeinde bei Coesfeld, Nordrhein-Westfalen                                                                              | 11. März 1937       | Die Straße 124 des Bebauungsplan verlief bei seiner Benennung zwischen Borkener und Westiger Pfad und zwischen 1939 und 1951 wurde die gesamte Trasse An den Freiheiten in Ascheberger Weg umbenannt. Die schmale Straße ist überwiegend mit Einfamilienhäusern bebaut. Die Straße endet an der evangelischen Philippus-Kirche als Sackgasse. Vor der Kirche erinnert eine Bank an das ehemalige Zwangsarbeiterlager Krumpuhler Weg. Von 1940 bis 1942 waren im „Gemeinschaftslager Krumpuhler Weg“ Zwangsarbeiter aus dem Osten untergebracht, die für eine von Borsig 1936 gegründete Rüstungsfirma arbeiteten. Bis zu 1500 Personen, ab 1943 auch Franzosen und Italiener, waren in den 38 Holzgebäuden des Lagers untergebracht. | Berlin-Tegel Ascheberger Weg Philippus-Kirche · Berlin-Tegel Ascheberger Weg · Berlin-Tegel Ascheberger Weg Schule                                                         |
| Attendorner Weg (Lage)                 | 0890                         | Attendorn, Stadt im südlichen Sauerland, Nordrhein-Westfalen                                                                       | 11. März 1937       | Nach dem Bebauungsplan der Siedlung Waldidyll (Tegel-Süd) wurde er als Straße 114 trassiert und bis zum Adressbuch 1937 als nummeriert benannt. Er liegt zwischen Billerbecker und Werdohler Weg und führt weiter als Sackgasse bis an den Forst. Die Straße ist im Adressbuch 1943 mit allen Grundstücken bebaut aufgenommen. | Attendorner Weg |
| Avenue Jean Mermoz (Lage)              | 0370                         | Charles Leon Jean Mermoz (1901–1936), französischer Flugpionier                                                                    | 30. Juli 1956       | Die Straße zwischen Seidelstraße und Rue Joseph le Brix liegt im zwischen 1945 und 1994 von der französischen Schutzmacht als Quartier genutzten „Viertel Cité Guynemer“. | |
| Barnabasstraße (Lage)                  | 0460                         | Hl. Barnabas, Apostel | 4. Aug. 1930        | Die Straße liegt zwischen Liebfrauenweg und Schollenhof. Sie war vor der Benennung 1930 als Straße 29 trassiert und unter dieser Bezeichnung angelegt worden. Im Adressbuch von 1930 sind die Straßen 21–30 zwischen Hermsdorfer Straße, Fließ und Feldmark als „Siedlung St. Joseph“ zusammengefasst. | Berlin-Tegel Barnabasstraße |
| Basdorfer Zeile (Lage)                 | 0100                         | Basdorf, Ort im Barnim, Brandenburg                                                                                                | 1. Apr. 1961        | Die Straße wurde nach Bebauungsplan als Straße 181 projektiert und unter diesem Namen angelegt. Sie liegt zwischen Tile-Brügge-Weg und Gorkistraße und wurde beim Ausbau des Areals Anfang der 1960er Jahre benannt. | Berlin-Tegel Basdorfer Zeile |
| Basiliusweg (Lage)                     | 0230                         | Basilius von Caesarea (um 330–379), Bischof und Kirchenlehrer                                                                      | 4. Aug. 1930        | Als Straße 24 trassiert vom St. Joseph Spar und Bauverein angelegt liegt der Basiliusweg zwischen Bonifaziusstraße und Titusweg. Im Adressbuch von 1930 sind die Straßen 21–30 zwischen Hermsdorfer Straße, Fließ und Feldmark als „Siedlung St. Joseph“ zusammengefasst. | Berlin-Tegel Basiliusweg |
| Beckumer Straße (Lage)                 | 0340                         | Beckum, Stadt im Kreis Warendorf, Nordrhein-Westfalen                                                                              | 4. Sep. 1936        | Die Straße nach Charlottenburg im heutigen Straßenlauf wurde 1898 beim Bau der Borsigwerke unterbrochen und ab 1904 im südlichen Teil als Charlottenburger Straße geführt. 1936 erfolgte die Umbenennung. Die Straße liegt zwischen Namslau- und Egellsstraße, wobei sie über letztere noch als Sackgasse weitergeht. | Berlin-Tegel Beckumer Straße |
| Berliner Straße (Lage)                 | 1820                         | Berlin, Richtungsziel der Straße                                                                                                   | vor 1897            | Die Berliner Straße ist die längs durch Tegel führende Hauptstraße sie besitzt weitestgehend zwei Fahrbahnen mit Mittelstreifen und je drei Spuren, nach Süden setzt die Seidel- und nach Norden die Karolinenstraße fort. Sie liegt in Hufeisennummerierung zwischen Waidmannsluster Damm und Holzhauser Straße. Im Berliner Adressbuch von 1897 wurde die Straße namentlich für Tegel genannt. Am 1. April 1980 wurde ein Teil der Schloßstraße in die Berliner Straße einbezogen. | Eingang zu den Borsig-Werken · Berliner Straße · Berlin-Tegel Berliner Straße                                                                                              |
| Bernauer Straße (Lage)                 | 5100                         | Bernau, Straßenrichtung von Spandau her                                                                                            | vor 1899            | Die Straße liegt zwischen Bernhard-Lichtenberg-Platz und Bezirksgrenze zu Spandau an der Tegeler Brücke über den Hohenzollernkanal. Die Verbindungsstraße zwischen Tegel und Spandau führt von dem Platz westwärts durch Wohngebiet (Siedlung Waldidyll). Auf den Grundstücken 96–134 befand sich bis in die 2000er Jahre das das Städtische Krankenhaus Tegel-Süd, eine Außenstelle des Humboldt-Krankenhauses. Heute befindet sich hier ein Neubaukomplex. Weiter biegt die Straße am Wasserwerk Tegel am Tegeler See im Verlauf nach Südwest und verläuft hier durch die Jungfernheide. Der Straßenverlauf zielte mit dem West-Ost-Verlauf auf die aus Wittenau kommende Spandauer Straße (östlich der Bahnlinie) ab. Die Spandauer Straße von Tegels Hauptstraße (heute: Alt-Tegel) mündete von Norden her in den nach Südwesten führenden Abschnitt der Bernauer Straße, deren heutiger Name Eisenhammerweg und Borsigdamm. Die Bernauer Straße begrenzt im Nordabschnitt die zur Jungfernheide liegende Borsig-Siedlung. | Berlin-Tegel Bernauer Straße Wasserwerk · Bernauer Straße in Höhe der Neheimer Straße · Berlin-Tegel Bernauer Straße St. Bernhard-Kirche · Berlin-Tegel Bernauer Straße    |
| Bernhard-Lichtenberg-Platz (Lage)      | 0160 × 160 × 120 (dreieckig) | Bernhard Lichtenberg (1875–1943), Theologe, Widerstandskämpfer gegen das NS-Regime                                                 | 5. Nov. 1985        | Der Platz liegt an der Seidel-, Holzhauser und Bernauer Straße und ist der Vorplatz zum U-Bahnhof Holzhauser Straße. Die U-Bahn verkehrt in diesem Gebiet in Hochlage. Bei der Benennung des Platzes im Herbst 1985 aus Anlass des 110. Geburtstages wurde ein Gedenkstein (Findling mit aufgesetzter Tafel) enthüllt. | Berlin-Tegel Bernhard-Lichtenberg-Platz |
| Bernstorffstraße (Lage)                | 0250                         | Johann Heinrich von Bernstorff (1862–1939), Diplomat, Opfer des NS-Regimes                                                         | 1. Okt. 1977        | Die Straße liegt zwischen Berliner und Buddestraße. Die Benennung 1977 erfolgte im Zusammenhang mit dem Autobahnbau, zuvor verlief der Waidmannsluster Damm zwischen Schloßstraße und Berliner Straße in die Straße Alt-Tegel. Bei deren Umlegung nach Norden wurde der Verlauf westlich der S-Bahn-Strecke neu benannt. | Berlin-Tegel Bernstorffstraße |
| Betzdorfer Pfad (Lage)                 | 0080                         | Betzdorf, Stadt im Westerwald, Rheinland-Pfalz                                                                                     | 11. März 1937       | Die schmale Straße ist überwiegend mit Einfamilienhäusern bebaut. Sie liegt zwischen Sterkrader Straße und Finnentroper Weg. Als Straße 110 des Bebauungsplans trassiert wurde er in der Siedlung zunächst als Nummernstraße angelegt. Im Adressbuch 1937 ist der Betzdorfer Pfad noch als Nummernstraße aufgeführt. | Berlin-Tegel Betzdorfer Pfad |
| Biedenkopfer Straße (Lage)             | 0560                         | Biedenkopf, Stadt an der Lahn, Hessen                                                                                              | 4. Sep. 1936        | Die breite Straße mit begrüntem Mittelstreifen liegt zwischen Berliner und Sterkrader Straße. Um 1913 wurde in diesem Verlauf die Kruppallee angelegt, diese ist 1913 noch unbebaut und wurde mit zunehmender Bebauung in diesem Lauf 1936 umbenannt. | Berlin-Tegel Biedenkopfer Straße |
| Billerbecker Weg (Lage)                | 1390                         | Billerbeck, Stadt bei Coesfeld, Nordrhein-Westfalen                                                                                | 11. März 1937       | Die Straße in der Siedlung Waldidyll südlich der Borsigwerke liegt zwischen Bernauer Straße und Mescheder Weg. Sie war im Bebauungsplan als Straße 104 trassiert. Unter dieser Nummer wurde die Straße angelegt und ist Adressbuch 1937 noch nummeriert aufgeführt. An der Ecke Krumpuhler Weg befand sich zwischen 1941 und 1945 ein Zwangsarbeiterlager. | Berlin-Tegel Billerbecker Weg · Billerbecker Weg Fremdarbeiterbaracken · Billerbecker Weg Gedenktafel                                                                      |
| Blesener Zeile (Lage)                  | 0170                         | Blesen, deutscher Name eines Dorfs in Polen, nordwestlich von Międzyrzecz in der Woiwodschaft Lebus                                | 1. Apr. 1961        | Die Straße liegt zwischen Tile-Brügge-Weg (den sie gerade fortsetzt) und Staffelder Weg und war vor der Benennung als Straße 182 nach Bebauungsplan der Kleinhaussiedlung trassiert und angelegt worden. | Berlin-Tegel Blesener Zeile |
| Bocholter Weg (Lage)                   | 0460                         | Bocholt, Stadt im westlichen Münsterland, Nordrhein-Westfalen                                                                      | 11. März 1937       | Die 1937 benannte Straße 133 des Bebauungsplans liegt zwischen Billerbecker und Sendener Weg. Unter der Nummer im Bebauungsplan wurde die Straße angelegt und ist Adressbuch 1937 noch nummeriert aufgeführt. | Berlin-Tegel Bocholter Weg |
| Bollestraße (Lage)                     | 0450                         | Carl August Bolle (1821–1909), deutscher Naturforscher                                                                             | 4. Aug. 1930        | Die Straße liegt zwischen Oeserstraße und Havelmüllerweg. Die Straße 38 wurde 1930 benannt, am 13. Juli 1934 wurde Straße 4 und am 1. Juni 1962 wurde die Verlängerung, Straße 15, ebenso einbezogen. Dadurch ist der Straßenverlauf zwischen Gorkistraße und Tile-Brügge-Weg seitwärts versetzt. Bolle war 1867–1909 Erbpächter der Tegeler Inselgruppe Scharfenberg, Baumwerder und Lindwerder und züchtete dort exotische Gewächse. | Berlin-Tegel Bollestraße · Berlin-Tegel Bollestraße |
| Bonifaziusstraße (Lage)                | 0430                         | Bonifatius (672/673–754/755), Missionar und Kirchenreformer im Frankenreich                                                        | 4. Aug. 1930        | Die Straße 21 wurde 1930 mit den umgebenden Straßen benannt. Sie liegt zwischen Waidmannsluster Damm und Moorweg über den sie noch als Sackgasse weitergeht. Eine ruhige Wohnstraße aus Ein- und Mehrfamilienhäusern mit breitem grünen Mittelstreifen als geschützte Grünanlage. Zwischen Agathenweg und Desideriusweg steht die katholische Sankt-Joseph-Kirche, es gibt einen direkten Fußgängerdurchgang zum Barnimer Dörferweg. Im Adressbuch von 1930 sind die Straßen 21–30 im Areal zwischen Hermsdorfer Straße, Fließ und Feldmark als „Siedlung St. Joseph“ zusammengefasst. | Berlin-Tegel Bonifaziusstraße |
| Borkener Weg (Lage)                    | 0440                         | Borken, Stadt im westlichen Münsterland an der niederländischen Grenze, Nordrhein-Westfalen                                        | 11. März 1937       | Die schmale Straße ist überwiegend mit Einfamilienhäusern bebaut und liegt zwischen Billerbecker und Werdohler Weg und endet für Autos als Sackgasse am Hundeauslaufgebiet in der Jungfernheide. Vor der Benennung war es die Straße 123. | Berlin-Tegel Borkener Weg |
| Borsigdamm (Lage)                      | 0860                         | August Borsig (1804–1854), Unternehmer, Gründer der Borsigwerke                                                                    | 1. Mai 1956         | Diese Hauptstraße liegt zwischen Veitstraße und Neheimer Straße, havelseitig begleitet von der Greenwichpromenade. 1956 wurde ein unbenannter Straßenzug am Tegeler Borsighafen zwischen Eisenhammerweg und Uferstraße nach dem Gründer der anliegenden Borsigwerke benannt, die 1898 nach Tegel verlegt worden waren. Der Eisenhammerweg lag 1956 zwischen Alt-Tegel und Bernauer Straße. | Schmuckbogen · Berlin-Tegel Borsigdamm |
| Bottroper Weg (Lage)                   | 0320                         | Bottrop, kreisfreie Großstadt im Ruhrgebiet, Nordrhein-Westfalen                                                                   | 1. Okt. 1963        | Der als Straße 422 des Bebauungsplans trassierte Straßenzug wurde beim Neugestalten des Gaswerkareals zum Wohnquartier angelegt. Der Bottroper Weg erfüllt in diesem Areal um den Emstaler Platz zwischen Bernauer, Sterkrader, Namslau-, Neheimer Straße die Funktion einer Erschließungszufahrt und führt als Sackgasse nach Westen von der Sterkrader Straße ab. Es besteht ein Verbindungsweg durch das Quartier zur Neheimer Straße. Die zugeordneten Gebäude 2, 2a, 2b des Seniorenheims westlich der Martinuskirche sind von der Straße abgesetzt. Die Wohngebäude 4, 6, 8 mit zwischengesetzten Reihengaragen stehen näher zur Straßenflucht aber quer zur Straße. Der Wohnblock 13–29 (ungerade) steht in der südlichen Straßenflucht an einem absperrbaren Zugangsweg (10er Zone), wobei der Straßenlauf an einem Wendeplatz endet. Angebaute Querhäuser hinter dieser südlichen Hausreihe gehören zur Bernauer Straße. Das 14-geschossige Wohngebäude an der Nordseite 8–18 (gerade) befindet sich zum Emstaler Platz hin, während die Wohnhausschlange an dessen Nordseite für die Namslaustraße nummeriert ist. | Berlin-Tegel Bottroper Weg · Berlin-Tegel Bottroper Weg |
| Breckerfelder Pfad (Lage)              | 0230                         | Breckerfeld, Stadt im Ennepe-Ruhr-Kreis, Bundesland Nordrhein-Westfalen                                                            | 11. März 1937       | Die Straße 122 erhielt 1937 ihren Namen und liegt zwischen Ascheberger und Werdohler Weg in der Siedlung Waldidyll. | Berlin-Tegel Breckerfelder Pfad |
| Breitachzeile (Lage)                   | 0250                         | Breitach, Gebirgsfluss und Quellfluss der Iller in den Allgäuer Alpen                                                              | 26. Juli 1955       | Die als Straße B trassierte Breitachzeile liegt als östliche Stichstraße von der Ziekowstraße abgehend in der Nähe der Illerstraße, mit der sie jedoch keine Verbindung hat. | Breitachzeile |
| Brunowplatz (Lage)                     | 0050 (Kreisplatz)            | Ludwig Brunow (1848–1929), Amts- und Gemeindevorsteher in Tegel                                                                    | nach 1898           | Der runde Platz mit einer begrünten Mittelinsel liegt an der Kreuzung von Brunowstraße und Medebacher Weg. Auf dem kleinen Platz an der Herz-Jesu-Kirche steht ein Gedenkstein für Ludwig Brunow. | Berlin-Tegel Brunowplatz · Berlin-Tegel Brunowplatz Gedenkstein Ludwig Brunow                                                                                              |
| Brunowstraße (Lage)                    | 0800                         | Ludwig Brunow (1848–1929), Amts- und Gemeindevorsteher in Tegel                                                                    | vor 1898            | Die Straße gehört zur Ansiedlung südlich vom alten Ortskern von Tegel, der bereits vor 1900 besiedelt war. Sie liegt in Hufeisennummerierung zwischen Buddestraße bis Eisenhammerweg und endete anfangs an der Kirchgasse. | Brunostraße · Berlin-Tegel Brunowstraße |
| Buddeplatz (Lage)                      | 0080 × 40                    | Hermann von Budde (1851–1906), Militär und Politiker                                                                               | 1908                | Der Platz ist die begrünte Fläche zwischen Grußdorf-, Brunow-, Buddestraße und Am Buddeplatz und ist der Vorplatz vom Bahnhof Tegel. | Berlin-Tegel Buddeplatz Kiosk · Berlin-Tegel Buddeplatz |
| Buddestraße (Lage)                     | 1020                         | Hermann von Budde (1851–1906), Militär und Politiker                                                                               | 1907                | Im Adressbuch von 1908 ist sie als unbebaut von der Hermsdorfer Straße (heute Bernstorffstraße) abgehend verzeichnet. Am 1. Februar 1980 wurde die Verlängerung nach Norden zum Waidmannsluster Damm, Straße 488 des Bebauungsplans, einbezogen. Sie liegt zwischen Waidmannsluster Damm und Veitstraße, über letztere als Sackgasse zu einer abgesperrten Zufahrt zum Borsigpark. | Berlin-Tegel Buddestraße · Berlin-Tegel Buddestraße |
| Campestraße (Lage)                     | 0180                         | Joachim Heinrich Campe (1746–1818), Schriftsteller, Sprachforscher, Pädagoge und Verleger                                          | 26. Juli 1955       | Vorher als Straße 144 und 1955 benannt liegt sie im Gebiet südlich vom Schlosspark zum Tegeler Hafen zwischen Garbielen- und Holwedestraße, über die sie als Sackgasse weitergeht und in einen Weg durch den Freizeitpark mündet. | Campestraße |
| Coesfelder Weg (Lage)                  | 0310                         | Coesfeld, Kreisstadt im westlichen Münsterland, Nordrhein-Westfalen                                                                | 11. März 1937       | Die Straße 175 des Bebauungsplans Tegel wurde 1937 in ihrer Lage zwischen Oelder und Kamener Weg benannt. | Coesfelder Weg |
| Dacheroedenstraße (Lage)               | 0180                         | Caroline von Humboldt-Dachröden (1766–1829), Ehefrau Wilhelm von Humboldts                                                         | 16. Juli 1955       | Vorher Straße 148 zwischen Gabrielenstraße und Feldmark gehörte sie zum Schlossbezirk wurde 1955 benannt und am 12. Mai 1956 wurde die geänderte Schreibweise „Dacheröden“ in Dacheroedenstraße veröffentlicht. Die Straße liegt zwischen Gabrielen- und Holwedestraße und geht über diese als Sackgasse bis an den Schlosspark. | Dacheroedenstraße |
| Dattelner Weg (Lage)                   | 0260                         | Datteln, Industriestadt bei Recklinghausen, Nordrhein-Westfalen                                                                    | 11. März 1937       | Die Siedlungsstraße liegt zwischen Bocholter und Sendener Weg. Mit der Neubausiedlung Lichtweg ist eine Durchfahrt geschaffen, die mit dem Werdohler Weg weiterführend verbunden ist. Vor der Benennung war es Straße 128 an der südwestlichen Ecke der Siedlung Waldidyll. Die schmale Straße besteht überwiegend aus Einfamilienhäusern und ist zwischen Lichtweg und Sendener Weg für den Autoverkehr gesperrt. | Berlin-Tegel Dattelner Weg |
| Desideriusweg (Lage)                   | 0100                         | Desiderius (verst. nach 786), letzter Langobardenkönig                                                                             | 4. Aug. 1930        | Die als Straße 28 nach Bebauungsplan trassierte Verbindung wurde 1930 benannt und liegt zwischen Bonifaziusstraße und Liebfrauenweg südlich der St.-Joseph-Kirche. Die Namenswahl erfolgte wie bei den umliegenden Straßen der Siedlung St. Joseph. Im Adressbuch von 1930 sind die Straßen 21–30 im Areal zwischen Hermsdorfer Straße, Fließ und Feldmark als „Siedlung St. Joseph“ zusammengefasst. | Berlin-Tegel Desideriusweg |
| Dessinstraße (Lage)                    | 0070                         | Johann Carl Friedrich Michael Dessin (1809–1869), Bauer und Kirchvorsteher von Dalldorf                                            | 1901                | Die kurze Stichstraße zwischen Gewerbeflächen geht gegenüber der Justizvollzugsanstalt Tegel von der Seidelstraße ostwärts ab und endet an der oberirdisch geführten U-Bahn-Linie, im Adressbuch 1943 ist sie noch mit „Post Berlin=Borsigwalde“ und durch „Laubengelände“ zur Straße 22 führend verzeichnet. | Dessinstraße |
| Dreifelderweg (Lage)                   | 0060                         | Dreifelderwirtschaft, Bewirtschaftung einer Flur im dreijährigen Wechsel                                                           | 16. Okt. 1956       | Die als Straße E geplante und 1956 neu eingerichtete Straße im südlichen Teil der „Siedlung Freie Scholle“ geht vom Erholungsweg nach Süden zur KGA „An der Industriebahn“ ab. Die Namenswahl erfolgte frei mit Bezug zu umgebenden Straßen. Sie ist eine mit Reihenhäusern bebaute kurze Zufahrtsstraße. | Berlin-Tegel Dreifelderweg |
| Dülmener Pfad (Lage)                   | 0180                         | Dülmen, Stadt bei Coesfeld, Nordrhein-Westfalen                                                                                    | 11. März 1937       | Als Straße 132 des Bebauungsplanes trassiert liegt sie zwischen Billerbecker Weg und Selmer Pfad im Westen der Siedlung Waldidyll und gehört zur Ortslage Tegel-Süd. Die Straße wurde unter der Bebauungsplannummer auch angelegt und besiedelt und ist Adressbuch 1937 noch nummeriert aufgeführt. | Berlin-Tegel Dülmener Pfad |
| Dünenweg (Lage)                        | 0070                         | Dünen, vom Wind angewehte und abgelagerte Erhebung aus Sand                                                                        | 11. März 1937       | Der Dünenweg in der „Siedlung Freie Scholle“ ist die südlich vom Waidmannsluster Damm abgehende vorherige Straße 137 nach Bebauungsplan. An der Straße mit Siedlungshäusern auf den Grundstücken 1–7 befindet sich auf dem Nordwestgrundstück eine Tankstelle. Die südlich vom Waidmannsluster Damm in der Siedlung liegenden Straßen sind alle nach Landschaftsformen aus Sand benannt. Die Straße besitzt einen großen Wendeplatz am südlichen Ende, sie geht nicht wie die östlicher liegenden Parallelstraßen zum Erholungsweg durch. | Dünenweg |
| Egellsstraße (Lage)                    | 0340                         | Egells (1788–1854), Pionier des Maschinenbaus in Berlin                                                                            | vor 1898            | Die Straße liegt zwischen Berliner und Beckumer Straße und führt als Sackgasse in das Gewerbegebiet hinein. Die Straße führte jedoch 1954 noch bis zum Eisenhammerweg und entsprechend 1910 noch bis zur Spandauer Straße. In der Eisengießerei von Egells gründete Borsig 1837 eine eigene Gießerei und Maschinenbau-Anstalt.(dazu Gründung und erster Lokomotivbau) | Germaniahalle · Berlin-Tegel Egellsstraße |
| Egidystraße (Lage)                     | 0990                         | Moritz von Egidy (1847–1898), Oberstleutnant, pazifistischer Sozialethiker, Schriftsteller                                         | vor 1904            | Die Straße ist schon im Adressbuch von 1904 mit 24 Grundstücken der „Genossenschaft Freie Scholle“ und der Zugehörigkeit zum Postbezirk Waidmannslust in Hufeisennummerierung von und zum Hermsdorf-Lübarser Weg aufgeführt. Die Straße an der Ostgrenze des Ortsteils liegt zwischen Moorweg und Waidmannsluster Damm, geht aber über diesen hinweg weiter nach Süden, mindestens seit 1954. Der Straßenname gehört mit dem Grundstück 42b nördlich vom Tegeler Fließ auch zu Waidmannslust. Am Nordende der Straße liegt der Marie-Schlei-Platz über den sich der Fußweg zum Egidysteg mit gleichen Namen noch 40 Meter fortsetzt. Der anschließende nach 1971 benannte amtliche Egidysteg mit seinen 70 Metern Länge führt jenseits vom Tegeler Fließ zur Mühlenfeldstraße in Hermsdorf fort. Es ist eine ruhige Wohnstraße mit Einfamilienhäusern und Gärten. Das nördliche Ende der Straße bildet ein kreisrunder Platz, vormals Egidyplatz. Vom Platz führen zwei Wanderwege ins Fließtal und über eine hölzerne Fußgängerbrücke (Egidysteg) über das sumpfige Fließ zur Mühlenfeldstraße nach Hermsdorf. (Barnimer Dörferweg). Im Adressbuch 1930 ist die Egidystraße zwischen Gemarkung Borsigwalde (Nrn. 1 und 2) und zur Gemarkung Hermsdorf (Nrn. 64 und 65) angegeben. Nach West (linke Seite) geht zwischen Nr. 29 und 31 die Straße 101 (Neulandweg) und zwischen Nr. 61 und 63 die Straße 102 (Moorweg) ab. 1928 lautet der Adressbucheintrag zur Egidystraße: „jetzt Freie Scholle“. | Berlin-Tegel Egidystraße · Typisches Haus in der Egidystraße |
| Eisenhammerweg (Lage)                  | 0580                         | Eisenhammer, nach dem früheren örtlichen Egell’schen Eisenwerk „Hammer“                                                            | 20. Mai 1937        | Die Straße liegt zwischen Alt-Tegel und Veitstraße, über die sie in das südlich anliegende Gewerbegebiet hineingeht. Vor der Umbenennung lag hier schon vor 1898 die Spandauer Straße am Ostufer des Tegeler Sees entlang als Verbindung von Tegels Seegasse über die Bernauer Straße nach Spandau. Die Umbenennung erfolgte 1937 um die Mehrdeutigkeit von Straßennamen in verschiedenen eingegliederten Ortsteilen bei der Bildung von Groß-Berlin zu beheben. Mit der Ausdehnung der Borsigwerke kam es zu Überbauungen und die Straße wurde in zwei Teile getrennt. Als Umfahrung wurde der Borsigdamm geschaffen. Der südliche Teil des Eisenhammerweges wurde am 4. April 1961 in Neheimer Straße umbenannt. | Eisenhammerweg · Berlin-Tegel Eisenhammerweg |
| Emstaler Platz (Lage)                  | 0190 × 60                    | Bad Emstal, Gemeinde bei Kassel im Südteil des Naturparks Habichtswald im Tal der Ems                                              | 31. Mai 1985        | Der vorher unbenannte Platz zwischen Neheimer/Namslaustraße und Bottroper Weg wurde nach der Partnerstadt des Bezirks Reinickendorf benannt. Der Platz bildet das Zentrum der hier in den 1960er und 1970er Jahren auf dem Gelände des ehemaligen Gaswerks Tegel errichteten Wohnbauten und Wohnhochhäuser. Die umliegenden Häuser sind nicht dem Platz, sondern den anliegenden Straßen zugeordnet, so endet die Bottroper Straße am Platz, jedoch die Häuser 13–29 (ungerade) und 8a–18 (gerade) sind dieser Straße zugeordnet. Die Zufahrtsstraße ist als 10er Zone mit einer Schranke abgesperrt. | Berlin-Tegel Emstaler Platz · Berlin-Tegel Emstaler Platz |
| Erholungsweg (Lage)                    | 0810                         | Erholung, symbolische Zielsetzung in der Siedlung                                                                                  | 4. Aug. 1930        | Die hier liegende Straße 33 wurde von der „Genossenschaft Freie Scholle“ bebaut, sodass bereits im Adressbuch 1929 die Grundstücke 1–48 (gerade) bewohnt und 1–23 (ungerade) als Baustelle ausgewiesen sind. 1930 wurde die Straße 33 zwischen Forst und Steilpfad benannt. Im Adressbuch 1940 ist der Erholungsweg zwischen Steinberg und Waidmannsluster Damm ausgewiesen, allerdings nur die nördlichen Grundstücke 2–58 (gerade) der Freien Scholle sind bebaut und die linke Seite immer noch als Baustellen benannt (Steilpfad, Moränen- und Talsandweg kreuzen). Am 26. Juli 1955 wurde die Verlängerung nach Westen einbezogen. Der Erholungsweg liegt südlich vom Waidmannsluster Damm in der „Siedlung Freie Scholle“ zwischen Sandgras- und Feldmarkweg und setzt sich an beiden Enden als Sackgasse fort. | Berlin-Tegel Erholungsweg · Berlin-Tegel Erholungsweg |
| Erndtebrücker Weg (Lage)               | 0140                         | Erndtebrück, Gemeinde im Rothaargebirge an der Einmündung der Benfe in die Eder                                                    | 11. März 1937       | Die im Bebauungsplan als Straße 105 trassierte Straße wurde unter dieser Bezeichnung angelegt und in der Siedlung Waldidyll bebaut und ist Adressbuch 1937 noch nummeriert aufgeführt. Sie liegt zwischen Billerbecker und Hilchenbacher Weg im Osten der Siedlung. | Berlin-Tegel Erndtbrücker Weg |
| Ernststraße (Lage)                     | 0170 (im Ortsteil)           | Ernst Borsig (1869–1933), Großindustrieller, Enkel des Gründers der Borsig-Werke                                                   | vor 1903            | Die Straße liegt im Ortsteil als Sackgasse zwischen Berliner Straße und Bahnlinie in einem Gewerbegebiet. Sie ist jedoch durch den Ernststraßensteg über Bahnlinie und Bundesautobahn 111 mit dem größeren Teil in Borsigwalde verbunden. Die Ernststraße wurde vor 1903 auf Wittenauer Gebiet (heute: Borsigwalde) angelegt. Auf Tegeler Gebiet wurde um 1900 die Gaswerkstraße angelegt, die zu den Tegeler Gaswerken führte, und am 29. März 1939 zusammen mit der Wittenauer Neuen Ernststraße in die Ernststraße einbezogen. | Ernststraße |
| Eschachstraße (Lage)                   | 0270                         | Eschach, rechter Quellfluss der Aitrach einem Nebenfluss der Iller, Baden-Württemberg                                              | 1. Juni 1962        | Die Eschachstraße liegt zwischen Wilhelm-Blume-/Hatzfeldtallee und über die Gorkistraße hinweg (bis Höhe Oeserstraße). Die Straße ist ein Fahrweg oberhalb vom Ostrand des Tunnels Tegel-Ortskern der Bundesautobahn 111, der mit einer parkartigen Grünfläche und Bäumen entlang der Eschachstraße gedeckelt ist. Der als Zufahrtsstraße genutzte Weg ist als Fuß-/ Radweg (Zeichen 24) ausgewiesen und südlich der Gorkistraße auch mit Sperrpfosten gesichert. An der Straßenostseite sind die Häuser auf den Grundstücken 58–62 (südlich der Gorkistraße) und 66–72 (nördlich) zugeordnet. Vor der Benennung lag hier die Straße 1 entlang der Ostseite der Bahntrasse. Vor 1912 wurde die Straße 8 mit Baustellen und der Realschule südlich der Hermsdorfer Straße an der Ostseite der Bahn angelegt. Vor 1914 wurde diese über die Wittenauer Straße (heute Gorkistraße) durch die Straße 1 entlang der dem Ortskern abgewandten Seite der Bahn bis zur Gemarkungsgrenze zu Wittenau ergänzt, hier lag das Tegeler Wasserwerk. Im Adressbuch sind zwischen Graf-Roedern-Corso (Hatzfeldtallee) und Straße 17 (auf der die Gemarkungsgrenze liegt) Baustellen und das Grundstück der Wasserwerke angegeben, Straße 11, 16 und 18 kreuzen. Die Straße 8 ist in Straße 1 einbezogen. 1943 ist die linke Seite der Straße 1 mit Bahngelände angegeben, auf der rechten Seite zwischen Straße 165 und Waidmannsluster Damm sind die Grundstücke 58–72 (gerade) mit Mehrfamilienhäusern bebaut. 1954 ist auf der Trasse von Straße 1 bis südlich vom Bahnhof Tegel in die Siedlung Borsigaue die Friedrich-Harder-Straße verzeichnet. | Berlin-Tegel Eschachstraße Humboldt-Gymnasium · Berlin-Tegel Eschachstraße                                                                                                 |
| Feldmarkweg (Lage)                     | 0160                         | Feldmark, Name passen zu den Parallelstraßen                                                                                       | 16. Okt. 1956       | Die Straße A der „Siedlung Freie Scholle“ wurde in den 1950er Jahren an der unbebauten Südseite des Erholungswegs zur Strecke der Industriebahn projektiert. In etwas geänderter Lage wurde diese projektierte Straße 1956 benannt und liegt südlich vom Erholungsweg im Bogen von und zu diesem. | Berlin-Tegel Feldmarkweg |
| Finnentroper Weg (Lage)                | 0390                         | Finnentrop, Gemeinde zwischen den Gebirgszügen des Ebbegebirges und der Homert an der Lenne, Nordrhein-Westfalen                   | 11. März 1937       | Die als Straße 111 des Bebauungsplans trassierte und angelegte Straße wurde 1937 benannt. Sie liegt zwischen Billerbecker Weg und Betzdorfer Pfad in der Siedlung Waldidyll in der Ortslage Tegel-Süd. | Berlin-Tegel Finnentroper Weg |
| Flohrstraße (Lage)                     | 0400                         | Maschinenfabrik Flohr-Otis-Schmitz                                                                                                 | 4. Aug. 1930        | Die Straße 118 wurde nach dem hier liegenden Unternehmen benannt und führt durch das Gewerbegebiet nordwestlich der Seidelstraße unter der A 111 hindurch zur Straße 22. Die Straße liegt an der Nordwestseite des Firmengeländes und parallel zur Otisstraße an der gegenüberliegenden Firmengrenze. | Flohrstraße |
| Freilandweg (Lage)                     | 0080                         | Freiland, wirtschaftspolitisches und bodenrechtliches Konzept                                                                      | 30. Jan. 1933       | Der Weg, vorher Straße 103, liegt in der „Siedlung Freie Scholle“ zwischen Schollen- und Allmendeweg und bezieht seinen Namen wie die anliegenden Straßen aus einem Bewirtschaftungsrahmen von Grund und Boden. | Berlin-Tegel Freilandweg |
| Friederikestraße (Lage)                | 0650 (im Ortsteil)           | Friederike, weiblicher Vorname | 10. Apr. 1961       | Die Straße setzt die Eichelhäherstraße in Konradshöhe mit dem Abschnitt durch den Tegeler Forst zwischen Wildtauben- und Gerlindeweg, deren Straßenland im Nachbarortsteil liegt nach Süden wieder nach Konradshöhe wechselnd zur Havel fort. In Tegel liegt der Waldabschnitt ohne zugeordnete Grundstücke. Dieser Forstabschnitt hieß 1908 bereits Eichenallee und wurde 1961 mit der südlich anschließenden Bismarckstraße in Konradshöhe zusammen in Friederikestraße umbenannt. | Friederickestraße vom Ortsrand Tegelort nach Norden |
| Gabrielenstraße (Lage)                 | 0870                         | Gabriele Freifrau von Bülow, geb. Freiin von Humboldt (1802–1887), Tochter von Wilhelm von Humboldt                                | um 1912             | Die Gabrielenstraße liegt zwischen An der Mühle und über die Campestraße als Sackgasse hinweg. Sie gehörte zum Schlossbezirk Tegel. Vor der Benennung war sie als Straße B des Bebauungsplans trassiert. Am 1. Februar 1980 wurde der westliche Teil der Gabrielenstraße in An der Malche umbenannt. Die ruhige Wohnstraße mit Ein- und Mehrfamilienhäusern wird am westlichen Ende durch die Kleingartenanlage Humboldt und den Schlosspark Tegel begrenzt. Am östlichen Ende der Straße, an einem restaurierten Postmeilenstein gibt es einen Zugang zum Schloss Tegel und zum Schlosspark Tegel. | Gabrielenstraße |
| Gerlindeweg (Lage)                     | 0230 + 230 (im Ortsteil)     | Gerlinde, weiblicher Vorname (passend zu den umliegenden Straßen)                                                                  | 1. Juni 1961        | Die Straße liegt zwischen Nußhäherstraße und der Fortführung in die Beatestraße, dabei weicht die Ortsteilgrenze an der kreuzenden Friederickestraße nach Norden um die Grundschule Am Tegelschen Ort. Das Straßenland und die südlichen Grundstücke liegen in Konradshöhe, die im Tegeler Forst liegenden Grundstücke 11–23 (ungerade) gehören zu Tegel. Am 28. November 1892 wurde in Konradshöhe der Dornstückenweg, nach dem hier liegenden Flurstück benannt, am Rand des Tegeler Forstes nach Bebauungsplan trassiert, der noch vor 1908 als Walderseestraße (Alfred Graf von Waldersee (1832–1904), preußischer Generalfeldmarschall) benannt wurde. | Gerlindeweg Ostseite · Gerlindeweg Westseite |
| Gorkistraße (Lage)                     | 1530 (im Ortsteil)           | Maxim Gorki (1868–1936), russischer Schriftsteller.                                                                                | 31. Juli 1947       | Die Straße liegt zwischen Berliner Straße und Rosentreterpromenade / Alt-Wittenau, sie setzt sich jedoch Am Nordgraben (Ortsteilgrenze) nach Wittenau mit den Grundstücken 172–216 (gerade) und 183–225 (ungerade) fort. Bereits vor 1898 verlief zwischen Tegel der Dalldorfer Weg (in Dalldorf, heute Wittenau als Tegeler Weg). Die um 1906 erfolgte Umbenennung in August-Müller-Straße führte zu fortschreitender Bebauung. 1934 wurde sie in Dietrich-Eckart-Straße umbenannt, bevor 1947 im Rahmen der Entnazifizierung die Umbenennung in Gorkistraße erfolgte. Am 1. Juni 1962 wurde auch die Straße 14, eine Seitenstraße, einbezogen. Zwischen Berliner und Buddestraße ist sie eine Fußgängerzone, der Straßenverkehr wird über die Bernstorffstraße geführt. Es gibt eine Passage zur Grußdorfstraße. Eine Bahnschranke führt über die S-Bahn, dort ist die Gorkistraße eine mäßig befahrene Wohnstraße mit Mehrfamilienhäusern. | Gorkistraße · Berlin-Tegel Gorkistraße Fußgängerzone · Berlin-Tegel Gorkistraße Fußgängerzone                                                                              |
| Greenwichpromenade (Lage)              | 0630                         | Greenwich, Stadtbezirk von London, Großbritannien, seit 1966 Partnerbezirk von Reinickendorf                                       | nach 1966           | Der Fußweg verläuft am Ufer des Tegeler See zwischen Borsigdamm und Gabrielenstraße, er führt über die Tegeler Hafenbrücke, auch Sechserbrücke benannt. Der vorherige Name dieser Verbindung war ab um 1899 nach ihrer Lage Uferstraße. Auf der Greenwichpromenade liegt ein Abschnitt des Heiligenseer Wegs, einer der jüngst angelegten 20 Grünen Hauptwege. Auf der Uferpromenade befinden sich Ausflugsgaststätten, Parkanlagen, Minigolf, Bootsverleih, Schiffsanlegestellen. | Berlin-Tegel Greenwichpromenade · Berlin-Tegel Greenwichpromenade Pavillon am See                                                                                          |
| Grußdorfstraße (Lage)                  | 0250                         | Hans Grußdorf, Hegemeister in der Revierförsterei Tegelsee                                                                         | 28. Apr. 1961       | Die Straße liegt zwischen Budde- und Berliner Straße. Vor der Umbenennung wurde die Straße bereits vor 1898 als Bahnhofstraße geführt, da sie die Verbindung zwischen dem Zentrum von Tegel und dem Bahnhof herstellte. 1877 war an der Bahnlinie ein Haltepunkt entstanden, der 1899 als Bahnhof ausgebaut wurde. | Berlin-Tegel Grußdorfstraße |
| Halligweg (Lage)                       | 0860                         | Hallig, kleine nicht oder wenig geschützte Marschinseln vor den Küsten                                                             | 13. Mai 1929        | Die Anliegerstraße mit den Grundstücken 1, 3, 8, 14, 20 und 24 liegt zwischen Im Saatwinkel und der westlichen Spitze der Halbinsel an der Kleinen Malche, und setzt zum Werder als (gleich benannter) Fahrweg mit Fahrplatten fort. Der Weg führt zu der am Ufer der Havel liegenden KGA „Auf der Hallig“. Dabei verläuft die hiesige Grenze zu Haselhorst am Rand des Weges nicht am Ufer des Kanals. Im Adressbuch 1943 ist er zwischen der aus Haselhorst kommenden Saatwinkler Chaussee und Hohenzollernkanal als unbebaut ausgewiesen und 1954 als Straße vom Saatwinkler Chaussee zum „Wirtshaus Försterei“. | Halligweg vom Saatwinkler Steg aus gesehen · Berlin-Tegel Halligweg · Berlin-Tegel Halligweg                                                                               |
| Hattinger Weg (Lage)                   | 0270 (ringförmig)            | Hattingen, Mittelstadt im südlichen Ruhrgebiet, Nordrhein-Westfalen.                                                               | 11. März 1937       | Die Straße in der Siedlung Waldidyll wurde als Straße 125 projektiert und unter dieser Nummer angelegt. Sie liegt im Bogen von und zum Ascheberger Weg und hat nach Norden eine Verbindung zum Billerbecker Weg. | Berlin-Tegel Hattinger Weg |
| Hatzfeldtallee (Lage)                  | 0430                         | Paul von Hatzfeldt (1831–1901), Beamter im Auswärtigen Dienst                                                                      | 11. März 1937       | Die um 1912 als Graf-Roedern-Korso angelegte Straße liegt zwischen Wilhelm-Blume-Allee und Marzahnstraße. 1945/1946 trug die Allee wurde kurzzeitig der Name Hans-und-Hilde-Coppi-Allee eingeführt, aber nicht amtlich bestätigt. 1954 ist sie bis zum Bolleweg eingezeichnet, heute der Weg zwischen Von-Bülow-Schule und Sportplatz Tegel. Die Straße hat zwei Fahrbahnen mit baumbestandenem Mittelstreifen mit je drei Spuren, wobei jeweils die linke und rechte als Parkspur markiert ist. Das Humboldt-Gymnasium mit dem weit sichtbaren Turm befindet sich auf dem Grundstück 2–4. | Berlin-Tegel Hatzfeldtallee Humboldt-Gymnasium · Berlin-Tegel Hatzfeldtallee Sporthalle · Berlin-Tegel Hatzfeldtallee VfL Tegel                                            |
| Havelmüllerweg (Lage)                  | 0250 + 60                    | Dr. Havelmüller, Laubenkolonist als Gestalt aus dem Roman Leberecht Hühnchen von Heinrich Seidel                                   | 4. Aug. 1930        | Die Straße liegt zwischen Bollestraße (Nrn. 2 und 3) und Tile-Brügge-Weg (9–21), ist aber beiderseits eine Sackgasse, da der Lauf der Straße durch die Wohnbauten Am Brunnen unterbrochen ist. Die Straße war als Straße 41 nach Bebauungsplan projektiert. Im Adressbuch 1943 ist bereits angegeben, dass Grundstücke Nr. 4–8 nicht existieren. Die Kunstfigur Havelmüller, nach Seidels Freund Jacobson geformt, lebte in Tegel. | Berlin-Tegel Havelmüllerweg · Berlin-Tegel Havelmüllerweg · Berlin-Tegel Havelmüllerweg Nordgraben                                                                         |
| Hermsdorfer Damm (Lage)                | 1190                         | Hermsdorf, östlicher Nachbarort | 11. März 1937       | Die Straße liegt zwischen Waidmannsluster Damm und der Ortsteilgrenze zu Hermsdorf, die in Höhe der Verlängerung der Titusweg liegt. Die Straße beginnt und endet am Waidmannsluster Damm in zwei Richtungsfahrbahnen beidseits der Bundesautobahn 111, die ihrerseits mit Ein- und Ausfahrt der Anschlussstelle Waidmannsluster/Hermsdorfer Damm in Verbindung stehen, anschließend gehen sie im Forst nach Nordost, wobei die Richtung auf die Heiligenseestraße zielt. Die Hermsdorfer Straße, der „historische“ Weg nach Hermsdorf, beginnt südlicher, heute im Zuge Bernstorffstraße – Wilhelm-Blume-Allee – Waidmannsluster Damm. Der Hermsdorfer Damm von Tegel ist nach Adressbuch 1925 mit siehe Hermsdorf zugeordnet und heißt 1937 Bismarckstraße, wie vorher der Hermsdorfer Abschnitt. | Hermsdorfer Damm |
| Herscheider Weg (Lage)                 | 0420                         | Herscheid, Gemeinde im Sauerland am Rande des Rheinischen Schiefergebirges, Nordrhein-Westfalen                                    | 11. März 1937       | Die Straße liegt zwischen Billerbecker und Werdohler Weg in der Siedlung Waldidyll. Nach Bebauungsplan der Siedlung als Straße 117 trassiert wurde sie unter dieser Bezeichnung angelegt und der Bau der Siedlungshäuser begann. 1937 wurde dann allen nummerierten Straßen der Siedlung mit fortschreitendem Ausbau ein Straßenname nach einheitlichem Muster vergeben. | Berlin-Tegel Herscheider Weg |
| Hieronymusweg (Lage)                   | 0150                         | Hieronymus (347–420), Kirchenvater, Heiliger, Gelehrter und Theologe der alten Kirche                                              | 4. Aug. 1930        | Die vorherige Straße 25 im „St. Joseph-Viertel“ liegt zwischen Titusweg und Kettelerpfad. Im Adressbuch von 1930 sind die Straßen 21–30 zwischen Hermsdorfer Straße, Fließ und Feldmark als „Siedlung St. Joseph“ zusammengefasst, bevor sie im August 1930 im Ortsteil Tegel gemeinsam mit anderen Siedlungsstraßen benannt wurden | Hieronymusweg |
| Hilchenbacher Weg (Lage)               | 0200                         | Hilchenbach, Gemeinde im Südwestteil des Rothaargebirges, Nordrhein-Westfalen                                                      | 11. März 1937       | Die Straße in der Siedlung Waldidyll, vorher als Straße 109, liegt zwischen Billerbecker und Mescheder Weg, allerdings verläuft eine befahrbare Straße nur zwischen Kreuztaler und Weidenauer Weg. Die nördlich und südlicher bis an die Haftanstalt Tegel führenden Fußwege sind allerdings mit Straßenschildern ausgerüstet, die den gesamten Verlauf als Hilchenbacher Weg ausweisen. | Berlin-Tegel Hilchenbacher Weg |
| Holwedestraße (Lage)                   | 0280                         | Viktor Ludwig Heinrich Freiherr von Holwede (1737–1793), Grundbesitzer, 1762–1764 Besitzer des Tegeler Schlosses                   | 26. Juli 1955       | Vorher Straße 143 liegt sie zwischen Campe- und Dacherödenstraße. Die Straße gehörte zum Schlossbezirk Tegel. | Holwedestraße |
| Holzhauser Straße (Lage)               | 0410 (im Ortsteil)           | Holzhausen, 1937 selbstständige Gemeinde, heute Stadtteil von Kyritz, Brandenburg                                                  | 20. Mai 1937        | Zu Tegel gehört nur der Straßenabschnitt mit den Grundstücken 1–49 (ungerade) und 2–50 (gerade) zwischen Bernhard-Lichtenberg-Platz (am U-Bahnhof) bis an die S-Bahn-Überführung. Die Straße setzt sich nach Borsigwalde bis Am Nordgraben fort. Die Anschlussstelle Holzhauser Straße der A 111 liegt im Ortsteil. Vor 1937 gehörte der in Tegel unbebaute Abschnitt östlich der Seidel- in Fortsetzung der Bernauer Straße zu jener (in Tegel zweiten) Spandauer Straße, die diesen Namen als Verbindungsweg aus Wittenau heraus trug. | Berlin-Tegel Holzhauser Straße |
| Illerzeile (Lage)                      | 0400                         | Iller, rechter Nebenfluss der Donau                                                                                                | 26. Juli 1955       | Vorher als Straße A trassiert wurde sie 1955 benannt und bebaut. Beidseits dieser Zufahrtsstraße gehen Fahrwege zu den Wohnblöcken (1–55 ungerade und 2–28 gerade) mit je vier dreigeschossigen Mehrfamilienhäusern. Die Bauten liegen auf der damals noch freien Fläche der Siedlung Borsigaue in Tegel. Die westlichen Häuser liegen dabei bis an den „Tunnel Tegel Ortskern“ der A 111. Die Straße liegt zwischen Stillach- und Trettachzeile (Ortsteilgrenze zu Borsigwalde), wobei über die Stillachzeile eine Sackgasse zur Gorkistraße geht. Der Abschnitt der von der Gorkistraße in der Trasse der Illerzeile her abgeht trägt allerdings die Bezeichnung Gorkistraße und ist durch eine schmale Buschzone von der Sackgasse abgetrennt. Benachbarte Straßen sind nach Nebenflüssen der Iller benannt. | Illerzeile |
| Im Brachfeldwinkel (Lage)              | 0150                         | Brachfeldwinkel, letztes Brachland dieses Gebiets                                                                                  | 6. Aug. 1937        | Die Straße in der Martin-Luther-Siedlung (auch als St. Joseph-Siedlung) liegt zwischen Waidmannsluster Damm und Barnabasstraße, nach Norden setzt sich der Hauptweg des Martin-Luther-Kirchhofs fort. Die Straße wurde auf dem Gebiet der Straßen 134 und der kreuzenden Straße 135 und Straße 136 eingerichtet. Die beiden gleichnamigen Seitenstraßen mit ihrem Wendeplatz am Ende des Verlaufs finden sich in der heutigen Bebauung wieder. | Berlin-Tegel Im Brachfeldwinkel |
| Im Saatwinkel (Lage)                   | 0300                         | Saatwinkel, durch die Straße erschlossene Ortslage am Südufer des Tegeler Sees                                                     | 1. Jan. 1982        | Die Straße liegt in zwei Ästen zwischen Maienwerder- und Halligweg und begrenzt mit dem östlichen Ast die Kleingartenanlage Saatwinkel und umschließt die KGA Saatwinkel-Wiese Nord und Saatwinkel-Wiese-Süd. Bis zur Umbenennung 1982 gehörte der östliche Abschnitt zur Saatwinkler Chaussee und der westliche zum Halligweg. Die Straße mit den Grundstücken 1–65 (ungerade) und 10 (gerade) führt ab Maienwerderweg als abgesperrter Fahrweg nach Norden an der „Siedlung Saatwinkel“ entlang zum ehemaligen Ausflugsrestaurant Blumeshof. | Berlin-Tegel Im Saatwinkel Fährhaus · Berlin-Tegel Im Saatwinkel · Berlin-Tegel Im Saatwinkel 31B                                                                          |
| Kamener Weg (Lage)                     | 0580                         | Kamen, Stadt bei Unna, Nordrhein-Westfalen                                                                                         | 11. März 1937       | Die Straße liegt zwischen Bernauer Straße und Werdohler Weg, über letzteren noch als Sackgasse hinaus in der „Siedlung Waldidyll“. Die Straße setzt sich als Forstweg im südlich anschließenden Der Breite Weg zum Maienwerderweg fort. Nach Bebauungsplan wurde die Straße 118 der Siedlung auf der Trasse des Breiter Weg eingerichtet und war 1937 schon weitestgehend bebaut. Die schmale Straße besteht überwiegend aus Einfamilienhäusern und endet für Autos als Sackgasse am Hundeauslaufgebiet in der Jungfernheide. | Berlin-Tegel Kamener Weg |
| Kampweg (Lage)                         | 0120                         | Kamp, Art der Blockflur bei der Parzellen mit Hecken umgeben waren                                                                 | 30. Jan. 1933       | Die Straße in der Siedlung „Freie Scholle“ liegt zwischen Allmendestraße und Osianderweg auf der Trasse von Straße 51 des Bebauungsplans. Die Namenswahl lehnt sich an die benachbarten Straßen an die nach Flurtypen benannt sind. | Berlin-Tegel Kampweg |
| Karolinenstraße (Lage)                 | 1060                         | Caroline Friederike von Humboldt-Dachröden (1766–1829), Ehefrau Wilhelm von Humboldts                                              | vor 1914            | Die Straße liegt heute zwischen Am Tegeler Hafen/Schloßstraße und Heiligenseestraße / Ruppiner Chaussee. Im Hauptstraßenzug durch Tegel geht sie im Süden in die Berliner Straße und im Norden in die Heiligenseestraße (nach Hennigsdorf) und der Waidmannsluster Damm von Hermsdorf mündet von Osten her. Im Zusammenhang mit den Änderungen im Straßenverlauf durch den Bau der A 111 im Norden von Tegel wurde am 1. April 1980 der nördliche Teil der Schloßstraße einbezogen. Am 1. April 1988 wurde das verbliebene 100 Meter lange Straßenteilstück des Hermsdorfer Damms von der Karolinenstraße bis zur vorher angelegten Kehre auch einbezogen. Die Carolinenstraße ist im Adressbuch 1914 aufgeführt und fehlt 1913 noch. Im Adressbuch 1915 ist die Carolinenstraße zwischen Mühlengraben/Schloßstraße und Neu=Ruppiner Chaussee/Weg nach Tegelort und Heiligensee ausgewiesen, teilweise bebaut und als „Baustelle“ markierte Grundstücke, zudem mündet der Weg nach Hermsdorf. Die stark befahrene Straße vom geschäftigen U-Bahnhof Alt-Tegel über die Humboldt-Bibliothek und die Humboldtmühle an zwei historischen Gaststätten endet im Tegeler Forst. | Alte Waldschänke in der Karolinenstraße · Restaurant Alter Fritz |
| Kehrwieder (Lage)                      | 0080                         | „Kehr wieder“, Wunsch der Rückkehr, beispielsweise für Matrosen                                                                    | 1920                | Die Straße liegt zwischen Am Brunnen und Rohrbrunner Straße. Sie ist seit dem Adressbuch 1921 aufgeführt, zunächst mit zwei Häusern der Gemeinde Tegel zwischen Gemarkung Borsigwalde und Am Brunnen, An der Heide. | Berlin-Tegel Kehrwieder · Berlin-Tegel Kehrwieder |
| Kettelerpfad (Lage)                    | 0480                         | Ketteler (1811–1877), katholischer Bischof von Mainz und Politiker der Zentrumspartei                                              | 4. Aug. 1930        | Die Straße zwischen Waidmannsluster Damm und Moorweg liegt in der St. Joseph-Siedlung, nach Bebauungsplan als Straße 20 trassiert. | Berlin-Tegel Kettelpfad |
| Kirchgasse (Lage)                      | 0120                         | Evangelische Kirche Tegel | um 1899             | Die Straße liegt südlich der Tegeler Kirche zwischen Alt-Tegel (südlicher Ast) und Brunowstraße. Nach Adressbuch von 1925 ist sie unbebaut. Die Adventgemeinde hat in der Kirchgasse 3 ihre Kapelle und die evangelische Kirche hat eine Kindertagesstätte. Der Durchgang gibt einen Blick in die Gärten an der Brunowstraße frei. | Berlin-Tegel Kirchgasse Gemeindehaus |
| Königsweg (Lage)                       | 0190                         | von Friedrich der Große (1712–1786), König von Preußen, benutzter Weg                                                              | um 1908             | Die Straße liegt zwischen Bernstorff- und Buddestraße. Nach dem Adressbuch von 1925 und vorher ist er unbebaut. Nicht amtlich geführt trägt auch ein Weg nördlich vom Waidmannsluster Damm entlang der Bahnlinie in dem dortigen Objekt den gleichen Namen und gab auch der hier gelegenen Kleingartenanlage zwischen Bahn und Tegeler Fließ den Namen. | Berlin-Tegel Königsweg |
| Konradshöher Straße (Lage)             | 1870                         | führt zur Kolonie Konradshöhe | 26. Juli 1955       | Mit dem Ausbau der Kolonie Konradshöhe, wo 1868 ein Gehöft bestand, wurde der Gestellweg durch den Tegeler Forst zum Verbindungsweg mit Anschluss an die dortige Habichtstraße und nach 1932 als Konradhöher Chaussee ausgebaut. 1955 erfolgte die namensgerechte Einstufung als Straße. | Konradshöherstraße vom Waldkauzweg nach Norden zum Forst |
| Kreuztaler Weg (Lage)                  | 0200                         | Kreuztal, Stadt im nördlichen Siegerland am Rothaargebirge, Nordrhein-Westfalen.                                                   | 11. März 1937       | Als Straße 106 trassiert liegt sie zwischen Hilchenbacher Weg und Sterkrader Straße in der Siedlung Waldidyll. | Berlin-Tegel Kreuztaler Weg |
| Krumpuhler Weg (Lage)                  | 0100                         | der „Krumme Pfuhl“ lag in der Jungfernheide, abgeleitet die Flurbezeichnung Krummpfuhl                                             | vor 1912            | Der Weg ist wie der Semmelweg und der Breite Weg eine Verbindung in die Jungfernheide und wurde zum Teil als Straße bei der Ansiedlung der Bewohner in Waldidyll (Tegel-Süd) ausgebaut. Die Straße liegt heute zwischen Bernauer Straße und Billerbecker Weg. Das freie Bauland im weiteren Verlauf wurde anfangs nicht bebaut und später mit der Philippus-Kirche und der Städtischen Gartenarbeitsschule bebaut, in den 2010er Jahren wurde die Neubausiedlung Lichtweg dort angelegt. | Berlin-Tegel Krumpuhler Weg · Berlin-Tegel Krumpuhler Weg Gedenkstele |
| Kurt-Schumacher-Damm (Lage)            | 2690 (im Ortsteil)           | Kurt Schumacher (1895–1952), Politiker (MdB), Widerstandskämpfer gegen das NS-Regime                                               | 7. Nov. 1953        | Der Kurt-Schumacher-Damm begleitet die A 111 vom Tunnel Flughafen Tegel und geht in diese über. Zu Tegel gehören die Grundstücke 44–246 (gerade) und das Straßenland zwischen der ehemaligen Bundesautobahn 105 (ausschließlich) und dem Anschluss Flughafentunnel Tegel der A 111 (Anschlussstelle Kurt-Schumacher-Damm). Die östlich und südlich angrenzenden Grundstücke liegen im Wedding, der nördliche Abschnitt führt weiter nach Reinickendorf. Der südöstlich vom Flugplatz Tegel liegende und vom nördlichen Teil an der Scharnweberstraße (heute Uranusweg) abgetrennte Teil des Tegeler Wegs auf Tegeler Flur wurde zusammen mit einem Teil des in Reinickendorf liegenden Spandauer Wegs in Kurt-Schumacher-Damm umbenannt. Der spätere Autobahnbau brachte neben dem Ausbau eine geringfügige Änderung der Ortsteilzuordnung. | Flughafentunnel |
| Letmather Weg (Lage)                   | 0190                         | Letmathe, vormals selbstständige Gemeinde im Nordwesten des Sauerlands, heute Stadtteil von Iserlohn, Nordrhein-Westfalen          | 11. März 1937       | Vorher als Straße 121 trassiert und angelegt liegt sie zwischen Ascheberger und Werdohler Weg in der Siedlung Waldidyll. | Berlin-Tegel Letmather Weg |
| Lichtweg (Lage)                        | 0260                         | Sonnenlicht, hier als symbolischer (optimistischer) Begriff                                                                        | 23. Juni 2007       | Die Straße auf der Trasse des vormals hier liegenden Krumpuhler Wegs wurde für eine Neubausiedlung südlich der Philippus-Kirche neu angelegt und geht vom Werdohler Weg zum Dattelner Weg nach Norden ab. Die Neubauten belegen die Grundstücke 3–21 (ungerade) und 16–16f, 26–34 (gerade) des Lichtwegs. Nach Norden liegt am Weg neben der Kirche auch die Städtische Gartenbauschule. Die Namenswahl erfolgte im Gegensatz zu den nach westfälischen Orten benannten Straßen der Siedlung. | Berlin-Tegel Lichtweg |
| Liebfrauenweg (Lage)                   | 0490                         | Unsere Liebe Frau, für Maria, die Mutter Jesu                                                                                      | 4. Aug. 1930        | Die Straße 22 des Bebauungsplans liegt zwischen Waidmannsluster Damm und Moorweg. Sie gehört zur Siedlung der Spar- und Siedlungsgenossenschaft St. Joseph (St. Joseph-Siedlung), wodurch sich die Namenswahl ergab. Die schmale Straße ist mit Ein- und Mehrfamilienhäusern bebaut und besitzt über die Virgiliusstraße einen Durchgang für Fußgänger zum Barnimer Dörferweg. Im Adressbuch von 1930 sind die Straßen 21–30 im Areal zwischen Hermsdorfer Straße, Fließ und Feldmark als „Siedlung St. Joseph“ zusammengefasst. | St. Joseph-Kirche · Berlin-Tegel Liebfrauenweg |
| Liesborner Weg (Lage)                  | 0240 (ringförmig)            | Liesborn, zum Benennungszeitpunkt Gemeinde nordwestlich von Lippstadt, heute Ortsteil der Gemeinde Wadersloh, Nordrhein-Westfalen. | 6. Aug. 1937        | Die mit Siedlungshäusern bestandene Straße geht von und zur Neheimer Straße im Bogen (Höhe Namslauer Straße) seeseitig nach Westen ab. Die Straße war vor 1922 zunächst als Biskupitzer Weg angelegt und benannt worden und mit der Bebauung umbenannt. (vergleiche Adressbuch 1937 und 1938) | Berlin-Tegel Liesborner Weg |
| Maienwerderweg (Lage)                  | 0920                         | Maienwerder, südlichste Insel im Tegler See                                                                                        | 1. Feb. 1980        | Die Straße liegt zwischen Im Saatwinkel und Bernauer Straße, als Fußweg führt er weiter durch die Jungfernheide zum Betzdorfer Pfad. Auf der Karte von 1954 als Straße vom Breiter Weg nach Saatwinkel durchgehend, verläuft heute eine asphaltierte Straße ab Bernauer Straße nach Saatwinkel. | Berlin-Tegel Maienwerderweg |
| Marie-Schlei-Platz (Egidyplatz) (Lage) | 0050 (Kreisplatz)            | Marie Schlei (1919–1983), Politikerin der SPD, 1976 bis 1978 Bundesministerin für wirtschaftliche Zusammenarbeit                   | 21. Juni 2013       | Der Rondellplatz mit Kreisverkehr trug bis 2013 die Bezeichnung Egidyplatz, da er an der Nordostecke von Tegel die Verbindung von Egidystraße und Moorweg herstellt. Der Platz wurde rundum mit den Einfamilienhäusern der Genossenschaft umbaut und bildet so den nördlichen Abschluss der Genossenschaftshäuser der Egidystraße. Zum Tegeler Fließ hin führt der Egidysteg mit einem Anschluss an die Mühlenfeldstraße in Hermsdorf. Auf dem Platz befindet sich ein Denkstein „Den Opfern der beiden Weltkriege zum Gedenken“ und ein Gedenkstein für die Genossenschaft „Freie Scholle“. Der Platz erhielt am 21. Mai 2013, dem 30. Todestag von Marie Schlei, ihren Namen. | Berlin-Tegel Marie-Schlei-Platz |
| Marzahnstraße (Lage)                   | 0300                         | Karl Friedrich Albert Marzahn (1829–1911), der letzte Krugwirt in Tegel                                                            | um 1916             | Die Straße wurde als Straße 3 eingerichtet. Sie liegt zwischen Gorkistraße und Hatzfeldtallee. Über die Gorkistraße setzt sie sich als Sackgasse mit den anliegenden Grundstücken fort und ist durch eine Grünfläche mit Fußwegen von der Oeserstraße getrennt. | Berlin-Tegel Marzahnstraße Hoffnungskirche · Berlin-Tegel Marzahnstraße |
| Mecklenburgweg (Lage)                  | 0440                         | Mecklenburg, Region im Norden Deutschlands                                                                                         | 15. Okt. 2011       | Die Straße liegt östlich vom Mäckeritzgraben. Mit der Umwidmung von Kolonien auf den Mäckeritzwiesen zu Siedlungen wurde der vormalige (gleichnamig) Kolonieweg zu einer gewidmeten Straße erhoben. Ein Anlass waren die Planungen zur Nachnutzung für den Flughafen. Im Übrigen wurde die Zuordnung der hier gelegenen Parzellen über Anlagennamen zu „Zufahrt zum Flughafen Tegel“ aufgehoben. Dies entspricht der Forderung nach adresskodierbaren Angaben durch die Einführung eines computergestützten Systems. Die Straße bindet im Westen an den Alten Wiesenweg (in Höhe der Siedlung Köppen'sche Erben) und führt 160 Meter nach Osten zum Knickpunkt nach Süden um die KGA ‚Vor den Toren III‘ herum. Dieser Abschnitt führt 270 Meter bis an den Nordrand des Wasserstreifens der KGA ‚Vor den Toren I‘ (Kolonieweg ‚Im Winkel‘). Das einzige zugeordnete Grundstück ist 15, die westlich anliegende KGA. Die östlich vom Weg liegende KGA ‚Neuland I‘ ist der Straße Vor den Toren als 50 zugeordnet. Der Mecklenburgweg ist als Privatstraße (OKSTRA-Klasse IP) und nach RBS-Klasse als STRA benannt, damit liegt die Zuständigkeit bei den Anliegern, aber die Ausstattung nach Breite und Ausgestaltung ist die einer Stadtstraße. Die geeignete Breite der Straße ist bereits vorhanden. Der Straßenname korreliert mit den anderen KGA-Wegen: Pommern-, Ostpreußen-, Westpreußen- und Brandenburgweg. | Mecklenburgweg: Blick vom West-Süd-Knick nach Westen zum Alten Wiesenweg                                                                                                   |
| Medebacher Weg (Lage)                  | 0980                         | Medebach, Kleinstadt im östlichen Nordrhein-Westfalen                                                                              | 13. Juni 1936       | Die um 1900 eingerichtete Schöneberger Straße wurde unter Einbeziehen der Straße 4 umbenannt. Sie liegt zwischen Am Tegeler Hafen und als Sackgasse über Veitstraße. | Berlin-Tegel Medebacher Weg |
| Mescheder Weg (Lage)                   | 0540                         | Meschede, Mittelstadt im nördlichen Sauerland und Kreisstadt des Hochsauerlandkreises, Nordrhein-Westfalen                         | 11. März 1937       | Die Straße liegt zwischen Bernauer und Sterkrader Straße in der Siedlung Waldidyll. Im Bebauungsplan war sie als Straße 108 benannt. | Berlin-Tegel Mescheder Weg |
| Miraustraße (Lage)                     | 0100 (im Ortsteil)           | Clemen Mirau (verstorben nach 1906), Regierungsbaumeister, Kreisbaurat.                                                            | vor 1910            | Die Grundstücke 138–148 und 139–149 liegen in Tegel, ab Altenhofer Weg nach Süden setzt sich die Straße in Borsigwalde fort. In Tegel liegt der Abschnitt zwischen Gorkistraße und Altenhofer Weg. | Berlin-Tegel Miraustraße |
| Moorweg (Lage)                         | 0600                         | Moor, feuchtes Gelände, hier die Fläche am Tegeler Fließ                                                                           | 4. Aug. 1930        | Die Straße wurde nördlich der „Siedlung Freie Scholle“ und St. Joseph auf der Trasse von Straße 23, Straße 26 und Straße 102 angelegt. Sie verläuft zwischen Marie-Schlei-Platz (Egidystraße) und Titusweg südlich vom LSG Tegeler Fließtal am Tegeler Fließ entlang. Von der ruhige Wohnstraße mit Ein- und Mehrfamilienhäusern gibt es mehrere Durchgänge für Fußgänger zum Barnimer Dörferweg. | Berlin-Tegel Moorweg |
| Moränenweg (Lage)                      | 0240                         | Moränen, Gesamtheit des vom Gletscher transportierten Materials                                                                    | 30. Jan. 1933       | Die Straße liegt als Einbahnstraße vom Erholungsweg zum Waidmannsluster Damm im Süden der „Siedlung Freie Scholle“. Sie wurde als Straße 50 im Bebauungsplan projektiert. Die Wahl des Straßennamens nach einer Geländeform erfolgte passend zu den Parallelstraßen. | Berlin-Tegel Moränenweg |
| Mühlenweg (Lage)                       | 3200                         | Verbindung des Dorfes Heiligensee und der Wassermühle an der heutigen Karolinenstraße                                              | überliefert         | Der Mühlenweg ist ein Fuß- und Wanderweg durch den Tegeler Forst zwischen dem Großen Malchesee (An der Malche) und dem Rallenweg in Heiligensee, im westlichen Teil liegt die Ortsteilgrenze zu Heiligensee am Weg, südlich der Heiligenseer Baumberge. An diesem Wege liegt der höchste Baum Berlins. Der Weg gehört wie weitere Wege im Tegeler Forst nicht zu den gewidmeten Straßen. | Mühlenweg Ecke Konradshöher Straße · Mühlenweg Ecke Schwarzer Weg |
| Myrtenweg (Lage)                       | 0100                         | Myrte, immergrüner Strauch | 4. Aug. 1930        | Die Straße liegt zwischen Bollestraße und Am Brunnen in der Siedlung südlich vom Havelmüllerweg. Im Bebauungsplan war sie als Straße 39 trassiert und wurde mit der Benennung auf städtischem Land für neue Siedlungshäuser angelegt. | Berlin-Tegel Myrtenweg |
| Namslaustraße (Lage)                   | 0980                         | Julius Carl Friedrich Namslau (1842–1912), Berliner Stadtrat, Geheimer Regierungsrat                                               | um 1913             | Die Namslaustraße liegt zwischen Berliner und Neheimer Straße. In der Begleitkarte zum Adressbuch 1912 ist südlich vom Schwarzen Weg und der Industriebahn noch Wald eingezeichnet. 1914 südlich der Kruppstraße in der Karte eingetragen. Zwischen 1913 und 1936 ist die Namslaustraße von der Berliner Straße abgehend, später zwischen Berliner und Spandauer Straße, als unbebaut verzeichnet. Die Bebauung in Tegel-Süd erfolgte ab 1936, so ist im Adressbuch 1937 mit der Gasanstalt auf der linken Seite und den (bereits bewohnten) Mehrfamilienhäusern 36–58 auf der rechten Seite erstmals genannt. Zwischen Sterkrader und Spandauer Straße folgen Laubenkolonien. | Berlin-Tegel Namslaustraße · Berlin-Tegel Namslaustraße |
| Neheimer Straße (Lage)                 | 0750                         | Neheim, (1961) selbstständige Stadt im Ruhrtal, seit 1975 Ortsteil von Arnsberg, Hochsauerlandkreis, Nordrhein-Westfalen           | 4. Apr. 1961        | Durch die Bebauungsänderung der Borsigwerke wurde der Eisenhammerweg geteilt und der südliche Teil 1961 umbenannt. Die Straße liegt zwischen Bernauer Straße am ehemaligen Gaswerkshafen vorbei und über den Liesborner Weg nach Nord ans Industrie- und Gewerbegebiet. Südlich der Einmündung Borsigdamm zur Bernauer Straße gehören 400 Meter als Hauptstraße zum regionalen Straßensystem. Von der Brücke über die Zufahrt des ehemaligen Gaswerkshafens führt der 470 Meter lange Fußweg mit der Bezeichnung „Uferweg Neheimer Straße“. | Berlin-Tegel Neheimer Straße Kunstzentrum Tegel-Süd · Berlin-Tegel Neheimer Straße                                                                                         |
| Neulandweg (Lage)                      | 0090                         | Neues Land in der (Kolonie) Freie Scholle                                                                                          | 4. Aug. 1930        | Der Weg, trassiert als Straße 101, liegt in der „Kolonie Freie Scholle“ zwischen Schollenweg und Egidystraße. Die Benennung erfolgte mit weiteren Siedlungsstraßen, die angelegt oder benannt wurden. | Berlin-Tegel Neulandweg |
| Nordhellesteig (Lage)                  | 0400                         | Nordhelle, höchste Erhebung im Ebbegebirge (Sauerland), Nordrhein-Westfalen                                                        | 11. März 1937       | Die Straße liegt zwischen Billerbecker und Werdohler Weg. Der Straßenname nimmt Bezug auf anliegende nach Städten am Ebbegebirge benannten Straßen. Nach Bebauungsplan trug sie zunächst die Bezeichnung Straße 116. | Berlin-Tegel Nordhellesteg |
| Oelder Weg (Lage)                      | 0110                         | Oelde, Stadt im Münsterland, Nordrhein-Westfalen                                                                                   | 11. März 1937       | In der Siedlung Waldidyll als Straße 113 trassiert liegt diese Straße zwischen Bernauer Straße und Billerbecker Weg als Zufahrt in die Siedlung. Am 27. Februar 1965 wurde die Schreibweise als Ölder Weg korrigiert. | Berlin-Tegel Oelder Weg |
| Oeserstraße (Lage)                     | 0850                         | Fritz Oeser, Direktor der GAGFAH                                                                                                   | 26. Juli 1955       | Die Straße 179 mit ihren Siedlungshäusern lag zwischen Straße 175 und Miraustraße und wurde 1955 nach Westen in die zu jener Zeit noch freie Fläche der „Siedlung Borsigsaue“ verlängert und umbenannt. In diesem Gebiet entstanden anschließend viergeschossige Mehrfamilienblöcke. Die Straße besteht seither parallel zur Gorkistraße zwischen Ziekowstraße und als Sackgasse über Miraustraße hinaus. Jedoch erreicht sie nicht den Borsigwalder Weg, sondern endet einer Wendefläche im Ortsteil, die Grenze zu Borsigwalde verläuft an der Süd- und Ostseite der Siedlungsgrundstücke die zur Oeserstraße gehören. | Berlin-Tegel Oeserstraße |
| Osianderweg (Lage)                     | 0630                         | Andreas Osiander (1498–1552), Theologe und Reformator                                                                              | 25. Juni 1936       | Vorher als Straße 37 trassiert liegt die Straße in der St. Joseph-Siedlung zwischen Waidmannsluster Damm und Moorweg. Alle Straßen der Siedlung sind nach Personen aus der christlichen Geschichte benannt. | Berlin-Tegel Osianderweg |
| Otisstraße (Lage)                      | 0950 (im Ortsteil)           | Elisha Graves Otis (1811–1861), US-amerikanischer Mechanikermeister und Unternehmer                                                | 19. Juli 1956       | In Tegel liegen südlich der U-Bahn-Strecke (hier als Hochbahn) die KGA „Waldessaum“ an der Straße und nördlich befinden sich Gewerbegrundstücke. Die Otisstraße bildet mit den Grundstücken 33–67 (ungerade) an der westlichen Straßenseite die Grenze zum Ortsteil Reinickendorf mit den Grundstücken 12–78 (gerade). Das Straßenland gehört zum Ortsteil, die Straße liegt zwischen Seidel- und Wittestraße, sie führt durch die U-Bahn-Trasse und die A 111 endet aber an der Wittestraße vor der S-Bahn-Trasse. Die Namensgebung erfolgte aufgrund der in der Otisstraße 33 ansässigen Verwaltung der Otis GmbH. Vorher verlief von Seidelstraße in Tegel bis Miraustraße in Wittenau die zwischen 1905 und 1908 angelegte Innungsstraße, 1956 in Tegel in Otisstraße umbenannt wurde. | Otisstraße |
| Otto-Dibelius-Platz (Lage)             | 0050 × 50                    | Otto Dibelius (1880–1967), evangelischer Theologe                                                                                  | nach 1988           | Der (Privat-)Platz ist eine Grünanlage vor der Kirche Alt-Tegel. Er liegt zwischen der Fahrbahn von Alt-Tegel, die als Einbahnstraße im Uhrzeigersinn den Ursprungspunkt des platzartigen Sackgassendorfs Tegel umgibt. Von der Südwestecke führt der Eisenhammerweg aus diesem Einbahnstraßenring heraus. Im amtlichen Straßenverzeichnis ist der Platz nicht aufgenommen, in amtliches Schild oder sonstiger Hinweis besteht vor Ort nicht. Der Platzname ist demgegenüber auf der amtlichen Karte 1:5000 von Tegel für die Fläche vor dem Kirchengebäude, sowie auf Blatt 4347 des amtlichen Kartenwerks „Karte von Berlin“ eingezeichnet. Die Gesamtfläche um die Kirche beträgt 5200 m². Auf den meisten aktuellen Karten ist der Platzname für den westlichen Vorplatz eingezeichnet. Aus der Historie folgt, dass die Fläche zwischen dem Straßenland Eigentum der evangelischen Kirchgemeinde Tegel ist, das Recht für die Benennung des Platzes steht dieser (oder auf deren Antrag) zu. Das Kirchengebäude selbst besitzt keine adressierte Zuordnung zu Alt-Tegel oder als Otto-Dibelius-Platz. Die zu Alt-Tegel adressierten Grundstücke liegen an der Außenseite rundum. Am 19. Januar 1912 wurde der erste Gottesdienst in der (neu erbauten) Kirche gehalten, „der an die altsächsischen Kirchenkastelle erinnernde Gesamtbau erstand im Jahre 1911.“ Die mit der Bevölkerung im Ortsteil gewachsene Größe der Kirchengemeinde führte 1909 zum Beschluss den alten Kirchenbau von 1872 mit 200 Plätzen abzureißen und am 25. Mai 1911 (Himmelfahrtstag) wurde der Grundstein gelegt. Der Namensgeber für den Platz Bischof Otto Dibelius weihte 1961 die Kirche in Tegel-Süd an der Sterkrader Straße und er hielt zum 50-jährigen Kirchweihfest in Alt-Tegel die Festpredigt. Dibelius wurde in der NS-Zeit amtsenthoben, war in der Bekennenden Kirche und während der Teilung Deutschlands für die Einheit der Evangelischen Kirche in Deutschland aktiv tätig. An der Westseite steht ein Denkmal für die Opfer von Krieg und Gewalt 1939–1945 und an der Ostseite ein Gedenkstein (Findling) für den Ortschronisten von Tegel August Wietholz. Seit 1900 stand an dieser Seite ein Kaiser-Wilhelm-Denkmal.                                                 | Blick über den Otto-Dibelius-Platz zur Kirche |
| Plettenberger Pfad (Lage)              | 0410                         | Plettenberg, Stadt im Westen des Sauerlands zwischen dem Lennegebirge und dem Ebbegebirge, Nordrhein-Westfalen                     | 11. März 1937       | Die Straße in der Siedlung Waldidyll liegt zwischen Billerbecker und Werdohler Weg auf der Trasse der Straße 115. | Berlin-Tegel Plettenberger Pfad |
| Polsumer Pfad (Lage)                   | 0160                         | Polsum, Gemeinde im nördlichen Ruhrgebiet, seit 1975 Ortsteil von Marl, Nordrhein-Westfalen.                                       | 11. März 1937       | Zwischen Selmer Pfad und Dattelner Weg in der Siedlung Waldidyll liegt die Straße nach Bebauungsplan projektierte Straße 130. | Berlin-Tegel Polsumer Pfad |
| Prendener Zeile (Lage)                 | 0100                         | Prenden, Ortsteil der Gemeinde Wandlitz im Barnim, Brandenburg                                                                     | 10. Apr. 1961       | Die Straße liegt zwischen Gorkistraße und Oeserstraße im Siedlungshausgebiet. Der vorherige Name war Straße 180. | Berlin-Tegel Prendener Zeile |
| Rauxeler Weg (Lage)                    | 0090                         | Rauxel, Industriestadt im Ruhrgebiet, Nordrhein-Westfalen                                                                          | 11. März 1937       | Er liegt in der Siedlung Waldidyll auf der Trasse der Straße 126 des Bebauungsplans liegt der Rauxeler Weg zwischen Hattinger und Billerbecker Weg, dabei über den letzteren noch als Sackgasse | Berlin-Tegel Rauxelner Weg |
| Riemerstraße (Lage)                    | 0160                         | Friedrich Wilhelm Riemer (1774–1845), Philologe, Hauslehrer bei Wilhelm von Humboldt                                               | 26. Juli 1955       | 1955 wurde die Straße 146 im ehemaligen Gutsbezirk Tegel-Schloß, die nach Norden von der Holwedestraße abgeht, benannt. | Riemerstraße |
| Rohrbrunner Straße (Lage)              | 0130                         | Rohrbrunn, Katastralgemeinde Deutsch Kaltenbrunn im Burgenland, Österreich                                                         | 4. Aug. 1930        | Die Straße in der Kleinhaussiedlung südwestlich vom Havelmüllerweg liegt zwischen diesem und Kehrwieder, nach Bebauungsplan Straße 40. | Berlin-Tegel Rohrbrunner Straße |
| Rue Ambroise Paré (Lage)               | 0290                         | Ambroise Paré (1510–1590), französischer Chirurg                                                                                   | 30. Juli 1956       | Die Straße liegt in der Wohnsiedlung „Cité Pasteur“, die bis 1994 für die in Berlin stationierte französische Garnison angelegt wurde. Die Straße liegt im Süden der Siedlung zwischen Kurt-Schumacher-Damm und Rue Hyacinthe Vincent. | Rue Ambroise Paré |
| Rue Charles Calmette (Lage)            | 0200                         | Albert Calmette (1863–1933), französischer Arzt, Bakteriologe und Immunologe                                                       | 30. Juli 1956       | Die Straße liegt im Norden der Siedlung zwischen Kurt-Schumacher-Damm und Rue René Laennec. Sie gehört zur Wohnsiedlung „Cité Pasteur“, die bis 1994 für die in Berlin stationierte französische Garnison angelegt wurde. Die Namensgebung nach Pasteur bezieht sich auf die Auswahl der Namen der hier liegenden Straßen. | Rue Charles Calmette |
| Rue Dominique Larrey (Lage)            | 0230                         | Dominique Jean Larrey (1766–1842), französischer Militärarzt und Chirurg                                                           | 30. Juli 1956       | Die Straße liegt westlich parallel zum Kurt-Schumacher-Damm zwischen Rue Charles Calmette und Rue Ambroise Paré. Sie gehört zur Wohnsiedlung „Cité Pasteur“, die bis 1994 für die in Berlin stationierte französische Garnison angelegt wurde. | Rue Dominique Larrey |
| Rue Doret (Lage)                       | 0100                         | Marcel Doret (1896–1955), französischer Flugpionier                                                                                | 30. Juli 1956       | Die Straße liegt westlich als Sackgasse von der Avenue Jean Mermoz abgehend. Sie gehört zur Wohnsiedlung „Cité Guynemer“, die bis 1994 für die in Berlin stationierte französische Garnison angelegt wurde. | |
| Rue du Capitaine Jean Maridor (Lage)   | 0300                         | Jean-Marie Maridor (1920–1944), französischer Flieger                                                                              | 30. Juli 1956       | Die Straße liegt östlich als Sackgasse von der Avenue Jean Mermoz abgehend und endet an der Autobahn. Sie gehört zur Wohnsiedlung „Cité Guyneme“, die bis 1994 für die in Berlin stationierte französische Garnison angelegt wurde. | |
| Rue du Commandant Jean Tulasne (Lage)  | 0220                         | Jean Tulasne (1912–1943), französischer Flieger                                                                                    | 30. Juli 1956       | Die Straße geht südlich als Sackgasse von der Rue du Capitaine Jean Maridor abgehend und endet am Flughafengelände. Sie gehört zur Wohnsiedlung „Cité Guyneme“, die bis 1994 für die in Berlin stationierte französische Garnison angelegt wurde. | Rue du Commandant Jean Tulasne |
| Rue du Docteur Roux (Lage)             | 0270                         | Émile Roux (1853–1933), französischer Biologe                                                                                      | nach 1968           | Die Rue du Docteur Roux liegt zwischen Kurt-Schumacher-Damm und Rue Ambroise Paré in der Wohnsiedlung „Cité Pasteur“, die bis 1994 für die in Berlin stationierte französische Garnison angelegt wurde. Die Namenswahl der Straßen im Quartier orientierten sich am namensgebenden Louis Pasteur. | Rue du Docteur Roux 2 |
| Rue Henri Guillaumet (Lage)            | 0170                         | Henri Guillaumet (1902–1940), französischer Pilot und Luftfahrtpionier                                                             | 30. Juli 1956       | Die Straße liegt zwischen Allee St. Exupery und Rue Nungesser et Coli. Sie gehört zur Wohnsiedlung „Cité Guyneme“, die bis 1994 für die in Berlin stationierte französische Garnison angelegt wurde. | Garagen in der Rue Henri Guillaumet |
| Rue Hyacinthe Vincent (Lage)           | 0290                         | Hyacinthe Vincent (1862–1950), französischer Bakteriologe                                                                          | 30. Juli 1956       | Die Rue Hyacinthe liegt am Westrand der „Cité Pasteur“ und geht von der Rue Ambroise Paré nach West zum Flughafengelände und Nord in der Wohnsiedlung ab. Angelegt wurde die Siedlung für die Angehörigen der bis 1994 in Berlin stationierten französischen Garnison. Die Namenswahl der Straßen im Quartier orientierten sich am namensgebenden Louis Pasteur. Die Straße hat einige Bögen seitwärts, die gleichnamig sind. | Rue Hyacinthe Vincent |
| Rue Joseph le Brix (Lage)              | 0640                         | Joseph Le Brix (1899–1931), französischer Flugpionier                                                                              | 30. Juli 1956       | Die Straße liegt in der Cité Guynemer, einer Wohnsiedlung der bis 1994 in Berlin stationierten französischen Garnison am Ostende des Flughafens Tegel (Regierungsflughafen). Sie liegt zwischen Avenue Jean Mermoz und Rue Nungesser et Coli. | |
| Rue Marin la Meslée (Lage)             | 0100                         | Edmond Marin La Meslée (1912–1945), französischer Kampfpilot im Zweiten Weltkrieg                                                  | 30. Juli 1956       | Die Straße liegt in der Cité Guynemer, einer Wohnsiedlung der bis 1994 in Berlin stationierten französischen Garnison. Sie geht von der Avenue Jean Mermoz nach Nordwest in die Siedlung hinein. | |
| Rue Nungesser et Coli (Lage)           | 0730                         | Charles Nungesser (1892–1927), französischer Jagdflieger                                                                           | 30. Juli 1956       | Die Straße liegt im Bogen westlich um die Rue Joseph le Brix und führt nach Süden im Bogen weiter nach Ost. Die Straße liegt in der Cité Guynemer, einer Wohnsiedlung der bis 1994 in Berlin stationierten französischen Garnison. | |
| Rue René Laennec (Lage)                | 0080                         | René Laënnec (1781–1826), französischer Mediziner, Erfinder des Stethoskops                                                        | 30. Juli 1956       | Die Straße in der Cité Pasteur, einer Wohnsiedlung der bis 1994 in Berlin stationierten französischen Garnison, geht westwärts von der Rue Charles Calmette ab. | Rue René Laennec |
| Ruppiner Chaussee (Lage)               | 1530 (im Ortsteil)           | Ruppiner Land, historische Landschaft in Brandenburg                                                                               | nach 1914           | Die Straße liegt insgesamt in Verlängerung der Karolinenstraße zwischen Heiligenseestraße und Stadtgrenze. Durch den Bau der A 111 wurde die westlich parallel laufende Ruppiner Chaussee vom Verkehr entlastet und ist auf Tegeler Gebiet (abgesehen von 250 Metern südliche Zufahrt) durchgehend nur für den öffentlichen Busverkehr der BVG zugelassen. Die Straße ist für den öffentlichen Kraftverkehr erst in Heiligensee nach Norden fort. Die Hauptstraßenführung nach Hennigsdorf führt heute über die Heiligenseestraße. Die Grundstücke 2–10 und 80 (gerade) und 69–137a (ungerade) liegen in Tegel, aber zumeist im Tegeler Forst. Das Grundstück 78 ist das Forstamt Tegel jenseits der Autobahn über den „Tunnel Forstamt Tegel“ hinweg. Im südlichen Teil liegt östlich der Straße die Kosakenwiese und hier befindet sich eine Kinderstätte. | Ruppiner Chaussee |
| Sandgrasweg (Lage)                     | 0140                         | Sandgras, Dünengras | 26. Juli 1955       | Zunächst wurde der nach 1938 eingerichtete Abschnitt südlich vom Waidmannsluster Damm über den Erholungsweg als Verlängerter Bonifaziusstraße benannt und besitzt wie dieser bis zum Erholungsweg zwei Richtungsfahrbabahnen mit Mittelstreifen, südlich vom Erholungsweg eine schmale Siedlungsstraße ist. Der geänderte Namen des Abschnitts der beiderseits vom Erholungsweg liegt ist den Parallelstraßen angepasst. | Berlin-Tegel Sandgrasweg |
| Scharfenberger Straße (Lage)           | 0200 (im Ortsteil)           | Scharfenberg, Insel im Tegeler See                                                                                                 | 25. Aug. 1894       | Die Scharfenberger Straße liegt als Straßenkörper vollständig in Konradshöhe, in Tegel setzt sich der Straßenzug als Fuß- und Fahrweg fort. Im Ortsteil besitzt das 200 Meter im Tegeler Forst am Tegeler See gegenüber der Insel Scharfenberg liegende Grundstück des Berliner Kanuten-Klubs die amtliche und postalische Bezeichnung Scharfenberger Straße 50. Die Zufahrt erfolgt allerdings vom amtlich benannten und dem in Fortsetzung liuegenden Schwarzen Weg. | Der Hinweis am Nordende der Scharfenberger Straße auf Tegeler Flur |
| Schickstraße (Lage)                    | 0180                         | Gottlieb Schick (1776–1812), Maler                                                                                                 | 26. Juli 1955       | Die Straße gehörte als Straße 145 zum vormaligen Gutsbezirk Tegel-Schloß und liegt vom Holwedestraße nach Norden zum Schlosspark Tegel. | Schickstraße |
| Schlieperstraße (Lage)                 | 0630                         | Eugen Schlieper (1842–1907), Bankier, erwarb 1874 Grundbesitz in Tegel                                                             | um 1898             | Als Besitzer des Bankhauses „Disconto-Gesellschaft“ erwarb Schlieper Terrain in Tegel und ließ eine Straße anlegen. Die Straße liegt zwischen Buddestraße und Eisenhammerweg, südlich vom ehemaligen Dorf Tegel. In der Nachkriegszeit wurden viele der Wohnhäuser dieser Straße neu aufgebaut, davon zeugen an diesen Häusern die Plaketten „Aufbauprogramm 1954“. | Berlin-Tegel Schlieperstraße |
| Schloßstraße (Lage)                    | 0200                         | Straße zum Jagdschloss Tegel | um 1898             | Die Straße war die zunächst die Zufahrt zum Schloss und erhielt mit dem Ausbau des Tegler Straßen einen Namen im Schlossbezirk Tegel. Die Schloßstraße setzte die Berliner Straße ab Hermsdorfer/Hauptstraße nach Norden fort. Am 1. April 1980 wurde der direkte Abschnitt der Schloßstraße in die Berliner Straße und ein weiterer in die Karolinenstraße einbezogen. So ist die Schloßstraße heute eine von der Berliner Straße in die dem Schloss abgewandten Seite gehende Sackgasse. | Schloßstraße |
| Schollenhof (Lage)                     | 0120                         | Wohnblock der Siedlergemeinschaft Freie Scholle                                                                                    | 10. Juli 1933       | Schollenhof ist die Ringstraße innerhalb der Wohnbebauung und liegt auf den Trassen der Straßen 29, 36 und 100 des Bebauungsplans. Der namensgebende „Schollenhof“ ist eine vierseitig geschlossen mit zweigeschossigen Flachdachhäusern umbaute Parkfläche und Hausdurchfahrten in den Eckbauten. Der südliche Abschnitt des Schollenweges und die Straße Schollenhof liegen dadurch innerhalb der Umbauung. Im Süden außerhalb dieses Innenparks schließt die Straße an den Waidmannsluster Damm. Die Häuser am Waidmannsluster Damm sind dem Schollenhof mit den Häusern 1–31 (fortlaufend) zugeordnet. Die Durchfahrten liegen zwischen 1 und 2, 5 und 6, sowie 15/16, 17/18 und 23/24, die Straße ist als Einbahnstraße in Gegenuhrzeigersinn ausgewiesen. | Schollenhof · Berlin-Tegel Schollenhof |
| Schollenweg (Lage)                     | 0650                         | Bezug zum Siedlungsnamen „Freie Scholle“                                                                                           | 4. Aug. 1930        | Die Straße liegt parallel zur Egidystraße zwischen Schollenhof und Moorweg auf der Trasse von Straße 100 in der Siedlung „Freie Scholle“. Als eine der ersten bebauten und besiedelten Straßen in der Eigenhauskolonie nimmt der Straßenname die Bedeutung von „bodenständig“ mit der eigenen Scholle auf. | Berlin-Tegel Schollenweg |
| Schulstraße (Lage)                     | 0150                         | Tegeler Gemeindeschule | um 1905             | Die Schule wurde zunächst gegenüber der Kirche gebaut wegen der steigenden Schülerzahlen jedoch 1889 an den neuen Standort an der Charlottenburger Straße verlegt, heute Treskowstraße. Zu dieser von deren westlicher Parallelstraße Medebacher Weg liegt die Schulstraße als Einbahnstraße. | Schulstraße |
| Schwarzer Weg (Lage)                   | 2050 + 1990                  | Schwarzer Weg, häufiger Name für Wege ohne besondere Ausstattung                                                                   | vor 1922            | Der Schwarze Weg zweigt nahe der Karolinenstraße von der Heiligenseestraße nach Süden ab. Zunächst ist es eine asphaltierte Waldstraße ohne Gehwege und ohne Kanalisation mit 30er-Zone und geht dann in eine Anliegerstraße über, hier befindet sich die Revierförsterei Tegel, ein Wildgehege und die Gerlachwiese. Hinter dem Freibad Tegelsee, das besser durch die verlängerte Dorndreherstraße von Konradshöhe erschlossen ist geht der Schwarze Weg in einen der 20 Berliner Hauptwanderweg über. Im weiteren Verlauf findet sich im Tegeler Forst die Dicke Marie, eine Stieleiche und einer der ältesten Berliner Bäume. Von hier führt auch die Autofähre zur Schul-Insel Scharfenberg im Tegeler See. Im Süden schließt der Schwarze Weg – unter diesem Namen – an die Scharfenberger Straße an. Im Berliner Adressbuch von 1918 noch nicht, aber im „Nachweiser für die Straßen Berlins“ von 1922 ist er namentlich ausgewiesen. Ursprünglich verlief der Schwarze Weg bis Karolinenstraße. 1955 wurde der Abschnitt zwischen Karolinenstraße und Kirschallee einbezogen und die Kirschallee in Heiligenseestraße umbenannt. Im LOR-Verzeichnis ist das Grundstück Nr. 80 aufgeführt. Auf dem Grundstück 45 liegt die Borsig-Villa Reiherwerder, die von der Akademie Auswärtiger Dienst genutzt wird. Von der Heiligenseestraße bis zum Restaurant „Toulouse du lac“ wird der Weg auch als Autozufahrt zur Villa Borsig, zu einigen Segelclubs und zum Restaurant genutzt. Am Schwarzen Weg liegt das Freibad Tegelsee und der Fähranleger zur Insel Scharfenberg. | Schwarzer Weg ab Konradshöhe nach Nord · Freibad Tegel · Dicke Marie |
| Seidelstraße (Lage)                    | 1210 (im Ortsteil)           | Gustav Adolph Ferdinand Seidel (1803–1884), Grundbesitzer, Stadtverordneter und Pächter des Berliner Leichenfuhrwesens             | um 1901             | Die Seidelstraße ist ein Teilstück der Hauptverbindung Tegels in die Innenstadt. Zwischen Bernhard-Lichtenberg-Platz und Otisstraße gehört sie insgesamt zum Ortsteil, bis zur A 111 gehören nur die südlichen Grundstücke zu Tegel. Die KGA Kleingartenfreunde und die Grundstücke 76/77 (fortlaufend) liegen zusammen mit dem westlichen Straßenteil in Reinickendorf. Zunächst nur die Fortsetzung der Berliner Straße südlich der Bernauer Straße bis in Höhe JVA wurde um 1906 die Tegeler Landstraße einbezogen. | Eingang zur JVA Tegel · Berlin-Tegel Seidelstraße |
| Selmer Pfad (Lage)                     | 0180                         | Selm, Stadt bei Unna, Nordrhein-Westfalen                                                                                          | 11. März 1937       | Die schmale Straße in der Siedlung Waldidyll wurde als Straße 131 trassiert. Sie liegt zwischen Sendener und Bocholter Weg. | Berlin-Tegel Selmer Pfad |
| Semmelweg (Lage)                       | 0400                         | Von Spandauer Bäckerjungen benutzter Weg durch die Jungfernheide                                                                   | vor 1905            | Er führt als Forststraße durch die Jungfernheide vom Bocholter Weg nahe Bernauer Straße am Wasserwerk Tegel als westliche Begrenzung der Siedlung Waldidyll nach Südwest zur Bernauer Straße in Höhe der Insel Reiswerder. Der Semmelweg ist ein bereits vor dem Anlegen der „Siedlung Waldidyll“ vorhandener durch den Tegeler Gemeindewald führender Verbindungsweg durch den Forst am Ostufer des Tegeler Sees. (vergleiche dazu den obigen Plan) | Berlin-Tegel Semmelweg |
| Sendener Weg (Lage)                    | 0720                         | Senden, Gemeinde im Münsterland, Kreis Coesfeld, Nordrhein-Westfalen                                                               | 11. März 1937       | Die schmale Straße überwiegend mit Einfamilienhäusern liegt zwischen Billerbecker und Bocholter Weg und gehört zur Siedlung Waldidyll. | Berlin-Tegel Sendener Weg |
| Seppenrader Weg (Lage)                 | 0160                         | Seppenrade, Ort im Münsterland, seit 1975 Ortsteil von Lüdinghausen, Nordrhein-Westfalen                                           | 11. März 1937       | Die Straße, als Straße 129 nach Bebauungsplan trassiert, liegt zwischen Selmer Pfad und Dattelner Weg in der Siedlung Waldidyll in Tegel-Süd. | Berlin-Tegel Seppenrader Weg |
| Singdrosselsteig (Lage)                | 0330                         | Singdrossel, Singvogelart | 15. Okt. 2011       | Die Straße liegt im Knick zwischen An der Mäckeritzbrücke gegenüber Straße C und der Ortsteilgrenze zu Siemensstadt am Nordufer des Berlin-Spandauer Schifffahrtskanals. Von der Ecke an der Siedlung Beusselsche Erben liegen zwei etwa gleich lange Abschnitte nach Westen und Süden. Der Straße sind vier Grundstücke zugeordnet: 1, 3, 4 (Kita) und 20 (KGA ‚Fabiansche Erben‘). Die Zuordnung von 3 (Siedlung Eigenland) und 4 (Siedlungen Beusselsche, Albrecht'sche und Köppen'sche Erben) wurde jedoch durch die Widmung des Alten Wiesenwegs und die Umparzellierung beeinflusst. Die Straße umschließt die Grundstücke der Straße A der HOKA-Siedlung. | Singdrosselsteig von An der Mäckeritzbrücke nach Ost |
| Staffelder Weg (Lage)                  | 0130                         | Staffelde, Ort im Havelland, seit 2001 Stadtteil von Kremmen, Brandenburg                                                          | 10. Apr. 1961       | Die Straße 183 des Bebauungsplans im Siedlungsgebiet am Havelmüllerweg liegt zwischen Tile-Brügge-Weg und Blesener Zeile (vor 1961: Straße 182). Bei der Bebauung dieses Areals im Tegeler Osten um 1961 wurde wohl die Straße 184 nicht genutzt. | Berlin-Tegel Staffelder Weg |
| Steilpfad (Lage)                       | 0260                         | Steilpfad, Landschaftsform passend zur Namenswahl der Nachbarstraßen                                                               | 4. Aug. 1930        | Die mit Mehrfamilienhäusern bebaute Einbahnstraße wurde als Straße 32 in der Siedlung „Freie Scholle“ projektiert, sie liegt zwischen Waidmannsluster Damm und Erholungsweg. | Berlin-Tegel Steilpfad |
| Sterkrader Straße (Lage)               | 0900                         | Sterkrade, seit 1929 Stadtteil von Oberhausen, Nordrhein-Westfalen                                                                 | 13. Juni 1936       | Die bereits vor 1900 hier zum Forst nördlich vom heutigen Flughafensee liegende Schöneberger Straße wurde durch Überbauung getrennt. Der südliche Abschnitt der bis in die Siedlung Waldidyll führte wurde 1936 in Anpassung zu den hier genutzten westfälischen Orten nach einem Ort mit Eisenhütte und Maschinenfabrik benannt. Sie liegt zwischen Betzdorfer Pfad und Biedenkopfer Straße, über den sie als Sackgasse bis zum Waldgebiet führt. | Berlin-Tegel Sterkrader Straße · Berlin-Tegel Sterkrader Straße |
| Stillachzeile (Lage)                   | 0160                         | Stillach, Quellfluss der Iller in den Allgäuer Hochalpen                                                                           | 26. Juli 1955       | Die Straße C im Gebiet der frei gebliebenen Tegeler Fläche der Borsigaue wurde 1955 angelegt und passend zur benachbarten Illerzeile benannt und bebaut. Die Straße mit den Grundstücken 1–7 (ungerade, südlich) und 2–8 (gerade, nördlich) liegt zwischen Ziekowstraße und Illerzeile. | Stillachzeile |
| Stockumer Straße (Lage)                | 0650                         | Stockum, seit 1929 Stadtteil von Witten im Ennepe-Ruhr-Kreis, Nordrhein-Westfalen                                                  | 18. Juli 1958       | Die Straße 379 wurde 1958 bebaut und liegt im Bogen zwischen Sterkrader- (im Westen) und Namslaustraße (im Norden). | Berlin-Tegel Stockumer Straße |
| Straße 22 (Lage)                       | 0340                         | verbliebene Nummerierung nach Bebauungsplan                                                                                        | vor 1930            | Die Straße 22 liegt nördlich der Bundesautobahn 111 zwischen Otisstraße und Flohrstraße und geht über letztere noch als Sackgasse weiter. Sie liegt im Gewerbegebiet. 1954 ist sie zwischen Innungsstraße (heute: Otisstraße) und durchgehend zur Holzhauser Straße angegeben | Straße 22, 2–10 |
| Straße 52 (Lage)                       | 0070                         | verbliebene Nummerierung nach Bebauungsplan                                                                                        | um 1930             | Die Straße 52 liegt in der Siedlung Freie Scholle als zwei Meter breiter Durchgang zwischen Egidystraße 43/45 und Schollenweg 34/36. Im Straßenverzeichnis Berlins ist die Straße 52 als „F“ (OKSTRA) und in der RBS-Klasse als „STRA“ geführt und im Straßenregister gewidmeter Straße als 5144 aufgenommen. Dieser Grundstücksdurchgang verkürzt die Querverbindung in der Siedlung: Straße 52, über den Schollen- zum Freilandweg und über den Allmende- in den Kampweg zum Osianderweg, jeweils 200 Meter nach Nord und Süd. | Straße 52 |
| Straße 53 (Lage)                       | 0040                         | verbliebene Nummerierung nach Bebauungsplan                                                                                        | um 1930             | Die Straße 53 liegt am Rand der Siedlung Freie Scholle von der Egidystraße 42/44 zur Ortsteilgrenze. Es ist ein neun Meter breiter ausgebauter Durchgang zum „Gartenverein Fließtal“. Diese Kleingartenanlage hat hierdurch den Zugang von Tegel aus, aber liegt (über die Ortsteilgrenze hinweg) mit der Fläche im Ortsteil Waidmannslust. Im Straßenverzeichnis Berlins ist die Straße 53 als „F“ (OKSTRA) und in der RBS-Klasse als „STRA“ unter der Nummer 5148 geführt. Die Straße 53 ist ohne zugeordnete Grundstücke eine unbefestigte und mit einer Schranke absperrbare Zufahrtsstraße zur KGA, von der Egidystraße ist über den Gehweg eine gepflasterte Grundstückzuführung gelegt. | Straße 53 |
| Straße 54 (Lage)                       | 0050                         | verbliebene Nummerierung nach Bebauungsplan                                                                                        | um 1930             | Die Straße 54 ist ein Fußweg in der Siedlung Freie Scholle am südlichen Ende der Egidystraße. Zur Rückseite des abschließenden Wohnhauses Erholungsweg 8/10/12 führt eine Treppe, von deren oberer Plattform am Grundstück Egidystraße 2/2a der Weg zum Waidmannsluster Steinbergpark führt, von dem eine kleine an den Weg anschließende Fläche (3350 m²) zu Tegel gehört. Im Straßenverzeichnis Berlins ist der Weg als „F“ (OKSTRA) und in der RBS-Klasse als „STRA“ als gewidmeteStraße (5151) aufgenommen. Der zwei Meter breite unbefestigte Fußweg ist auf Stadtplänen nicht als Straße 54 eingezeichnet und besitzt kein Straßenschild und keine zugeordneten Grundstücke. | Straße 54 |
| Straße 184 (Lage)                      | 0320                         | verbliebene Nummerierung nach Bebauungsplan                                                                                        | um 1937             | Die Straße 184 ist ein knapp fünf Meter breiter, befestigter Fußweg (OKSTRA-Klasse: F), der im Berliner Straßenverzeichnis unter 5242 mit der RBS-Klasse „STRA“ aufgeführt ist. Im LOR-Verzeichnis mit den Grundstücken 2–14 (gerade) ist er dem Plangebiet „Ziekowstraße/Freie Scholle“ zugeordnet. Er ist als kombinierter Fuß-/Radweg markiert. Die Auswahl nach FIS-Broker gibt den Fußweg entlang vom Nordgrabensüdufer hinter den Grundstücken Staffelder Weg 2–14 (gerade) an. Straße 184 ist der Weg zwischen den Kleingärten hinter den bebauten Grundstücken Staffelder Weg und dem Uferstreifen des Nordgrabens, er setzt den Havelmüllerweg von der Tile-Brügge-Straße zur Gorkistraße mit Anschluss über die Ortsteilgrenze zur ausgebauten Wittenauer Straße Am Nordgraben führt. Hier liegt zudem ein Abschnitt der Humboldt-Spur. 1954 ist die Straße 184 ebenfalls in südlicher Verlängerung des Havelmüllerwegs ab Tile-Brügge-Weg zur Gorkistraße am Ufer des Nordgrabens eingezeichnet, der Wittenauer Straßenzug fehlt hier liegen Kleingärten. Im Adressbuch 1943 ist die Straße 184 zwischen Havelmüllerweg und Dietrich-Eckard-Straße unbebaut aufgenommen. | Straße 184 |
| Straße A (HOKA III) (Lage)             | 0190                         | systematische Benennung in der Siemenssiedlung                                                                                     | 1937                | Die Straße A liegt in der HOKA-Siedlung III (nach Hohenzollernkanal) am Hohenzollernkanal östlich von An der Mäckeritzbrücke (vormals: Brückenweg). Die Zufahrt liegt am Buswendeplatz südlich am Kita-Gelände und Straße A führt 60 Meter nach Osten und biegt dann nach Süden, sie liegt auf dem Areal innerhalb der angrenzenden westlichen Grundstücke des Singdrosselsteigs. Eine Straße B wurde nicht angelegt, die Straße A ist im Adressbuch 1943 zwischen Brückenweg und Kanaldamm angegeben. Im Berliner Straßenregister ist sie als Privatstraße (OKSTRA: P) in der RBS-Klasse: STKG aufgenommen. | Berlin-Tegel Straße A |
| Straße C (HOKA III) (Lage)             | 0380                         | systematische Benennung in der Siemenssiedlung                                                                                     | 1937                | Die asphaltierte Straße C erschließt als Zufahrtsstraße zwischen An der Mäckeritzbrücke und Straße L die kurzen nach Süden gehenden Stichstraßen der Siedlung HOKA III. Die Grundstücke 30 und 32 gehören zur Straße C. Für 1943 ist die Lage zwischen Rohrdamm und Brückenweg angegeben, wobei die linke Seite als Laubengelände bezeichnet ist und die Grundstücke 2–28 existieren nicht. Im Berliner Straßenregister ist sie als Gemeindestraße (OKSTRA: G) in der RBS-Klasse: STKG aufgenommen. | Straße C vom beschrankten Zugang nach West · Berlin-Tegel Straße C Vereinshaus                                                                                             |
| Straße D (HOKA III) (Lage)             | 0100                         | systematische Benennung in der Siemenssiedlung                                                                                     | 1937                | Die Straße D mit den Grundstücken 1–12 (fortlaufend) ist die östlichste Stichstraße von der Straße C nach Süden zur KGA ‚Hohenzollernkanal‘ gehend in der Siedlung HOKA III. Im Adressbuch 1943 ist die KGA noch nicht enthalten, der Straßenlauf liegt zwischen Straße C und Kanaldamm. Im Berliner Straßenregister ist sie als Privatstraße (OKSTRA: P) in der RBS-Klasse: STKG aufgenommen. | Straße D in der HOKA III |
| Straße E (HOKA III) (Lage)             | 0100                         | systematische Benennung in der Siemenssiedlung                                                                                     | 1937                | Die Straße E mit den Grundstücken 1–12 (fortlaufend) ist eine Stichstraße von der Straße C nach Süden zur KGA ‚Hohenzollernkanal‘ gehend in der Siedlung HOKA III. Im Adressbuch 1943 ist die KGA noch nicht enthalten, der Straßenlauf liegt zwischen Straße C und Kanaldamm. Im Berliner Straßenregister ist sie als Privatstraße (OKSTRA: P) in der RBS-Klasse: STKG aufgenommen. | StraßeE |
| Straße F (HOKA III) (Lage)             | 0100                         | systematische Benennung in der Kolonie                                                                                             | 1937                | Die Straße F mit den Grundstücken 1–12 (fortlaufend) ist eine Stichstraße von der Straße C nach Süden zur KGA ‚Hohenzollernkanal‘ gehend in der Siedlung HOKA III. Im Adressbuch 1943 ist die KGA noch nicht enthalten, der Straßenlauf liegt zwischen Straße C und Kanaldamm. Im Berliner Straßenregister ist sie als Privatstraße (OKSTRA: P) in der RBS-Klasse: STKG aufgenommen. | Berlin-Tegel Straße F |
| Straße G (HOKA III) (Lage)             | 0100                         | systematische Benennung in der Siemenssiedlung                                                                                     | 1937                | Die Straße G mit den Grundstücken 1–12 (fortlaufend) ist eine Stichstraße von der Straße C nach Süden zur KGA ‚Hohenzollernkanal‘ gehend in der Siedlung HOKA III. Im Adressbuch 1943 ist die KGA noch nicht enthalten, der Straßenlauf liegt zwischen Straße C und Kanaldamm. Im Berliner Straßenregister ist sie als Privatstraße (OKSTRA: P) in der RBS-Klasse: STKG aufgenommen. | Berlin-Tegel Straße G |
| Straße H (HOKA III) (Lage)             | 0100                         | systematische Benennung in der Siemenssiedlung                                                                                     | 1937                | Die Straße H mit den Grundstücken 1–12 (fortlaufend) ist eine Stichstraße von der Straße C nach Süden zur KGA ‚Hohenzollernkanal‘ gehend in der Siedlung HOKA III. Im Adressbuch 1943 ist die KGA noch nicht enthalten, der Straßenlauf liegt zwischen Straße C und Kanaldamm. Im Berliner Straßenregister ist sie als Privatstraße (OKSTRA: P) in der RBS-Klasse: STKG aufgenommen. | Straße H |
| Straße J (HOKA III) (Lage)             | 0100                         | systematische Benennung in der Siemenssiedlung                                                                                     | 1937                | Die Straße J mit den Grundstücken 1–12 (fortlaufend) ist eine Stichstraße von der Straße C nach Süden zur KGA ‚Hohenzollernkanal‘ gehend in der Siedlung HOKA III. Im Adressbuch 1943 ist die KGA noch nicht enthalten, der Straßenlauf liegt zwischen Straße C und Kanaldamm. Im Berliner Straßenregister ist sie als Privatstraße (OKSTRA: P) in der RBS-Klasse: STKG aufgenommen. | Straße J mit Blick vom Südende |
| Straße K (HOKA III) (Lage)             | 0100                         | systematische Benennung in der Kolonie                                                                                             | 1937                | Die Straße K mit den Grundstücken 1–12 (fortlaufend) ist eine Stichstraße von der Straße C nach Süden zur KGA ‚Hohenzollernkanal‘ gehend in der Siedlung HOKA III. Im Adressbuch 1943 ist die KGA noch nicht enthalten, der Straßenlauf liegt zwischen Straße C und Kanaldamm und Rohrdamm. Im Berliner Straßenregister ist sie als Privatstraße (OKSTRA: P) in der RBS-Klasse: STKG aufgenommen. | Berlin-Tegel Straße K |
| Straße L (HOKA III) (Lage)             | 0810                         | systematische Benennung in der Siemenssiedlung                                                                                     | 1937                | Die asphaltierte Straße L mit den Grundstücken 2–13 (fortlaufend) und 28a liegt in der Siedlung HOKA III als Zufahrtsstraße zu den Stichstraßen nach Süden zwischen Bernauer Straße und Straße C. Am Ostende führt eine unbenannt und unbebaute Fläche nach Süden bis an die am Hohenzollernkanal entlang angeordneten Kleingärten. Im Adressbuch 1943 ist die KGA noch nicht enthalten, der Straßenlauf liegt zwischen Kanaldamm und Brückenweg, auf der rechten Seite über Straße C und D hinweg. Im Berliner Straßenregister ist sie als Gemeindestraße (OKSTRA: G) in der RBS-Klasse: STKG aufgenommen. | Berlin-Tegel Straße L · Berlin-Tegel Straße L |
| Straße M (HOKA III) (Lage)             | 0120                         | systematische Benennung in der Siemenssiedlung                                                                                     | 1937                | Die Straße M mit den Grundstücken 1–16 (fortlaufend) ist eine Stichstraße von der Straße L nach Süden zur KGA ‚Hohenzollernkanal‘ gehend in der Siedlung HOKA III. Im Adressbuch 1943 ist der Straßenlauf zwischen Straße L und Kanaldamm eingetragen. Im Berliner Straßenregister ist sie als Privatstraße (OKSTRA: P) in der RBS-Klasse: STKG aufgenommen. | Berlin-Tegel Straße M |
| Straße N (HOKA III) (Lage)             | 0120                         | systematische Benennung in der Siemenssiedlung                                                                                     | 1937                | Die Straße N mit den Grundstücken 1–16 (fortlaufend) ist eine Stichstraße von der Straße L nach Süden zur KGA ‚Hohenzollernkanal‘ gehend in der Siedlung HOKA III. Im Adressbuch 1943 ist der Straßenlauf zwischen Straße L und Kanaldamm eingetragen. Im Berliner Straßenregister ist sie als Privatstraße (OKSTRA: P) in der RBS-Klasse: STKG aufgenommen. | Berlin-Tegel Straße N |
| Straße O (HOKA III) (Lage)             | 0120                         | systematische Benennung in der Kolonie                                                                                             | 1937                | Die Straße O mit den Grundstücken 1–16 (fortlaufend) ist eine Stichstraße von der Straße L nach Süden zur KGA ‚Hohenzollernkanal‘ gehend in der Siedlung HOKA III. Im Adressbuch 1943 ist der Straßenlauf zwischen Straße L und Kanaldamm eingetragen. Im Berliner Straßenregister ist sie als Privatstraße (OKSTRA: P) in der RBS-Klasse: STKG aufgenommen. | Berlin-Tegel Straße O |
| Straße P (HOKA III) (Lage)             | 0120                         | systematische Benennung in der Siemenssiedlung                                                                                     | 1937                | Die Straße P mit den Grundstücken 1–16 (fortlaufend) ist eine Stichstraße von der Straße L nach Süden zur KGA ‚Hohenzollernkanal‘ gehend in der Siedlung HOKA III. Im Adressbuch 1943 ist der Straßenlauf zwischen Straße L und Kanaldamm eingetragen. Im Berliner Straßenregister ist sie als Privatstraße (OKSTRA: P) in der RBS-Klasse: STKG aufgenommen. | Berlin-Tegel Straße P |
| Straße Q (HOKA III) (Lage)             | 0080                         | systematische Benennung in der Siemenssiedlung                                                                                     | 1937                | Die Straße Q mit den Grundstücken 1–11 (ungerade) ist die westliche Stichstraße (nahe der Bernauer Straße) von der Straße L nach Norden zur Schießanlage der Bundeswehr gehend in der Siedlung HOKA III. Im Adressbuch 1943 ist die Straße Qu im Straßenlauf zwischen Forst und Kanaldamm eingetragen, auf der rechten Seite (2–12) sind Gärten. Im Berliner Straßenregister ist sie als Privatstraße (OKSTRA: P) in der RBS-Klasse: STKG aufgenommen. | Berlin-Tegel Straße Q |
| Straße R (HOKA IV) (Lage)              | 0540                         | systematische Benennung in der Siemenssiedlung                                                                                     | 1937                | Die Straße R mit den Grundstücken 1–51 (ungerade) auf der Nordseite der Straße und 2, 4, 4a und 52 an der Südseite an beiden Straßenenden ist zudem die Zufahrtsstraße in der Siedlung HOKA IV westlich der Bernauer Straße und ohne begehbaren Durchgang zu Im Saatwinkel. Die Grundstücke grenzen an den Wald der Jungfernheide südlich vom Maienwerderweg und der Sickerbeckenfläche. Im Adressbuch 1943 ist der Straßenlauf zwischen Gemarkung Saatwinkel und Bernauer Straße vermerkt, auf der linken Seite die bebauten Grundstücke 1–51 (ungerade) und rechts 2 und 4 gefolgt von Gärten eingetragen. Im Berliner Straßenregister ist sie als Privatstraße (OKSTRA: P) in der RBS-Klasse: STKG aufgenommen. | Berlin-Tegel Straße R |
| Straße S (HOKA IV) (Lage)              | 0060                         | systematische Benennung in der Kolonie                                                                                             | 1937                | Die Straße S mit den Grundstücken 1 und 3 in der Siedlung HOKA IV liegt zwischen Straße R und Straße T. Im Adressbuch 1943 ist der gleiche Straßenlauf zwischen Straße R und Straße T mit zwei Grundstücken eingetragen, auf der rechten Seite liegen Gärten. Im Berliner Straßenregister ist sie als Privatstraße (OKSTRA: P) in der RBS-Klasse: STKG aufgenommen. | Berlin-Tegel Straße S |
| Straße T (HOKA IV) (Lage)              | 0100                         | systematische Benennung in der Siemenssiedlung                                                                                     | 1937                | Die Straße T mit den Grundstücken 2–8 (gerade) in der Siedlung HOKA IV liegt zwischen Straße U und über die Straße S weiter, aber hat keinen Anschluss an die Bernauer Straße, jedoch liegen die Grundstücke bis an den Hohenzollernkanal heran, wobei allerdings die Ortsteilgrenze zu Siemensstadt 15 Meter von dessen Ufer entfernt ist. Im Adressbuch 1943 ist der Straßenlauf zwischen Straße U und Straße S weiter zur Bernauer Straße eingetragen, links Gärten und auf der rechten Seite (Richtung Bernauer Straße) mit den Wohnhäusern 2–8 (ungerade). Im Berliner Straßenregister ist sie als Privatstraße (OKSTRA: P) in der RBS-Klasse: STKG aufgenommen. | Berlin-Tegel Straße T |
| Straße U (HOKA IV) (Lage)              | 0080                         | systematische Benennung in der Siemenssiedlung                                                                                     | 1937                | Die Straße U mit den Grundstücken 2–8 (gerade) und 1–7 (ungerade) in der Siedlung HOKA IV liegt zwischen Straße R und Straße T. Im Adressbuch 1943 ist der Straßenlauf an der Straße R mit Wohnhäusern auf 1–7 (ungerade, links) und 2–8 (gerade, rechte Seite) eingetragen. Im Berliner Straßenregister ist sie als Privatstraße (OKSTRA: P) in der RBS-Klasse: STKG aufgenommen. | Berlin-Tegel Straße U |
| Straße V (HOKA IV) (Lage)              | 0080                         | systematische Benennung in der Siemenssiedlung                                                                                     | 1937                | Die Straße V mit den Grundstücken 2–8 (gerade) und 1–7 (ungerade) in der Siedlung HOKA IV liegt als südliche Stichstraße von Straße R bis an die KGA Hohenzollernkanal. Im Adressbuch 1943 ist der Straßenlauf an der Straße R mit Wohnhäusern auf 1–7 (ungerade, links) und 2–8 (gerade, rechte Seite) eingetragen. Im Berliner Straßenregister ist sie als Privatstraße (OKSTRA: P) in der RBS-Klasse: STKG aufgenommen. | Berlin-Tegel Straße V |
| Straße W (HOKA IV) (Lage)              | 0080                         | systematische Benennung in der Siemenssiedlung                                                                                     | 1937                | Die Straße W mit den Grundstücken 2–8 (gerade) und 1–7 (ungerade) in der Siedlung HOKA IV liegt als südliche Stichstraße von Straße R bis an die KGA Hohenzollernkanal. Im Adressbuch 1943 ist der Straßenlauf an der Straße R mit Wohnhäusern auf 1–7 (ungerade, links) und 2–8 (gerade, rechte Seite) eingetragen. Im Berliner Straßenregister ist sie als Privatstraße (OKSTRA: P) in der RBS-Klasse: STKG aufgenommen. | Berlin-Tegel Straße W |
| Straße X (HOKA IV) (Lage)              | 0070                         | systematische Benennung in der Siemenssiedlung                                                                                     | 1937                | Die Straße X mit den Grundstücken 2–8 (gerade) und 1–7 (ungerade) in der Siedlung HOKA IV liegt als südliche Stichstraße von Straße R bis an die KGA Hohenzollernkanal. Im Adressbuch 1943 ist der Straßenlauf an der Straße R mit Wohnhäusern auf 1–7 (ungerade, links) und 2–8 (gerade, rechte Seite) eingetragen. Im Berliner Straßenregister ist sie als Privatstraße (OKSTRA: P) in der RBS-Klasse: STKG aufgenommen. | Berlin-Tegel Straße X |
| Straße Y (HOKA IV) (Lage)              | 0070                         | systematische Benennung in der Siemenssiedlung                                                                                     | 1937                | Die Straße Y mit den Grundstücken 2–8 (gerade) und 1–7 (ungerade) in der Siedlung HOKA IV liegt zwischen Straße R und Straße Z. Im Adressbuch 1943 ist der Straßenlauf ebenfalls zwischen Straße R und Straße Z mit Wohnhäusern auf 1–7 (ungerade, links) und 2–8 (gerade, rechte Seite) eingetragen. Im Berliner Straßenregister ist sie als Privatstraße (OKSTRA: P) in der RBS-Klasse: STKG aufgenommen. | Berlin-Tegel Straße Y |
| Straße Z (HOKA IV) (Lage)              | 0090                         | systematische Benennung in der Siemenssiedlung                                                                                     | 1937                | Die Straße Z mit den Grundstücken 2–12 (gerade) an der Südseite in der Siedlung HOKA IV wird von der Straße Y erschlossen. Hier reichen die Grundstücke bis an die Ortsteilgrenze, die 15 Meter vom Ufer des Hohenzollernkanals entfernt liegt. Im Adressbuch 1943 ist der Straßenlauf an der Straße Y mit Wohnhäusern auf 2–12 (gerade, rechte Seite) eingetragen, links liegen Gärten. Im Berliner Straßenregister ist sie als Privatstraße (OKSTRA: P) in der RBS-Klasse: STKG aufgenommen. | Berlin-Tegel Straße Z |
| Stubbichtweg ()                        | 0080                         | Stubbichtland, alte Flurbezeichnung                                                                                                | 16. Okt. 1956       | Die Sackgasse hieß zuvor Straße D. Sie geht vom Erholungsweg ab. | Berlin-Tegel Stubbichtweg |
| Talsandweg (Lage)                      | 0270                         | Talsand, geologische Bezeichnung für verdichtete Bodenrückstände aus der Eiszeit.                                                  | 6. Aug. 1937        | Die Straße führt vom Waidmannsluster Damm über den Erholungsweg und endet als 60 Meter lange Sackgasse mit Wendehammer. Anfang der 1950er Jahre war dieser fortsetzende Abschnitt an der Südseite des noch unbebauten Erholungswegs als Straße B in Richtung zur Bahnstrecke trassiert worden. Da diese nicht ausgebaut wurde der Abschnitt am 16. Oktober 1956 in den Talsandweg einbezogen. | Berlin-Tegel Talsandweg |
| Tile-Brügge-Weg (Lage)                 | 0850                         | Tile (Tyle) Brügge (14./15. Jahrhundert), mit dem Gut Reinickendorf belehnter Stadtschulze von Berlin                              | 4. Juli 1934        | Die Straße wurde um 1915 als Steinbergstraße angelegt und bebaut. Sie liegt zwischen Havelmüllerweg und Eschachstraße, ab An der Oberrealschule als Sackgasse. 1945/1946 wurde der Vorschlag auf Otto-Haase-Straße unterbreitet, dieser wurde aber nicht amtlich übernommen. | 1920: Eingang in die Kleinhaussiedlung am Steinberg von der heutigen Straße An der Heide aus · Berlin-Tegel Tile-Brügge-Weg · Berlin-Tegel Hoffnungskirche Tile-Brügge-Weg |
| Titusweg (Lage)                        | 0480                         | Titus, Schüler des Apostels Paulus, erster Bischof von Kreta und Heiliger der Katholischen Kirche                                  | 4. Aug. 1930        | Die Straße wurde von der „St. Joseph Spar- und Siedlungsgesellschaft“ angelegt und bebaut. Sie liegt zwischen Waidmannsluster Damm und Moorweg. Im Adressbuch von 1930 sind die Straßen 21-30 im Areal zwischen Hermsdorfer Straße, Fließ und Feldmark als „Siedlung St. Joseph“ zusammengefasst. Beim Verlegen des Waidmannsluster Damms im Zusammenhang mit dem Autobahnbau wurde der Abschnitt zwischen alter und neuer Führung am 1. Juli 1976 in die Ziekowstraße einbezogen. | Berlin-Tegel Titusweg |
| Treskowstraße (Lage)                   | 0420                         | Otto von Treskow (1756–1825), preußischer Manufakturbesitzer, Großkaufmann und Gutsbesitzer                                        | um 1907             | Die bereits vor 1898 angelegte Charlottenburger Straße wurde durch den Ausbau der Borsig-Werke geteilt. Der nördliche Teil erhielt daraufhin um 1907 den neuen Namen. Sie liegt zwischen Alt-Tegel und Veitstraße. | Treskowstraße · Berlin-Tegel Treskowstraße |
| Uferweg Neheimer Straße (Lage)         | 0470                         | am Ufer des Tegeler Sees entlang von der Neheimer Straße abgehend                                                                  | nach 1970           | Von der Neheimer Straße an der Brücke über die Zufahrt des ehemaligen Gaswerkshafens führt Fußweg zum Gänsewerder und am Ufer des Tegeler Sees entlang zu Grundstücken der dort ansässigen Wassersport- und Anglervereine. Nördlich und westlich um das Wasserwerk herum erreicht er die Bernauer Straße südlich vom Wasserskigebiet. | Uferweg Neheimer Straße |
| Veitstraße (Lage)                      | 0880                         | Johann Friedrich Veit (verst. nach 1880), Fuhrwerksunternehmer                                                                     | um 1880             | Die Straße liegt zwischen Buddestraße und Eisenhammerweg quer durch Tegel, sie ist bereits mit Häusern 1900 bebaut. Die Veit’sche Omnibuslinie, eigentlich nur für den Ausflugsverkehr eingerichtet, war die erste Verkehrsverbindung nach Berlin. An der Veitstraße / Ecke Berliner Straße befindet sich das Feuerwehrmuseum. Der hier stehende Hubschrauber ist der erste „Rettungsheli“ in West-berlin, der wegen des Viermächtestatus noch unter US-Flagge flog. | Veitstraße |
| Virgiliusstraße (Lage)                 | 0040                         | Virgilius von Salzburg (um 700–784), irischer Geistlicher, Bischof der Diözese Salzburg                                            | 4. Aug. 1930        | Die kurze Straße, laut Bebauungsplan als Straße 30 ausgewiesen, geht in der „Siedlung St. Joseph“ nordwärts vom Moorweg zum Landschaftsschutzgebiet Tegeler Fließtal ab. Im Adressbuch von 1930 sind die Straßen 21–30 zwischen Hermsdorfer Straße, Fließ und Feldmark als „Siedlung St. Joseph“ zusammengefasst. Der Virgiliusstraße sind keine Grundstücke zugeordnet. An der kurzen Straße steht lediglich ein Wohnhaus des Moorwegs. Sie ist für den öffentlichen Verkehr gesperrt und lediglich Zugang vom Moorweg zum Barnimer Dörferweg, der hier südlich am Tegeler Fließ verläuft. Im Berliner Straßenverzeichnis ist sie in der RBS-Klasse „STRA“, aber im OKSTRA als F. | Berlin-Tegel Virgiliusstraße |
| Vor den Toren (Lage)                   | 0690                         | Führung durch die KGA ‚Vor den Toren‘                                                                                              | 15. Okt. 2011       | Die Straße liegt östlich vom Mäckeritzgraben. Mit der Umwidmung von Kolonien auf den Mäckeritzwiesen zu Siedlungen wurde der vormalige Hauptweg zu einer gewidmeten Straße erhoben. Ein Anlass waren die Planungen zur Nachnutzung für den Flughafen. Im Übrigen wurde die Zuordnung der hier gelegenen Parzellen über Anlagennamen zu „Zufahrt zum Flughafen Tegel“ aufgehoben. Dies entspricht der Forderung nach adresskodierbaren Angaben durch die Einführung eines computergestützten Systems. Die Straße verbindet in Ost-West-Lage die (ebenfalls neu benannten) Straßen Am Hohenzollernkanal und Mecklenburgweg. Die Straße führt mit dem östlichen 460 Metern durch die KGA ‚Vor den Toren I‘ (Vor den Toren 10) und führt im weiteren Verlauf zwischen dem Südrand der KGA ‚Neuland I‘ (Vor den Toren 50) und dem etwa drei Hektar großen LSG (Mäckeritzwiesen) hindurch. Vor den Toren ist als Privatstraße (OKSTRA-Klasse P) und nach RBS-Klasse als STRA benannt, damit liegt die Zuständigkeit bei den Anliegern, aber die Ausstattung nach Breite und Ausgestaltung ist die einer Stadtstraße. Die geeignete Breite der Straße ist bereits vorhanden. | Straße Vor den Toren in Richtung Osten mit dem Verlauf durch die KGA Vor den Toren                                                                                         |
| Wachstraße (Lage)                      | 0140                         | Karl Wilhelm Wach (1787–1845), königlicher Hofmaler                                                                                | 26. Juli 1955       | Die Stichstraße nördlich von der von Holwedestraße auf der Trasse von Straße 147 gehört zum Gelände des vormaligen Schlossbezirks Tegel. | Wachstraße |
| Waidmannsluster Damm (Lage)            | 1740 (im Ortsteil)           | Waidmannslust, westlich angrenzender Ortsteil im Bezirk Reinickendorf                                                              | 6. Aug. 1937        | Der Waidmannsluster Damm gehört mit den Grundstücken 1–79 (ungerade) und 10–80 (gerade) zwischen Karolinenstraße und Steinbergpark und Egidystraße im Ortsteil und setzt sich nach Osten in Waidmannslust zum Oraniendamm fort. Im Ortsteil befindet sich die Anschlussstelle Waidmannsluster Damm der A111, nördlich des Tunnels Tegel. Der alte Weg nach Hermsdorf in dieser Trasse wurde seit 1902 Hermsdorfer Straße, wohl nach dem Ausbau, und 1937 zusammen mit der nach der Gemarkungsgrenze Tegels folgenden Waidmannstraße umbenannt. Die Straße verlief am westlichen Ende bis zum Bau der A 111 in den 1970er Jahren zur Berliner Straße / Mündung von Alt-Tegel und kreuzte die Industriebahn zum Hafen und die Kremmener Bahn. Mit dem Bau der Autobahn lag der Damm im Bereich des Autobahntunnels Ortskern und wurde weiter nördlich zur Karolinenstraße geführt. Am 1. Oktober 1977 erhielt der durch die Autobahn getrennte westliche Abschnitt den Namen Bernstorffstraße, der östliche Teil den Namen Wilhelm-Blume-Allee. | Berlin-Tegel Waidmannsluster Damm · Berlin-Tegel Waidmannsluster Damm |
| Weidenauer Weg (Lage)                  | 0190                         | Weidenau, 1937 Gemeinde im Tal von Sieg und Ferndorf, heute Stadtteil von Siegen, Nordrhein-Westfalen                              | 11. März 1937       | Die Straße in der Siedlung Waldidyll liegt zwischen Sterckrader und Kreuztaler Weg. | Berlin-Tegel Weidenauer Weg |
| Werdohler Weg (Lage)                   | 0670                         | Werdohl, Stadt an der Lenne im Sauerland, Nordrhein-Westfalen                                                                      | 11. März 1937       | Die Straße in der Siedlung Waldidyll liegt zwischen Neubausiedlung Lichtweg und Attendorner Weg, sie endet vor der KGA Aschenberg. | Berlin-Tegel Werdohler Weg · Berlin-Tegel Werdohler Weg |
| Westiger Pfad (Lage)                   | 0200                         | Westig, 1937 selbständige Gemeinde im Sauerland, heute Ortsteil von Hemer, Nordrhein-Westfalen.                                    | 11. März 1937       | Als Straße 120 trassiert liegt sie zwischen Ascheberger und Werdohler Weg in der Siedlung Waldidyll. | Berlin-Tegel Westiger Pfad |
| Wickeder Straße (Lage)                 | 0140                         | Wickede, Gemeinde im Ruhrtal am Rande des Sauerlands, Nordrhein-Westfalen                                                          | 18. Juli 1958       | Als Straße 380 im Bebauungsplan trassiert liegt sie in Tegel-Süd und geht östlich von der Stockumer Straße ab in Richtung Berliner Straße geht aber zu dieser nicht durch. | Berlin-Tegel Wickeder Straße |
| Wilhelm-Blume-Allee (Lage)             | 0560                         | Wilhelm Blume (1884–1970), Pädagoge, lehrte am Humboldt-Gymnasium Tegel                                                            | 1. Okt. 1977        | Die Straße mit den Grundstücken 3, 4, 6, 10 und 11 liegt zwischen Waidmannsluster Damm, Ziekowstraße und Hatzfeldtallee, ab Ziekowstraße jedoch als Sackgasse und nach der Brücke über den Nordgraben durch die beiden Teile des Friedhofs Tegel bis an die Grünfläche über dem Tunnel Ortskern Tegel. Sie liegt auf der alten Trasse des Waidmannsluster Damms zu Alt-Tegel. Da deren Trasse beim Bau der Stadtautobahn weiter nördlich zur Karolinenstraße geführt wurde erhielt 1977 der Abschnitt den Namen Wilhelm-Blume-Allee. | Städtischer Friedhof Tegel · Berlin-Tegel Wilhelm-Blume-Allee |
| Wilkestraße (Lage)                     | 0100                         | Johann August Friedrich Wilke (1811–1874), Bauer, Kommunalpolitiker                                                                | vor 1898            | Die gepflasterte Straße geht vom Westende der Straße Am Tegeler Hafen nach beiden Seiten als Sackgasse ab. Im Bebauungsplan ist sie als Straße 6 trassiert. Einerseits endet sie in der Tiefgarage am Wohnblock 17–23 vor dem Tegeler Hafen und im Süden an einem Gehweg mit Feuerwehrzufahrt und freier Fahrt zu Grundstücken an der Verlängerung von Alt-Tegel westlich der Kirche. Kleine Straße mit einem Hochhaus aus den frühen 1970er Jahren. | Wilkestraße |
| Wittestraße (Lage)                     | 1230 (im Ortsteil)           | Peter Witte (1822–1902), Landwirt und Politiker                                                                                    | vor 1897            | Die Straße gehört mit den Grundstücken 16–50 in Hufeisennummerierung zwischen Berliner und Otisstraße zu Tegel und setzt sich nach Reinickendorf fort. Sie führt durch ein großes Gewerbegebiet. Die Wittestraße wurde zwischen 1889 und 1897 noch zu Peter Wittes Lebzeiten benannt. Am 1. April 1969 wurde die Straße 444 und ein Teil der Waldstraße in Reinickendorf einbezogen. An der Wittestraße liegt der russisch-orthodoxe Friedhof. | Eingang zum Russischen Friedhof · Berlin-Tegel Wittestraße |
| Ziekowstraße (Lage)                    | 1010 (im Ortsteil)           | Carl Friedrich August Ziekow (1832–1887), Lehn- und Gerichtsschulze in Tegel                                                       | um 1913             | Die Straße mit den Grundstücken 16–50 fortlaufend zwischen Waidmannsluster Damm und Altenhofer Weg liegt in Tegel und setzt sich südlich der Trettachzeile ein kurzes Stück in Borsigwalde fort, wobei zu diesem zwischen Trettachzeile und Altenhofer Weg das Straßenland und die Westseite der Straße gehören. Nach Bebauungsplan Straße 2 wurde am 1. Juli 1976 der Teil des Tituswegs zwischen dem alten und neuen Verlauf des Waidmannsluster Dammes einbezogen. 1945/1946 trug die Straße kurzzeitig den Namen Paul-Gehrt-Straße, der jedoch nicht amtlich bestätigt wurde. Zwischen Hatzfeldtallee und Stillachzeile besitzt die Straße zwei, von einem beparkten Grünstreifen, getrennte Richtungsfahrbahnen jeweils beidseits baumbestanden, von der Gorkistraße nordwärts zum Waidmannsluster Damm gehört sie zum Hauptstraßensystem. | Ziekowstraße · Berlin-Tegel Ziekowstraße |
| Zufahrt zum Flughafen Tegel (Lage)     | 0780                         | Flughafen Tegel | 1974                | Die Zufahrtstraße zu den Terminals des ehemaligen Flughafens Tegel führt mit getrennten Richtungsfahrbahnen von und zum Saatwinkler Damm. Vom Saatwinkler Damm aus gesehen überquert sie zunächst auf der General-Ganeval-Brücke den Berlin-Spandauer Schifffahrtskanal. Es folgen kreuzungsfreie Anschlüsse zu ehemaligen Funktionsgebäuden des Flughafens. Die anschließende Rollbahnunterquerung wurde 2023 abgerissen. Gemäß den aktuellen Planungen wird die Straße auch die Hauptzufahrt des geplanten Industrie- und Forschungsparks auf dem ehemaligen Flughafengelände. Die 1974 eröffnete Straße hat keinen Straßennamen im eigentlichen Sinne und auch kein Straßenschild; ihr sind bisher auch keine Grundstücke oder Postadressen zugeordnet. | -\| |

## Ehemalige und nicht ausgeführte Straßen
Johanna-Weiher-Straße für Alt-Tegel, Paul-Gehrt-Straße für Ziekowstraße, Otto-Haase-Straße für Tile-Brügge-Weg wurden in der unmittelbaren Nachkriegszeit 1945/1946 als Umbenennungen vorgesehen, aber nicht amtlich bestätigt.
| Vormals                    | von           | bis           | umbenannt in                                   | Namensherkunft | Anmerkungen |
| -------------------------- | ------------- | ------------- | ---------------------------------------------- | --- | --- |
| Am Bahnhofsplatz           | um 1907       | 1. Apr. 1961  | → Am Buddeplatz                                | Platz vor dem Bahnhof Tegel | 1891 wurde die Eisenbahnstrecke zwischen Schönholz und Kremmen eingeweiht. Die Straße ist im Berliner Adressbuch von 1907 namentlich ausgewiesen. |
| August-Müller-Straße       | um 1906       | 18. Sep. 1934 | → Dietrich-Eckart-Straße                       | August Müller (verstorben nach 1905), Gastwirt, Grundbesitzer, Schulze in Lübars                                                 | Der Dalldorfer Weg wurde im Bereich zwischen Berliner Straße und Kremmener Bahn zunächst nach einer lokalen Persönlichkeit benannt, das verbliebene Stück jenseits der Bahnlinie zur Gemarkungsgrenze hieß Wittenauer Weg teilweise auch Wittenauer Straße und die über die Ortsgrenze gehende Fortsetzung als Tegeler Weg. 1934 erfolgte die Umbenennung nach einem Anhänger des NS-Regimes als Dietrich-Eckart-Straße, bevor 1947 die Namensvergabe als → Gorkistraße erfolgte. |
| Bahnhofstraße              | vor 1898      | 4. Apr. 1961  | → Grußdorfstraße                               | Benennung nach dem 1877 eingerichteten Haltepunkt an der Kremmener Bahn, der 1899 als Bahnhof ausgebaut wurde                    | Die Straße verband die Berliner Straße mit dem Bahnhofszugang. jedoch wurde sie 1961 umbenannt, da nach und nach die mehrdeutigen Straßennamen beseitigt wurden, die dadurch entstanden waren, dass 1920 manche Straßennamen bei der Bildung von Groß-Berlin in verschiedenen eingemeindeten Ortsteilen gleich waren. |
| Biskupitzer Weg            | vor 1922      | 6. Aug. 1937  | → Liesborner Weg                               | Biskupitz, oberschlesische Gemeinde, 1927 wurde Biskupitz-Borsigwerk in den Stadtkreis Hindenburg O.S. eingemeindet (Geschichte) | Die Straße wurde zwischen 1918 und 1922 westlich vom Eisenhammerweg (heute Neheimer Straße) projektiert und angelegt. Im Adressbuch 1937 ist sie nicht aufgeführt, 1938 ist sie teilweise bebaut und unter dem umbenannt Namen aufgeführt. Borsig-Kokswerke A. G. Hindenburg (Zaklady Koksownicze „Borsig“ S.A. Zabrze) |
| Borsigstraße               | um 1900       | um 1921       | überbaut                                       | August Borsig (1804–1854), Gründer der Borsigwerke                                                                               | Die Borsigstraße lag zwischen Spandauer Straße (heute: Eisenhammerweg) zur Berliner Straße. Die Straße fiel wegen der Bebauung des Terrains fort. Ihre Verlängerung war damals die Gaswerkstraße (seit 1910 Ernststraße). Auf jenem Gelände des Gaswerks sind Industriebetriebe wie Thyssen und Borsig angesiedelt worden. |
| Charlottenburger Straße    | vor 1898      | 1936          | → Beckumer Straße                              | Straße zum südlichen Nachbarort Charlottenburg                                                                                   | Im Jahr 1898 wurde die Straße durch den Bau der Borsigwerke unterbrochen. Um 1907 wurde der nördliche Rest in → Treskowstraße umbenannt. Der südliche Abschnitt verblieb seit 1905 als Charlottenburger Straße und 1936 in umbenannt. |
| Dalldorfer Weg             | vor 1898      | um 1906       | → August-Müller-Straße                         | Straße zum östlichen Nachbarort Dalldorf (früherer Name von Wittenau)                                                            | Der Dalldorfer Weg verlief ursprünglich von der Berliner Straße (Alt-Tegel) zur Gemarkungsgrenze zu Dalldorf, wo er in den Tegeler Weg (Wittenau) überging. Ab 1906 wurde der Abschnitt zwischen Berliner Straße und Kremmener Bahn bebaut und 1909 und 1910 ist die gesamte Trasse bis zur Gemarkungsgrenze als August-Müller-Straße eingezeichnet. Ein Plan von 1911 nennt die Trasse von Kremmener Bahn bis Gemarkungsgrenze Wittenauer Weg, das Adressbuch gleichen Jahres jedoch Wittenauer Straße. Seit dem 31. Juli 1947 heißt der Weg → Gorkistraße. |
| Der Breite Weg Breiter Weg | vor 1905      | 11. März 1937 | → Kamener Weg                                  | Der Breite Weg verlief als alte Flurbezeichnung durch den Tegeler Gemeindewald                                                   | Beim Anlegen der „Siedlung Waldidyll“ wurde in dessen Trasse die projektierte Straße 118 ausgebaut und benannt. 1937 ist der Weg schon weitestgehend mit Häusern bebaut. |
| Dietrich-Eckart-Straße     | 18. Sep. 1934 | 31. Juli 1947 | → Gorkistraße                                  | Johann Dietrich Eckart (1868–1923), Journalist, Anhänger der NS-Bewegung. Er gilt als Begründer des sogenannten Führerkults.     | Die Straße wurde unter Einbeziehung von Wittenauer Straße mit den Grundstücken 1–155 (ungerade) und 2–156 (gerade) in Tegel und der Tegeler Straße in Wittenau mit den Grundstücken 157–227 (ungerade) 158–226 (gerade) im gesamten Straßenzug östlich der Berliner Straße neu benannt, wobei in den 1930er und 1940er Jahren Baustellen und Neubauten markiert sind. Im Rahmen der Entnazifizierung erfolgte 1947 die Umbenennung in Gorkistraße. |
| Dorfstraße                 | vor 1800      | um 1898       | → Hauptstraße                                  | Dorfkern Tegels | Die Straße bildet das Zentrum des alten Dorfs Tegel und wurde mit der Industrialisierung und dem Vorortstatus (wie in anderen Ortsteilen) zur „hauptsächlichen“ Straße. |
| Gaswerkstraße              | nach 1900     | 29. März 1939 | einbezogen → Ernststraße (vor 1903)            | Die Straße lag am Gaswerk Tegel                                                                                                  | Die Gaswerkstraße lag zwischen Berliner Straße und Bahntrasse. Auf Wittenauer Gebiet wurde 1903 die Verlängerte Gaswerkstraße eingerichtet, die um 1905 als Hempelstraße benannt wurde und 1913 als Neue Ernststraße, die 1939 in die Ernststraße einbezogen wurde. |
| Graf-Roedern-Korso         | um 1912       | 11. März 1937 | → Hatzfeldtallee                               | Siegfried von Roedern (1870–1954), Politiker, Staatssekretär des Ministeriums für Elsaß-Lothringen und des Reichsschatzamtes     | |
| Hauptstraße                | um 1899       | 6. Aug. 1937  | → Alt-Tegel                                    | Mit der Erweiterung des Straßennetzes wurde die Dorfstraße zur Hauptstraße                                                       | Zur Vermeidung von Mehrdeutigkeit wurden in Groß-Berlin die Haupt- und Dorfstraßen der eingemeindeten Orte durch den Vorsatz Alt- zum Ortsteilnamen umbenannt. |
| Hermsdorfer Weg            | um 1898       | um 1907       | auch Hermsdorf-Lübarser Weg Hermsdorfer Straße | Hermsdorf, nordöstlicher Nachbarort                                                                                              | Die Straße führte von der Kreuzung Berliner/Schloß-/Hauptstraße zur Gemarkungsgrenze nach Waidmannslust. Am 6. August 1937 wurde die Hermsdorfer Straße zusammen mit der Waidmannsluster Straße in → Waidmannsluster Damm umbenannt. |
| Herzogstraße               | vor 1922      | 1956          | eingezogen U-Bahn-Bau                          | vermutlich nach einer Person namens Herzog                                                                                       | Sie führte von der Kreuzung Berliner/Seidelstraße bis zur Kreuzung Seidel-/Scharnweberstraße. Sie kreuzte Dessin-, Flohr- und die heutige Otisstraße. Vorher Straße 21 ist sie im Berliner Adressbuch von 1918 noch nicht genannt. |
| Innungsstraße              | vor 1908      | 19. Juli 1956 | → Otisstraße                                   | Innung als eine Vereinigung von Handwerkern gleicher Gewerbezweige                                                               | Die Straße war im Bebauungsplan als Straße 19 trassiert. Die Namenswahl nimmt Bezug zur Schäferei, den die Charlottenburger Schlächterinnung hier besaß. Die Straße verlief zwischen der Seidelstraße in Tegel und der Miraustraße in Wittenau. Der schmale Durchgang an der Bahnstrecke nach Tegel ist nicht für Kraftfahrzeuge geeignet, weshalb der Wittenauer Abschnitt in Borsigwalde in die Soltaustraße gelegt war und der Teltower Teil an der Wittestraße endete. 1943 ist der Abschnitt zwischen Seidelstraße durch die Kremmener Bahn und der Breitenbachstraße noch unbebaut. Der Teil der Straße im Ortsteil Tegel wurde am 19. Juli 1956 in Otisstraße umbenannt. |
| Kruppallee                 | um 1913       | 4. Sep. 1936  | → Biedenkopfer Straße                          | Hier lagen Grundstücke der Friedr. Krupp Aktien-Gesellschaft, Straße benannt nach dem Unternehmer Alfred Krupp (1812–1877),      | Die Straße ist zwischen Berliner und Spandauer Straße ausgewiesen, wobei sie die Charlottenburger und Schöneberger Straße kreuzt. 1927 ist sie außer dem bestehenden Mehrfamilienhaus Nummer 1 an der Ecke Berliner Straße mit „Baustellen“ (d. h. vergeben aber unbebaut) eingetragen. |
| Jachthafenpromenade        | vor 1934      | vor 1953      | → Greenwichpromenade seit 1966                 | Yachthafen am Tegeler See | Die Jachthafenpromenade ist im Adressbuch 1936 zwischen Gabrielenstraße und Schwarzem Weg angegeben und verlief so am Ostufer des Tegeler Sees. Insbesondere ist das Grundstück der Segler-Vereinigung Tegel benannt. Mit dem Bau des Hafendamms für den Borsighafen verlor der Weg als Promenade wohl den Hintergrund und die Uferstraße zwischen Alt-Tegel und Eisenhammerweg wurde bebaut. |
| Saatwinkler Chaussee       | vor 1922      | 1. Jan. 1982  | → Im Saatwinkel                                | Seit 1858 gab es im Tegeler Forst die Ansiedlung Saatwinkel (heute eine Ortslage in Tegel, am Südufer des Tegeler Sees)          | Die Chaussee wurde zwischen 1918 und 1922 so benannt und ausgebaut, sie führte im Bezirk Spandau um Gartenfeld herum am Alten Berliner Schiffahrtskanal entlang und dann über die Saatwinkler Brücke am westlichen Rand der Siemenssiedlung auf Tegeler Gebiet. Hier schloss sie an den Maienwerderweg an und führte zur Ausflugsgaststätte Blumeshof am Südufer des Tegeler Sees. |
| Seegasse                   | vor 1898      | 6. Aug. 1937  | → Alt-Tegel                                    | Sie führte zum Tegeler See | Die Straße lag zwischen Dorf und See und wurde bei der Umbenennung der Hauptstraße zu Alt-Tegel mit einbezogen. |
| Spandauer Straße (1)       | um 1898       | 1937          | → Eisenhammerweg                               | Die Straße von Ortslage Tegel in Richtung Spandau lag am Ufer des Tegeler Sees.                                                  | Die Straße zwischen Bernauer Straße und Seegasse (Hauptstraße, Alt-Tegel) wurde durch die Borsigwerke und Wohnbauten in zwei Teile getrennt. Der südliche Teil des Eisenhammerwegs wurde 1961 in → Neheimer Straße umbenannt. |
| Spandauer Straße (2)       | vor 1905      | 20. Mai 1937  | → Holzhauser Straße                            | Die Straße von Wittenau nach Spandau führte durch den Süden des Ortsteils.                                                       | Östlich der Seidelstraße ging die Bernauer in die Spandauer Straße über und führte zur Hauptstraße (heute Alt-Reinickendorf) in Wittenau. 1937 wurde dieser Tegeler Abschnitt der Spandauer Straße zusammen mit dem Wittenauer und fortsetzenden Straßen in Wittenau in Holzhauser Straße umbenannt. |
| Steinbergstraße            | vor 1915      | 4. Juli 1934  | → Tile-Brügge-Weg                              | Dalldorfer Steinberg | Die Steinbergstraße ist frühzeitig von Alttegel nach Osten angelegt worden. Im Adressbuch 1925 ist sie zwischen Straße 1 und Gemarkung Borsigwalde aufgeführt, dabei kreuzen die Ziekow- und die Marzahnstraße, nach Norden gehen Straße 10, Straße 4, sowie Rosensteg und An der Heide. |
| Uferstraße Uferweg         | um 1899       | nach 1966     | → Eisenhammerweg                               | Die Straße führte am Ufer des Tegeler Sees entlang.                                                                              | Der Weg am Ufer ist nicht mit Grundstücken belegt gewesen er lag zwischen Veit- und Hafenstraße und erschließt Badeanstalten und Dampferanlegestelle. Mit der Städtepartnerschaft vom Bezirk Reinickendorf mit dem Londoner Bezirk Greenwich wurde dieser Uferweg als geeigneter Ort ausgewählt. Im Adressbuch 1943 sind Restaurant Strandschloß, Mehrfamilienhaus mit Nr. 1 und 2, Bootshaus, Gemeindehafen, Hafenverwaltungsgebäude der Behala, Strandpavillon und Anlagen benannt. |

## Sonstige Örtlichkeiten

### Kleingartenanlagen

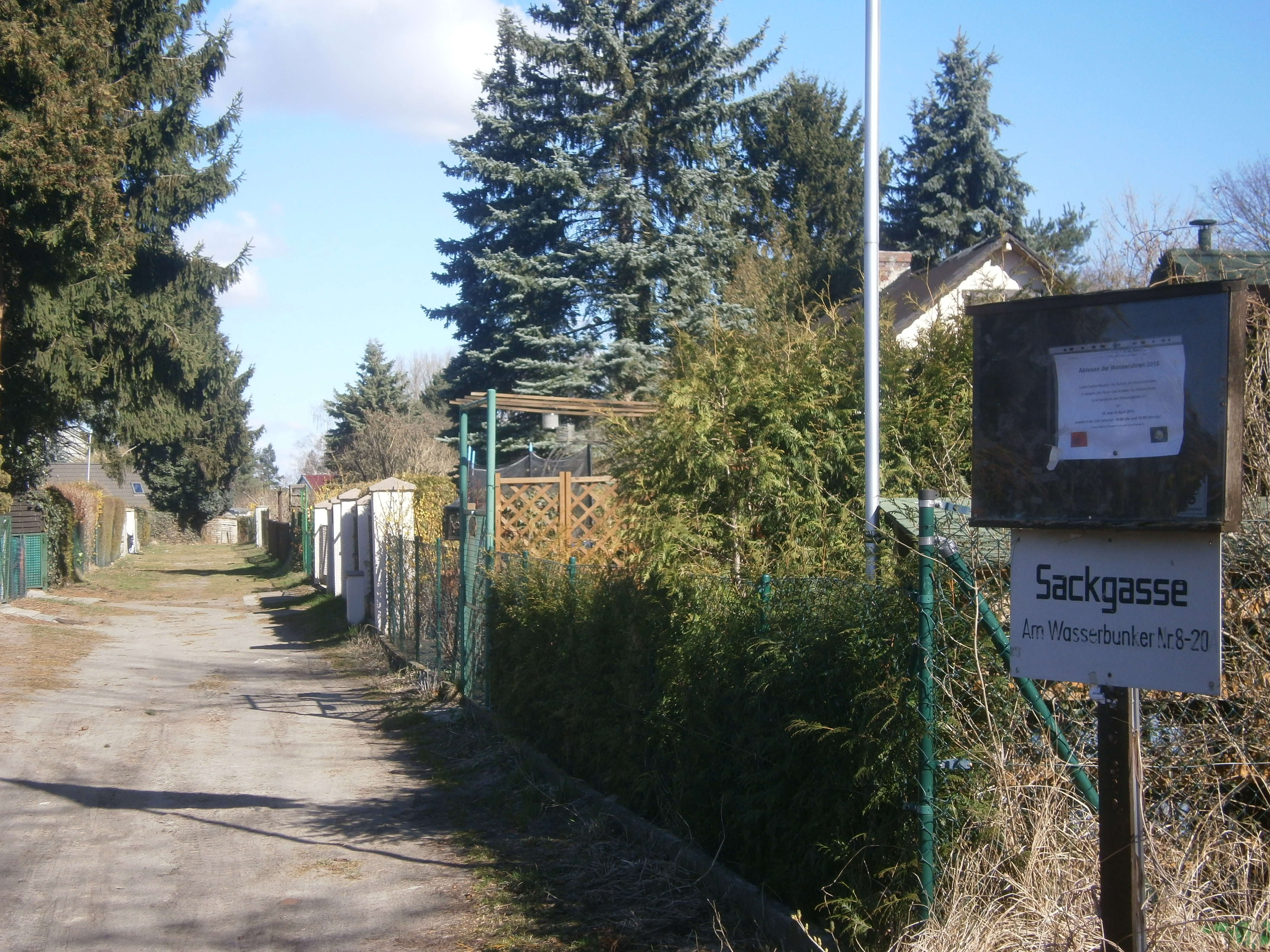
KGA ‚Am Wasserbunker‘ (Alter Wiesenweg 11) Zufahrt vom Kanalweg nach Norden

Die Kleingärten Berlins sind nach dem Kleingartenentwicklungsplan (KGEP) der Senatsverwaltung für Stadtentwicklung in unterschiedliche Sicherungsstufen eingeordnet. Neben dauerhaft gesicherten Anlagen sind einige nach Flächennutzungsplan (FNP) für andere Nutzung vorgesehen oder werden auf Wunsch der Anlieger zu Wohnsiedlungen umgewidmet. Die Koloniewege der Gartenanlagen sind ungewidmete Privatstraßen und in der obigen Liste nicht aufgenommen. Meist sind die Anlagen im Ganzen als postalische Objekte markiert. In der folgenden Liste sind die im Berliner Straßenverzeichnis angegebenen Schlüsselnummern (Regionales Bezugssystem, RBS) der aufgenommenen KGA aufgeführt. Einige Vereine sind im Kleingärtnerverband vertreten.
- Kleingartenverein ‚Am Brocken II‘: (Wittestraße 19–23, Lage): dauerhaft gesicherte Dauerkleingartenanlage[114] auf 9.271 m² mit 47 Parzellen auf landeseigenem Land, die für Gewerbeflächen vorgesehen sind (KGEP: 12001 – RBS 6129). Die KGA ist Mitglied im Bezirksverband Gruppe Reinickendorf.

- Kleingarten-Kolonie ‚Am Hohenzollernkanal‘ (Straße 4/Straße L, Lage): eine dauerhaft gesicherte Dauerkleingartenanlage[115] auf 50.330 m² mit 141 Parzellen auf landeseigenem Pachtland (KGEP: 12003 – RBS: 6145). Die Kleingärten in den Mäckeritzwiesen liegen am Hohenzollernkanal entlang in einem schmalen Streifen südlich der Siemenssiedlung HOKA. Die KGA ist Mitglied im Bezirksverband Gruppe Tegel-Süd. Als Adressen sind für die Anlage genannt: Bernauer Straße 180 (westlicher Teil), Bernauer Straße 175 und An der Mäckeritzbrücke 1 (östlicher Teil). Die Anlage ist vom Uferweg am Kanal zugänglich und schließt an den Südrand der Siemenssiedlung ohne Durchgang von dieser. Zudem gehört der als Fuß-, Rad- und Wanderweg genutzte (nördliche) Uferweg mit dem Uferbereich am Kanal zum Ortsteil Siemensstadt. Die Ortsteilgrenze liegt am Südrand der Kleingartenkolonie.

- Kleingartenverein ‚Am Waldessaum‘ (Seidelstraße 16–18 / Otisstraße 1, 13507, Lage): Diese KGA (KGEP 12010) liegt entlang der Seidelstraße zwischen Ortsteilgrenze, U-Bahntrasse und Flohrstraße und ist Mitglied im Bezirksverband Gruppe Reinickendorf. Auf 47.500 m² Landespachtland befinden sich 121 Parzellen, davon sieben mit Dauernutzern. Mit Status IIIa ist diese fiktive Kleingartenanlage[116] nur zeitlich gesichert (zunächst bis 2020), da sie nach Flächennutzungsplan als Bauland vorgesehen ist.

- Kleingarten-Verein ‚Am Wanderweg‘ (Bernauer Straße 7–15, Lage): eine dauerhaft gesicherte Kleingartenanlage[117] auf 8.992 m² landeseigenem Pachtland mit 24 Parzellen (KGEP: 12011). Die KGA ist Mitglied im Bezirksverband Gruppe Tegel-Süd.

- Kleingartenverein ‚Ascheberg‘ (Ascheberger Weg 7a, Lage): eine durch den FNP dauerhaft gesicherte Kleingartenanlage[115] auf 12.580 m² landeseigenem Pachtland mit 30 Parzellen (KGEP: 12013). Die KGA ist Mitglied. Der Name der im Bezirksverband Gruppe Tegel-Süd nimmt Bezug zum Ascheberger Weg, wo sie nördlich vom Flughafensee zwischen Attendorner und Finnentroper Weg liegt. Am Südrand der KGA befindet sich ein Tennisplatz.

- Kleingartenverein ‚Kirchengelände‘ (Titusweg, Lage): hoch gesicherte Kleingärten[118] auf 33.808 m² kirchlichem Pachtland mit 109 Parzellen (KGEP: 12039 – RBS: 6495). Die Anlage liegt zwischen Titusweg, Waidmannsluster Damm, Friedhof am Fließtal und Tegeler Fließ und gehört zum Bezirksverband Gruppe Tegel.

- Dauerkleingartenkolonie ‚Neuland I‘ (Vor den Toren 50, Lage) die dauerhaft gesicherten Kleingärten[115] liegen mit 57 Parzellen auf 17.477 m² landeseigenem Pachtland (KGEP: 12045). Die KGA liegt zwischen Feld I und Feld II der KGA ‚Vor den Toren‘ und ist von ‚Vor den Toren II‘ durch den Mecklenburgweg getrennt. Diese Kleingartenkolonie in den Mäckeritzwiesen wurde 1931 gegründet und die Parzellen sind mit Pflaumen-, Kirschen- und Apfelwegen erschlossen, die parallel zu Vor den Toren

- Kleingarten-Verein ‚Neuland II‘ (Alter Wiesenweg 127, Lage) die dauerhaft gesicherten Kleingärten[115] liegen mit 32 Parzellen auf 16.860 m² auf Landesland (KGEP: 12046). Die Anlage auf den Mäckeritzwiesen liegt östlich vom Mäckeritzgraben und zwischen Siedlung ‚Eigenheim‘ und Flughafengelände.

- KGA ‚Saatwinkel‘ (Im Saatwinkel, Lage), 64 Parzellen von dauerhaft gesicherten Kleingärten[115] auf 20.977 m² Landesland (KGEP: 12080 – RBS: 6660). Die Anlage liegt östlich der Straße Im Saatwinkel am Westende der HOKA-Siemenssiedlung im Südosten des Ortsteils.

- KGA ‚Saatwinkel-Wiese Nord‘ (Im Saatwinkel 9, Lage): auf 7.052 m² landeseigenem Land mit 30 Parzellen dauerhaft gesicherte Kleingartenanlage.[115] Die Anlage im Eigentum des Vereins[112] liegt westlich der Straße Im Saatwinkel am Westende der HOKA-Siemenssiedlung im Südosten des Ortsteils. (KGEP: 12051 – RBS: 9190)

- KGA ‚Saatwinkel-Wiese Süd‘ (Im Saatwinkel 5, Lage): 39 Parzellen von dauerhaft gesicherten Kleingärten[115] auf 10.170 m² landeseigenem Land, die Anlage im Eigentum des Vereins[112] liegt westlich der Straße Im Saatwinkel am Westende der HOKA-Siemenssiedlung im Südosten des Ortsteils. (KGEP: 12052 – RBS: 9191)

- Kleingärtner-Vereinsgruppe ‚von Humboldt‘ in der Verbandsgruppe Tegel (Ziekowstraße 162)
  - KGA ‚von Humboldt-Gabrielenstraße‘ (Gabrielenstraße 15–25, Lage) dauerhaft gesicherte Kleingartenanlage[115] auf 7.992 m² mit 17 Parzellen (KGEP: 12069 – RBS: 16149). Die Anlage liegt nahe dem Tegeler Hafen am Gabrielensteg.
  - KGA ‚von Humboldt-Havelmüller‘ (Havelmüllerweg 11a, Lage) : dauerhaft gesicherte Kleingärten,[115] 48.765 m², 128 Parzellen auf landeseigenem Pachtland (KGEP: 12067 – RBS: 6436). Diese Anlage liegt südlich der vormaligen Industriebahnstrecke im Bogen des Packereigrabens, der die Ortsteilgrenze bildet, gegenüber der Havelmüllerstraße. Ein Abschnitt der Kleingartenanlage liegt in Wittenau.
  - KGA ‚von Humboldt-Industriebahn‘ (Ziekowstraße 162, Lage): 123 Parzellen auf 46.724 m² dauerhaft gesichertem landeseigenem Pachtland[115] (KGEP: 12068 – RBS: 5935). Die Anlagenfläche liegt nördlich der Industriebahnstrecke 800 Meter in einer Breite von 70 Metern entlang. Die Stichstraßen der „Siedlung Freie Scholle“ südlich vom Erholungsweg enden an der Anlage.
  - KGA ‚von Humboldt-Sportplatz‘ (Ziekowstraße 142–160, Lage): dauerhaft gesicherte Kleingartenanlage,[115] 12.950 m², 46 Parzellen, landeseigenes Pachtland (KGEP: 12009). Die Anlage liegt südlich vom Packereigraben (vormalige Industriebahn) an der Ziekowstraße entlang, auch als „KGA Ziekowstraße“ benannt.

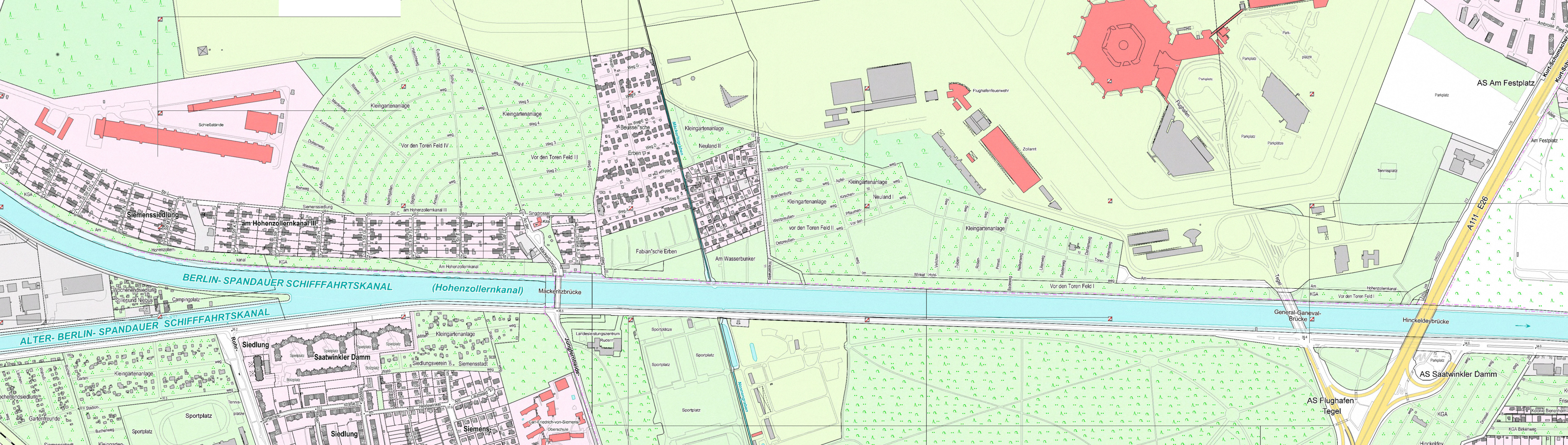
Lage der Kolonien auf den Mäckeritzwiesen

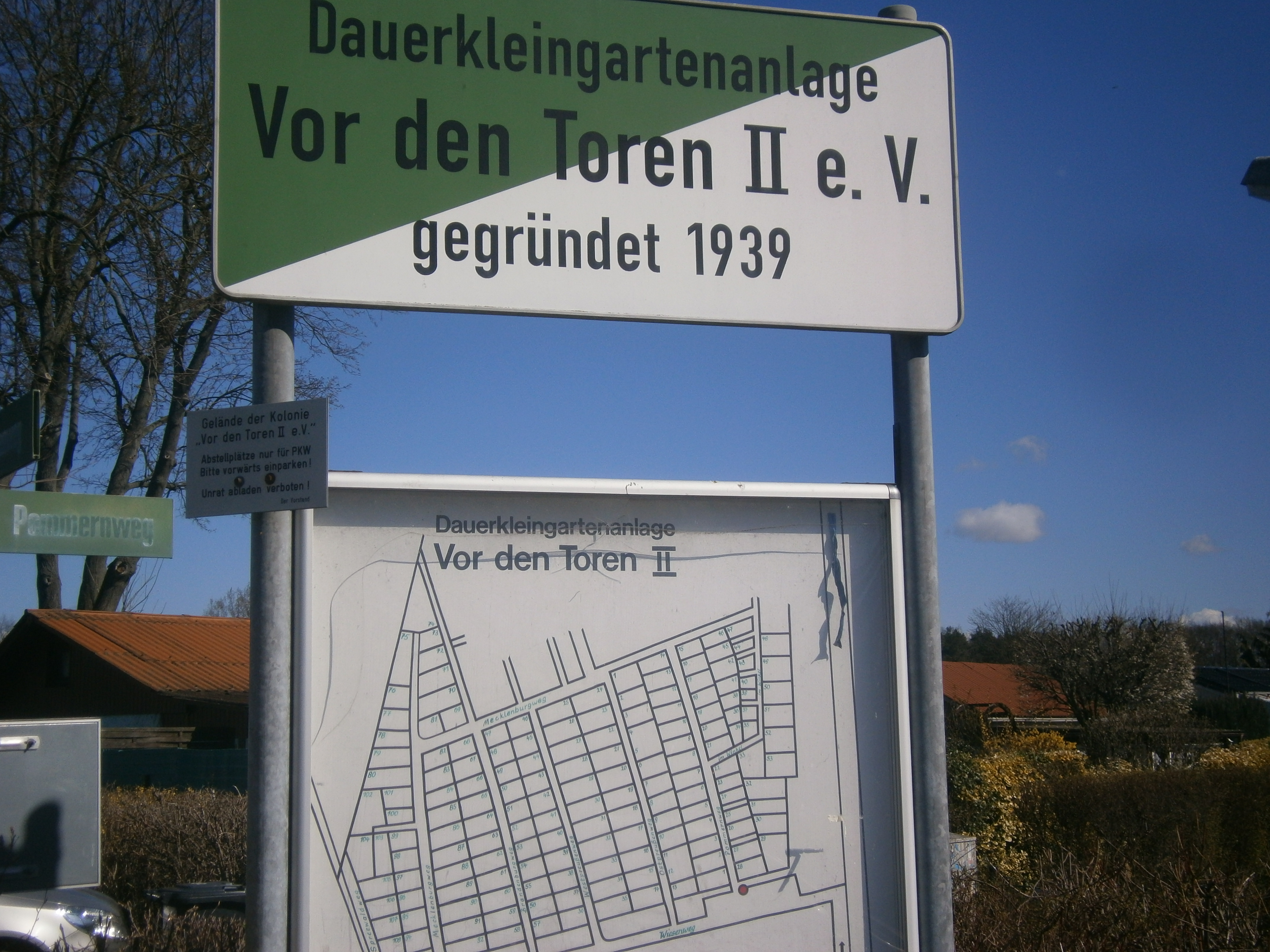
Kolonie Vor den Toren Feld II

- Dauer-Kleingartenverein ‚Vor den Toren I‘ (Vor den Toren 10, Lage): 246 Parzellen auf dauerhaft gesichertem Pachtland[115] von 116.980 m² (KGEP:12070) südlich vom Flughafengelände, nördlich am Hohenzollernkanal. Das Feld I der KGA befindet sich im Osten der Kleingartenfläche Mäckeritzwiesen am Kanal und im Norden begrenzt vom Luftfrachtzentrum. Begrenzt wird die Anlage im Süden nahe der Ortsteilgrenze vom Hohlweg, durch die Anlage führt der Hauptweg, die Parzellen werden (Ost nach West) vom Astern-, Dahlien-, Flieder-, Lilien-, Nelken-, Primel-, Rosen-, Tulpen-, Veilchenweg. Zur KGA ‚Vor den Toren Feld I‘ gehört der Kleingartenstreifen am Nordufer des Hohenzollernkanals entlang, der östlich vom Alten Wiesenweg zwischen Hohlweg und dem Kanal liegt, sowie jener südlich an der Straße Am Hohenzollernkanal zu beiden Seiten der General-Ganeval-Brücke bis an die Hinkeldeybrücke.

- Dauerkleingartenkolonie ‚Vor den Toren II‘ (Mecklenburgweg 15, Lage): dauerhaft gesicherte Kleingärten[115] mit 162 Parzellen auf 67.440 m² landeseigenem Pachtland (KGEP: 12071). Das Feld II schließt sich westlich an die Fläche der KGA Neuland I an und liegt östlich vom Alten Wiesenweg und im Norden und Osten vom Mecklenburgweg umgeben. Koloniewege erschließen die Parzellen (Süd nach Nord): Pommern-, Ostpreußen-, Westpreußen-, Brandenburg-, Mecklenburgweg. Diese Gartenkolonie wurde 1939 gegründet. Zur KGA ‚Vor den Toren Feld II‘ gehört auch ein Kleingartenstreifen am Nordufer des Hohenzollernkanals entlang, der östlich vom Alten Wiesenweg zwischen Im Winkel (südlich am Landschaftsschutzgebiet) und dem Kanal liegt. Der weiter östlich folgende Uferstreifen am Hohlweg gehört zum Feld I der KGA.

- Dauer-Kleingarten-Verein ‚Vor den Toren III‘ (An der Mäckeritzbrücke 8, Lage): nach dem Kleingartenentwicklungsplan (KGEP:12072) eine dauerhaft gesicherte Kleingartenanlage auf 67.129 m² mit 139 Parzellen.[115] Das Feld III liegt westlich der verlängerten Straße An der Mäckeritzbrücke (gegenüber von Feld IV) und schließt im Osten an die Siedlungsflächen um den Mäckeritzgraben an, sie liegt südlich vom Flughafengelände zwischen An der Mäckeritzbrücke/Singdrosselweg und dem Adlerweg, die Parzellenwege von Süd nach Nord sind als Weg 1 bis Weg 6 bezeichnet.

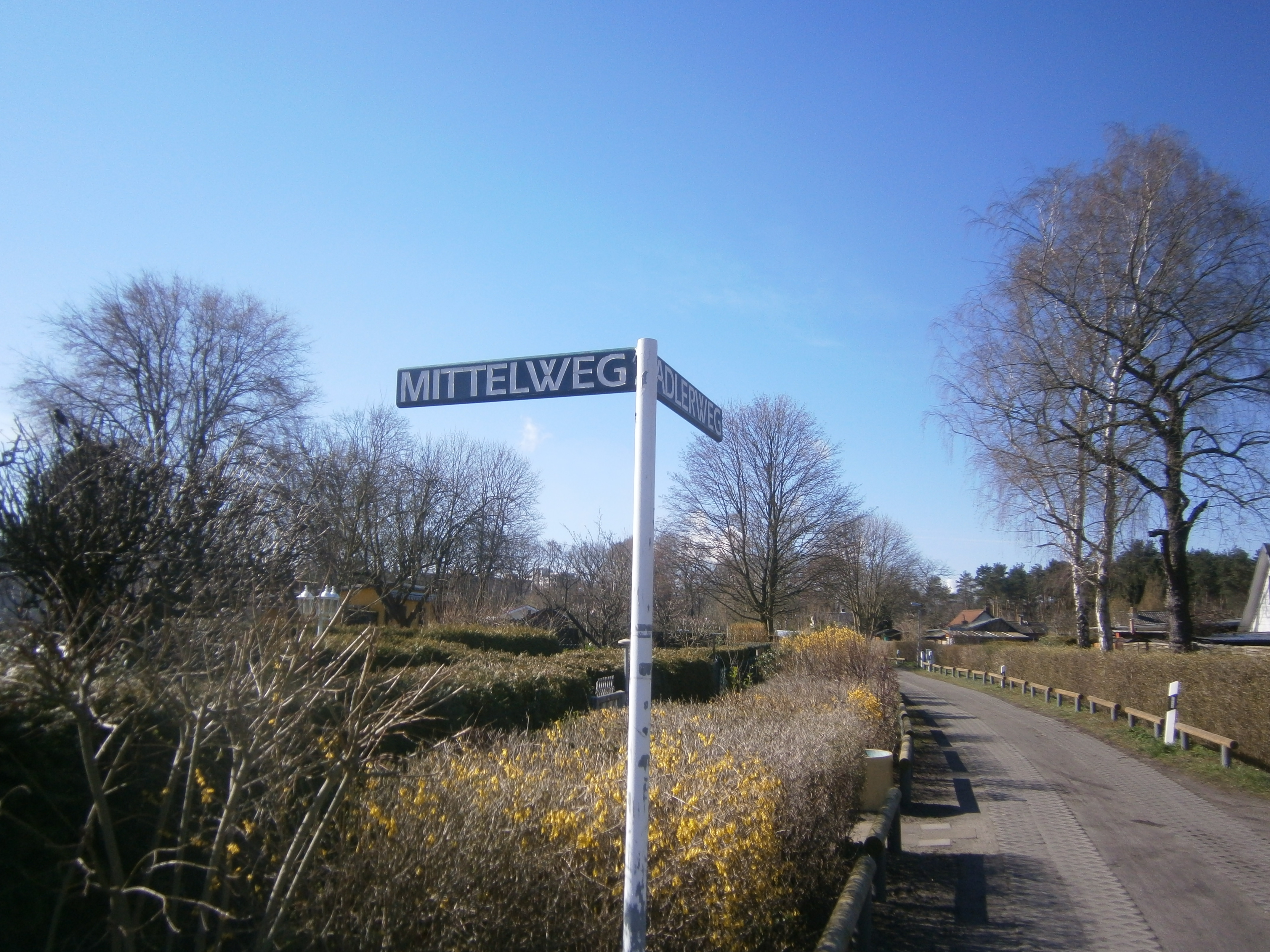
Adlerweg in der Dauer-Kleingartenkolonie ‚Vor den Toren IV‘

- Dauer-Kleingartenkolonie ‚Vor den Toren IV‘ (An der Mäckeritzbrücke 9, Lage) ist eine zwischen Straße C und dem Flughafengelände östlich der Bundeswehrschießstände liegende dauerhaft gesicherte Kleingartenanlage in den Mäckeritzwiesen mit 359 Parzellen auf 157.250 m² landeseigenem Pachtland (KGEP: 12073). Das Feld IV der Kolonie ‚Vor den Toren‘ ist eine Anlage zwischen Flughafengelände und der HOKA-Siedlung (Straße C) und im Osten begrenzt von der Straße An der Mäckeritzbrücke, deren Verlängerung sie von Feld III trennt. Die Koloniewege sind im Viertelkreis (etwa am Eckpunkt Straße C / Straße E) angelegt, wobei im Osten der Anlage der Schulweg, im Norden der Adlerweg verläuft. Vom Viertelkreiseckpunkt nach außen liegen die Vereinswege: Amsel-, Stieglitz-, Nachtigallen-, Finken-, Lerchen-, Adlerweg und im Radius der Mittelweg. Nach außen vom Adlerweg weg liegen kurze Stichwege (im Uhrzeigersinn): südöstlich gegenüber vom Mittelweg Reh-, Wiesel-, Iltis-, Fuchs-, Marder-, Bussardweg und weiter nach Nord und Ost Bussard-, Elster-, Sperber-, Habicht- und Eulenweg.

- Bahnlandwirtschaften
  - BLW – Unterbezirk Tegel Gruppe Königsweg (Waidmannsluster Damm 7a, Lage): Kleingärten[119] auf 9.391 m² Bahngelände mit 34 Parzellen (KGEP: 12200). Diese Eisenbahnlandwirtschaft liegt einerseits westlich der Bahnstrecke Tegel-Hennigsdorf 200 Meter nördlich des Gebäudekomplexes am Waidmannsluster Damm. Durch die 1925 erfolgte Übernahme der Industriebahn durch die NBE gehören die Parzellen der BLW Niederbarnimer-Eisenbahn-Tegel-Hafen (Karolinenstraße 18) und BLW Niederbarnimer-Eisenbahn-Ziekowstraße (Ziekowstraße 162) dazu, einschließlich der KGA ‚Bahndreieck‘ (Adelheidallee 7).

- Landeseigene Erholungs- und Kleingartenanlagen im Ortsteil in Zuständigkeit des Straßen- und Grünflächenamtes[112]
  - KGA ‚Am Wasserbunker‘ (Alter Wiesenweg 11, Lage): Die Anlage in den Mäckeritzwiesen liegt südlich der Siedlung Albrecht'sche Erben zwischen dem Alten Wiesenweg und dem Mäckeritzgraben. Die Fläche der landeseigenen Pachtfläche beträgt 13.465 m².
  - KGA ‚Fabian’sche Erben‘ (Singdrosselsteig 20, Lage) liegt am Hohenzollernkanal östlich der „Siemenssiedlung am HOKA“ zwischen Straße A und Mäckeritzgraben auf einer Fläche von 23.000 m² südlich der Siedlung Beussel’sche Erben.
  - KGA ‚Am Tegeler See‘ (RBS: 6153, Halligweg 8, Lage). Diese Siedlung auf 21.124 m² Landesland liegt am Südufer des Tegeler Sees östlich der Kleinen Malche (Lindenallee), gegenüber vom Saatwinkler Steg (Haselhorst).

### Wohnsiedlungen

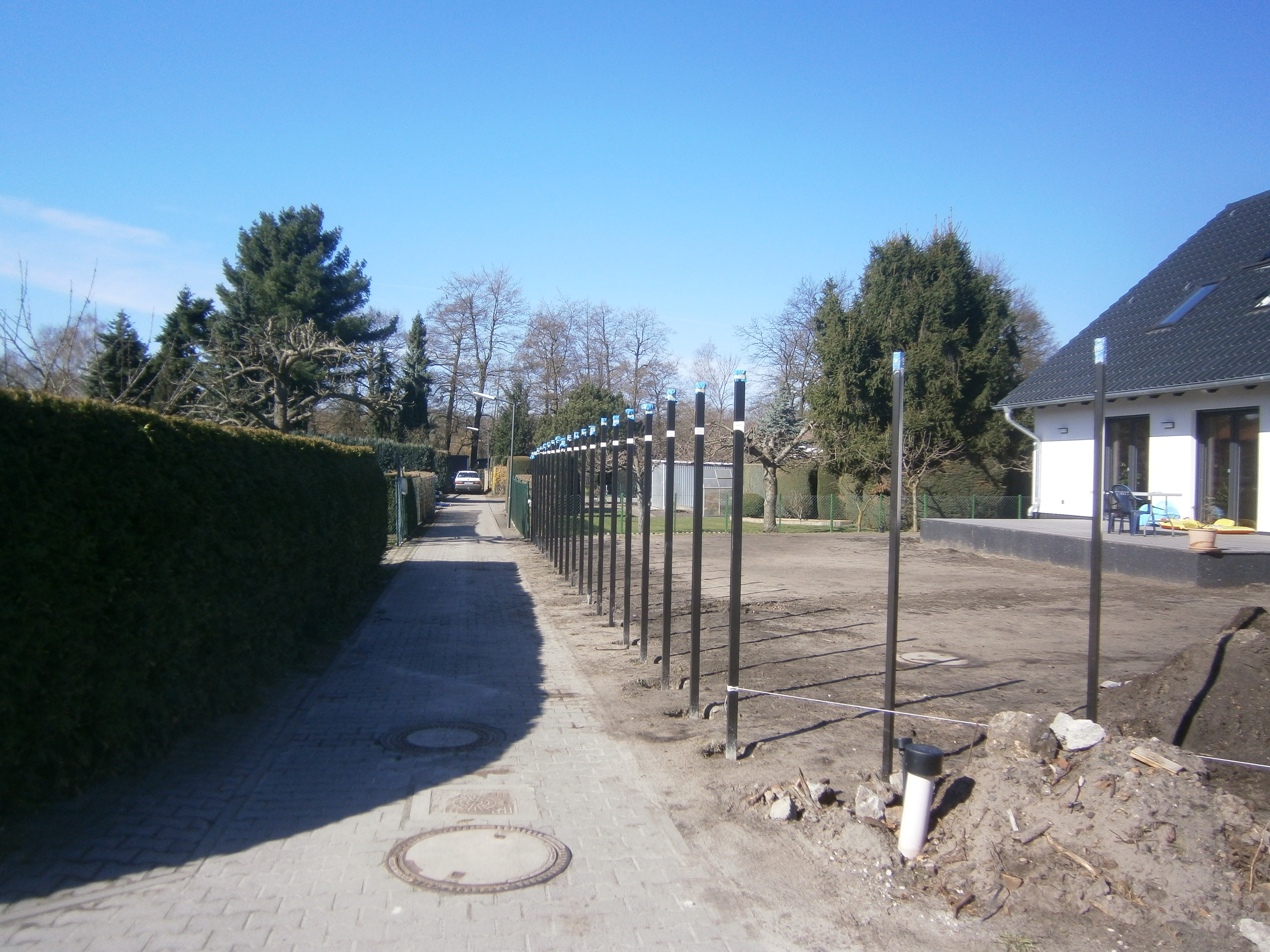
Bebauung am Weg D der Kolonie Beusselsche Erben

Dies sind Siedlungskolonien die als Verein oder Siedlergemeinschaft nicht vom Bundeskleingartengesetz beschränkt sind, sondern als Flächen nach Baurecht eingestuft wurden. Sie sind nicht im Senatsplan aufgenommen. Durch die Umwidmung von Kolonien zu Wohnsiedlungen gewinnen Gartenwege teilweise den Rang von gewidmeten Straßen und werden entsprechend amtlich im Straßenregister aufgenommen, die Umbenennungen erfolgten am 15. Oktober 2011: Alter Wiesenweg (zwischen Flughafengelände und Hohenzollernkanal östlich der Siedlungen auf den Mäckeritzwiesen als 10743), Am Hohenzollernkanal (von Vor den Toren abgehend), Mecklenburgweg (im Bogen Alter Wiesenweg, vorbei an Vor den Toren zum Kanalufer, 10742), Vor den Toren (vormals zu Zufahrt zum Flughafen Tegel gehörig, vom Mecklenburgweg durch Koloniegelände bis Hohenzollernkanal, noch nicht völlig ausgebaut, 10744). Außerdem wurde der Hauptweg der Kolonie ‚Vor den Toren I‘ in Fortsetzung von Am Hohenzollernkanal bis an den Mecklenburgweg als Straße Vor den Toren (10749) benannt. Damit wird der Bereich der Siedlung Mäckeritzwiesen östlich vom Mäckeritzgraben in den Parzellen den Grundstücken neu zugeordnet. Die Straßen wurden oder waren auf Initiative der Gartenvereine und Anlieger ausgebaut und befestigt. Beschildert als gewidmete Straße ist mit Stand 2015 lediglich der Alte Wiesenweg, der die Siedlungen Eigenland, Köppen’sche und Albrecht’sche Erben und KGA ‚Am Wasserbunker‘ im Süden und ‚Neuland II‘ im Norden am Flughafengelände erschließt.
Auf den Mäckeritzwiesen wurden auf dem Koloniegelände einige Kleingartenflächen (KGA) durch Umwidmung zu Siedlungsgelände nach BauGB § 35. Zudem wurden hier 2011 vormalige Koloniewege zu Privatstraßen gewidmet.
- Siedlung ‚Albrecht’sche Erben‘ (Singdrosselsteig 4, Lage) liegt auf den Mäckeritzwiesen am Hohenzollernkanal zwischen Mäckeritzgraben und Altem Wiesenweg auf einer Fläche von 10.000 m², südlich der Siedlung Köppen’sche Erben und nördlich der KGA ‚Am Wasserbunker‘. Mit der Einrichtung des Alten Wiesenwegs erhielten die Siedlungsgrundstücke eine nummerierte Zuordnung (71–101, ungerade) zu diesem.
- Siedlung ‚Beussel’sche Erben‘ (Singdrosselsteig 4, Lage) liegt auf einer Fläche von 73.580 m² am Hohenzollernkanal nördlich der HOKA-Siemenssiedlung zwischen KGA ‚Vor den Toren III‘ und westlich am Mäckeritzgraben. Im Norden das Flughafenareal und im Süden zum Hohenzollernkanal von der KGA Fabian'sche Erben begrenzt.
- Siedlung ‚Eigenheim‘ (Singdrosselsteig 3, Lage) südlich vom Flughafengelände in den Mäckeritzwiesen. Die Lage an der nördlich angrenzenden KGA ‚Neuland II‘ steht für eine Ausgliederung der Siedlung mit einer Fläche von 12.800 m² aus dieser Gartenanlage. Die Siedlung Eigenheim ist zum (östlich anliegenden) Alten Wiesenweg zugeordnet und dabei wurden die Parzellen umnummeriert. Den Abschluss im Westen bildet der (zugeschüttete) Mäckeritzgraben. Mit der Einrichtung des Alten Wiesenwegs erhielten die Siedlungsgrundstücke eine nummerierte Zuordnung (103–121, ungerade) zu diesem.
- Siedlung ‚Köppen’sche Erben‘ (Singdrosselsteig 4, Lage) liegt auf den Mäckritzwiesen am Hohenzollernkanal. Die Siedlung auf einer Fläche von etwas über 12.300 m² wird im Westen vom Mäckeritzgraben und im Osten vom Alten Wiesenweg, im Norden und Süden von den Seitenabschnitte des Alten Wiesengrabens begrenzt, die den Zugang zu den bei dessen Widmung umparzellierten Grundstücken bilden. Mit der Einrichtung des Alten Wiesenwegs erhielten die Siedlungsgrundstücke eine nummerierte Zuordnung zu diesem.

Weitere umgewidmete Gartenflächen sind am Tegeler Hafen und westlich der Tegeler Ortslage Saatwinkel gelegen. Sie liegen auf Privatland und sind als KGA kartiert, aber nicht dem Straßen- und Grünflächenamt zugeordnet und auch nicht im Senatsplan zur KGA-Entwicklung aufgenommen.
- KGA ‚Am Fließ‘ (Gabrielenstraße 37b, Lage) liegt zwischen Tegeler Fließ in Höhe vom Hafen Tegel und den Grundstücken der Gabrielenstraße. Die KGA ‚von Humboldt‘ Abschnitt Gabrielenstraße liegt nordöstlich der Gabrielenstraße 37 hinter den Grundstücken 39 bis 63 auf einer 12.850 m² großen Fläche von etwa 40 Wochenendhäusern. Der erschließende Mittelweg hat einen Zugang über Gabrielenstraße 37b und reicht im Süden der Gabrielenstraße 65b und 67b zum Nordabgang der Tegeler Hafenbrücke.
- KGA ‚Auf der Hallig‘ (Halligweg, Lage) Dieses Siedlungsgelände von etwa 14.000 m² liegt am Südende des Tegeler Sees westlich der Kleinen Malche an der Lindenallee, gegenüber vom Saatwinkler Steg (Haselhorst). Der Name geht auf die Lage der Halbinsel gegenüber von Maienwerder und Valentinswerder zurück und liegt nur wenig oberhalb der Wasserlinie. Der Uferstreifen zum Schiffahrtskanal gehört zum Ortsteil Haselhorst.

### Forst, Parks und Grünflächen
- Freizeitpark Tegel – Schlosspark Tegel (RBS: 08086, Lage)

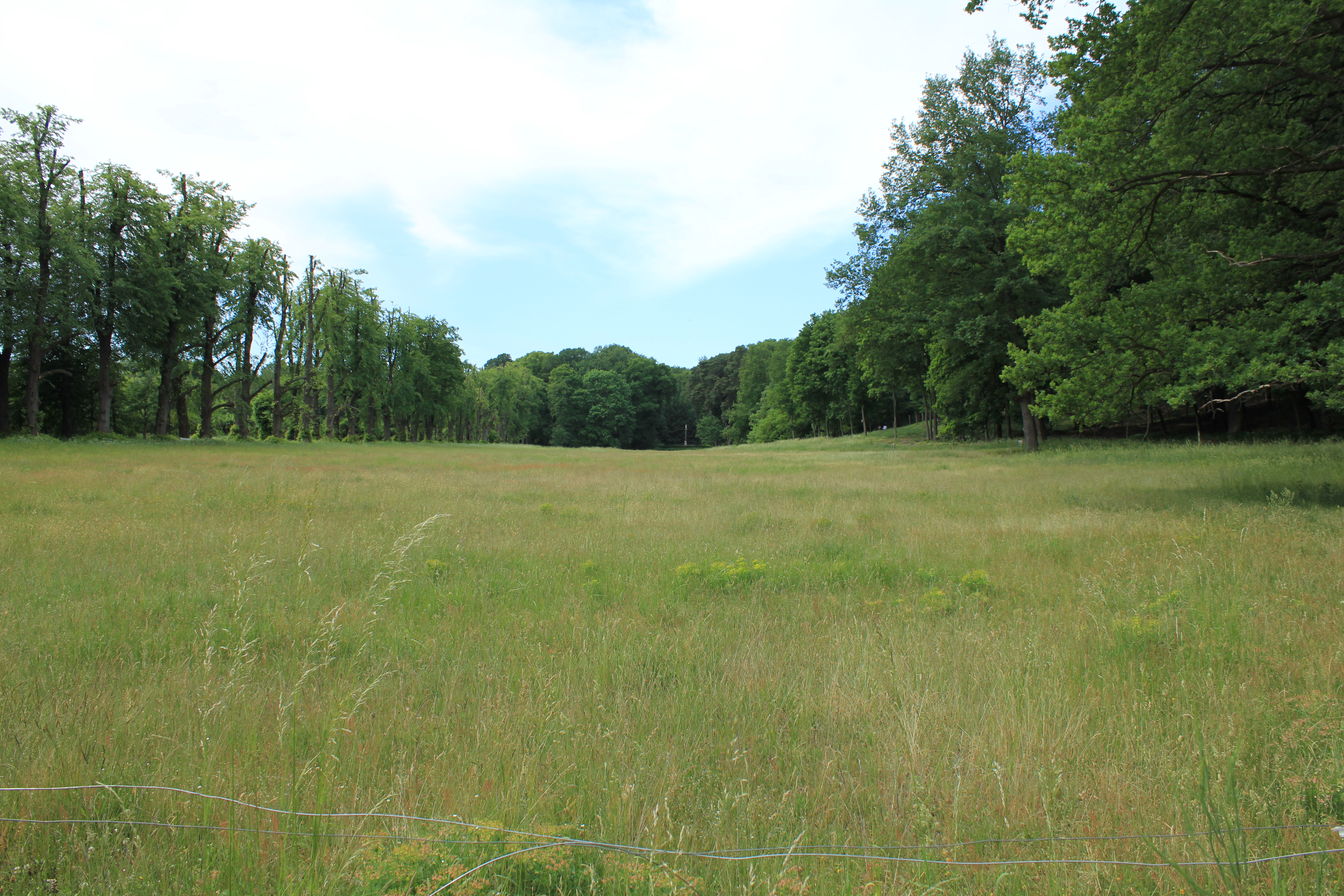
Adelheidallee im Schlosspark Tegel

- Tegeler Forst (Lage): ein Teil des Berliner Forstes, der nordwestliche Teil gehört zum Ortsteil Heiligensee, im übrigen deckt sich die Grenze des Tegeler Forstes mit der Ortsteilgrenze zu den Nachbarartsteilen.
- Fließtalpark Hermsdorf (Lage):[120] er erstreckt sich über die Ortsteile Hermsdorf, Waidmannslust und Tegel und liegt im Ortsteil südlich vom Tegeler Fließ (der Ortsteilbegrenzung) nördlich der Bebauung am Moorweg zwischen Egidy und St. Joseph-Steg.
- Park am Borsigdenkmal (Borsigpark, Lage): er liegt an der Berliner Straße zwischen Veit- und Ernststraße, auf dem Gelände befindet sich das Stadion Borsigpark, eine Minigolfanlage und der Tennisplatz. Die Buddstraße endet an dieser Fläche.[121]
- Uferpromenade Borsigdamm (Lage): liegt beidseits vom südlichen Abschnitt des Borsigdamms zwischen Tegeler See und Borsighafen. Die Promenade verbindet am Seeufer die Greenwichpromenade mit dem Uferweg Neheimer Straße.
- Waldpark Hermsdorfer Damm (Lage): ein Teil des Tegeler Forstes[122] zwischen Karolinenstraße und Hermsdorfer Damm und wird im Süden durch das Tegeler Fließ begrenzt.[32]
- Waldpark Steinberg (Lage): er liegt teilweise (südwestliche Fläche) im Ortsteil und setzt sich östlich nach Wittenau und Waidmannslust mit der größeren Fläche fort.[122]
- Jungfernheide: der Nordteil (Lage) dieses Forstgeländes liegt im Süden des Ortsteils zwischen Bernauer Straße und Flughafenareal und ist zum großen Teil als Hundeauslaufgebiet markiert. Die Jungfernheide setzt sich als Volkspark nach Süden im Ortsteil Siemensstadt, wird dort auch als „Dauerwald“ fortgeführt. Die Tegeler Forstfläche ist in der Nutzungsplanung nach der Stilllegung des Flughafens einbezogen.

- Friedhöfe
  - Landeseigener „Friedhof Tegel“ (Lage) liegt westlich an der Wilhelm-Blume-Allee 3.[123]
  - Friedhof ‚Am Nordgraben‘ (Lage): Als Teil des Gemeindefriedhofs wurde er 1875 eröffnet und liegt auf einer Fläche von 48.693 m² an der Wilhelm-Blume-Allee 1 an deren östlicher Seite.[124]
  - Friedhof ‚Am Fließtal‘ (Lage)[125] (nördlich vom Waidmannsluster Damm 13) landeseigener Friedhof auf einer Fläche von 8,8 Hektar,[126] er liegt nördlich vom Waidmannsluster Damm.
  - evangelischer Martin-Luther-Friedhof Tegel (Lage) an der Barnabasstraße 5–19 auf 5,9 Hektar
  - Russisch-orthodoxer Kirchhof der Hl.-Konstantin-und-Helena-Kirche an der Wittestraße 37 (Lage) auf 20 Hektar Fläche an der Holzhauser/Wittestraße gelegen und 1873 genehmigt.[127]

- Inseln
  - Baumwerder (Lage): Insel im Tegeler See mit Nutzung durch das Wasserwerk Tegel.
  - Gänsewerder (Lage): Halbinsel zwischen Neheimer / Bernauer Straße und Tegeler See (Ostufer) mit dem Wasserwerk Tegel.
  - Hasselwerder (Lage): Insel, seit 1766 im Besitz der Familie von Humboldt.
  - Lindwerder (Lage): Insel im Landschaftsschutzgebiet LSG-2C „Inseln im Tegeler See“.
  - Maienwerder (Lage): Insel im Landschaftsschutzgebiet Inseln im Tegeler See.
  - Reiswerder (Lage), Insel mit einer Kleingartenanlage.
  - Reiherwerder (Lage), als Gartendenkmal geschützte Halbinsel mit der Borsig-Villa.
  - Scharfenberg (Lage), Insel mit Schulfarm, Gymnasium und Internat.
  - Insel Valentinswerder (Lage):[128] im Privatbesitz mit Dauerbewohnern und einer Personenfähre.
  - Humboldtinsel am Ostende des Tegeler Hafens (Lage), südlich vom Nordgraben. Über die 2009 benannte Insel führt eine Privatstraße (RBS: 09995). Sie ist im Osten über den Alexander- und Wilhelmsteg (nach den Brüdern Humboldt benannt) und im Westen über den Georgsteg mit dem Ortsteil verbunden. Über die Humboldtinsel führt zudem der an der Greenwichpromenade[51] beginnende und nach Osten durch die folgenden Ortsteile geführte „Barnimer Dörferweg“, der mit der Nummer 13 als Bestandteil der 20 Grünen Hauptwege seit 2005 eingerichtet wird.[129]

- Flughafensee (Lage): liegt nordwestlich auf dem Flughafengelände. Dessen Fläche ist in die Pläne zur Nachnutzung des Flughafengeländes einbezogen.

### Forstwege
Anzumerken bleibt, dass diese Wege durch den Tegeler Forst in den Übersichtskarten zum Verwaltungsbezirk Reinickendorf in den 1920er Jahren als wichtige (in der Karte als breitere) Verbindungen durch den Wald eingezeichnet sind. Zu diesem Zeitpunkt führte der Verkehr von Tegel nach Norden über die Ruppiner Chaussee (etwa in der Trasse der A 111). Beispielsweise war vor dem Anlegen der asphaltierten Konradshöher Straße, die über die Heiligenseestraße angeschlossen ist, jene Verbindung über den Freiheitsweg nach Konradshöhe oder den Schwarzen Weg nach Tegelort bedeutsamer. Die Bedeutungen als Trassen änderte sich durch Umtrassierung nach dem Autobahnbau und die Grenzfestigung der Berliner Mauer, wodurch Heiligensee in eine Randlage kam. Allerdings spielte der Abschnitt der von 1913 bis 1958 betriebenen Straßenbahn der Linie 28 nach Tegelort (Straßenbahn der Gemeinde Heiligensee an der Havel) eine wichtige Rolle bei den Forstwegen als Verkehrs- oder Wanderwege.
- Försterweg: Fußweg im Tegeler Forst vom Mühlenweg zum Schwarzen Weg in Höhe Revierförsterei Tegelsee.
- Freiheitsweg: Fußweg im Forst Tegel zwischen Försterweg und Schwarzer Weg
- Mühlenweg: Der Fußweg verläuft vom Schwarzen Weg nahe An der Malche westwärts zum Rallenweg in Heiligensee, auf ihm liegt der Grüne Hauptweg Nr. 03[131] Heiligenseer Weg[51]
- Schulzendorfer Weg: zwischen Heiligenseestraße und Tegelgrund in Schulzendorf einer Ortslage in Heiligensee. Nördlich der Ruppiner Chaussee, die durch die A 111 als Verkehrsweg abgelöst wurde, verläuft der Schulzendorfer Weg weiter nach Hemsdorf und deckt sich hier mit dem Naturlehrpfad der durch den nördlichen Teil des Tegeler Forstes führt und auch das Forstamt Tegel und die Revierförsterei Hermsdorf berührt.
- Schwarzer Weg: am Westufer des Tegeler Sees liegt er zwischen Theresienweg und „Tegeler Ort“ in Konradshöhe und Heiligenseestraße.

Eine weitere Forstfläche besteht mit der Jungfernheide im Tegeler Süden. Wege zwischen Saatwinkel und dem Tegeler Kerngebiet sind historisch belegte Verbindungen, wurden jedoch in jüngerer Zeit eher zu Wanderwegen. Im Tegeler Süden bekamen Exerzier- und Schießgelände und der spätere Flugplatz Tegel Einfluss auf die Wegeführung. Zum Forstgelände der Jungfernheide gehören insbesondere Maienwerder Weg, Semmelweg, Der breite Weg. Historisch wichtig mit dem Schießplatz der Artillerie (vor Anlegen des Flugplatzgeländes Tegel) ist der Tegeler Weg mit dem abzweigenden Spandauer Weg über die Hinkeldey-Brücke. Er stellte die Verbindung von Charlottenburg (bis 1920 selbstständige Stadt) nach Norden dar und besaß im Verlauf die Anbindung nach Spandau.

### Verkehrsflächen

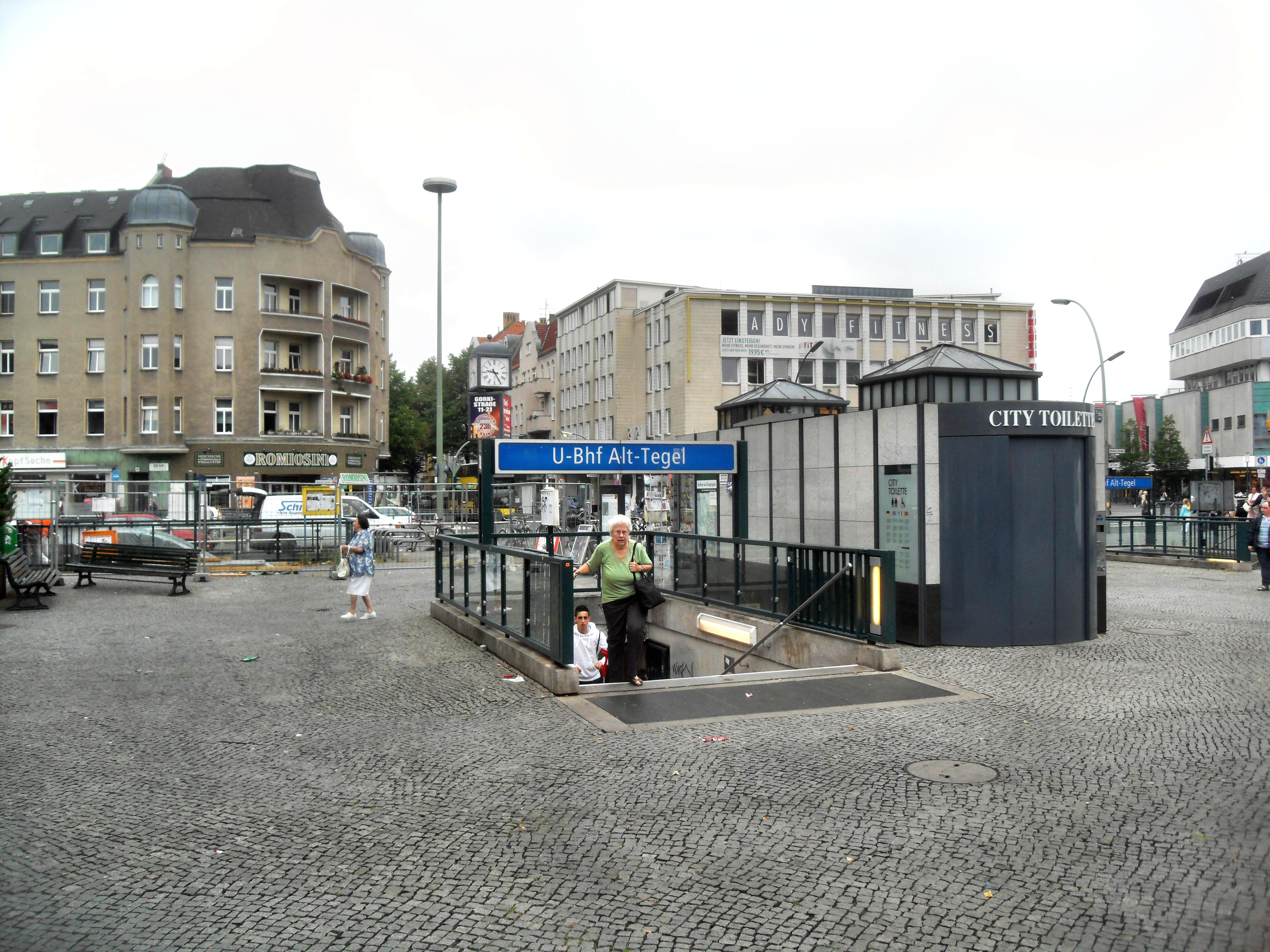
U-Bahn-Ausgang Berliner Straße / Alt-Tegel

- BAB-Tunnel Flughafen Tegel (Lage)
- BAB-Tunnel Ortskern Tegel (Lage)
- [veraltet] (noch) Flugplatz Tegel (Lage)
- Borsighafen (Lage) wird durch den Borsigdamm vom Tegeler See abgetrennt, wobei die Wasserzufahrt durch die Borsigdammbrücke führt.
- Tegeler Hafen (Lage): östlich am Nordende vom Tegeler See zwischen Tegeler Fließ und Packereigraben
- Tegeler Hafenbrücke (Lage)
- Im Jagen 61, Rettungsstation (Lage) als Adresse amtlich vermerkt
- S-Bahnhof Tegel (Lage), zwischenzeitlich als „Gare Francais“ bezeichnet, liegt er an der Kremmener Bahn, heute S-Bahn-Strecke nach Hennigsdorf

Außer den hier genannten und in der obigen Übersichtstabelle benannten Stadtstraßen liegen auch Flächen der Bahn und Teile von Bundesautobahnen im Ortsteil.